# Kalendarium inwazji Rosji na Ukrainę – czerwiec 2023
| 2022        | 2023        | 2024        | 2025        |
| ----------- | ----------- | ----------- | ----------- |
| –           | styczeń     | styczeń     | styczeń     |
| luty        | luty        | luty        | luty        |
| marzec      | marzec      | marzec      | marzec      |
| kwiecień    | kwiecień    | kwiecień    | kwiecień    |
| maj         | maj         | maj         | maj         |
| czerwiec    | czerwiec    | czerwiec    | czerwiec    |
| lipiec      | lipiec      | lipiec      | lipiec      |
| sierpień    | sierpień    | sierpień    | sierpień    |
| wrzesień    | wrzesień    | wrzesień    | wrzesień    |
| październik | październik | październik | październik |
| listopad    | listopad    | listopad    | listopad    |
| grudzień    | grudzień    | grudzień    | grudzień    |

## Czerwiec 2023
W pierwszym tygodniu czerwca na froncie rosyjsko-ukraińskim pojawiły się pierwsze czołgi Leopard produkcji niemieckiej. Walki przybrały w czerwcu znamiona kontrofensywy wojsk ukraińskich.
Rosjanie 6 czerwca wysadzili w powietrze tamę na Dniestrze w Nowej Kachowce powodując wielką powódź.
Przez cały miesiąc Rosja atakowała terytorium Ukrainy, ostrzeliwując między innymi miasta i obiekty cywilne przy użyciu dronów i rakiet, w tym rakiet dalekiego zasięgu.
Pod koniec miesiąca (23 i 24 czerwca) miał miejsce krótkotrwały bunt Jewgienija Prigożyna, który po zajęciu Rostowa nad Donem w Rosji ruszył ze swoimi oddziałami „Grupy Wagnera” w kierunku Moskwy; bunt ten zakończył się po kilkudziesięciu godzinach.

### 1 czerwca

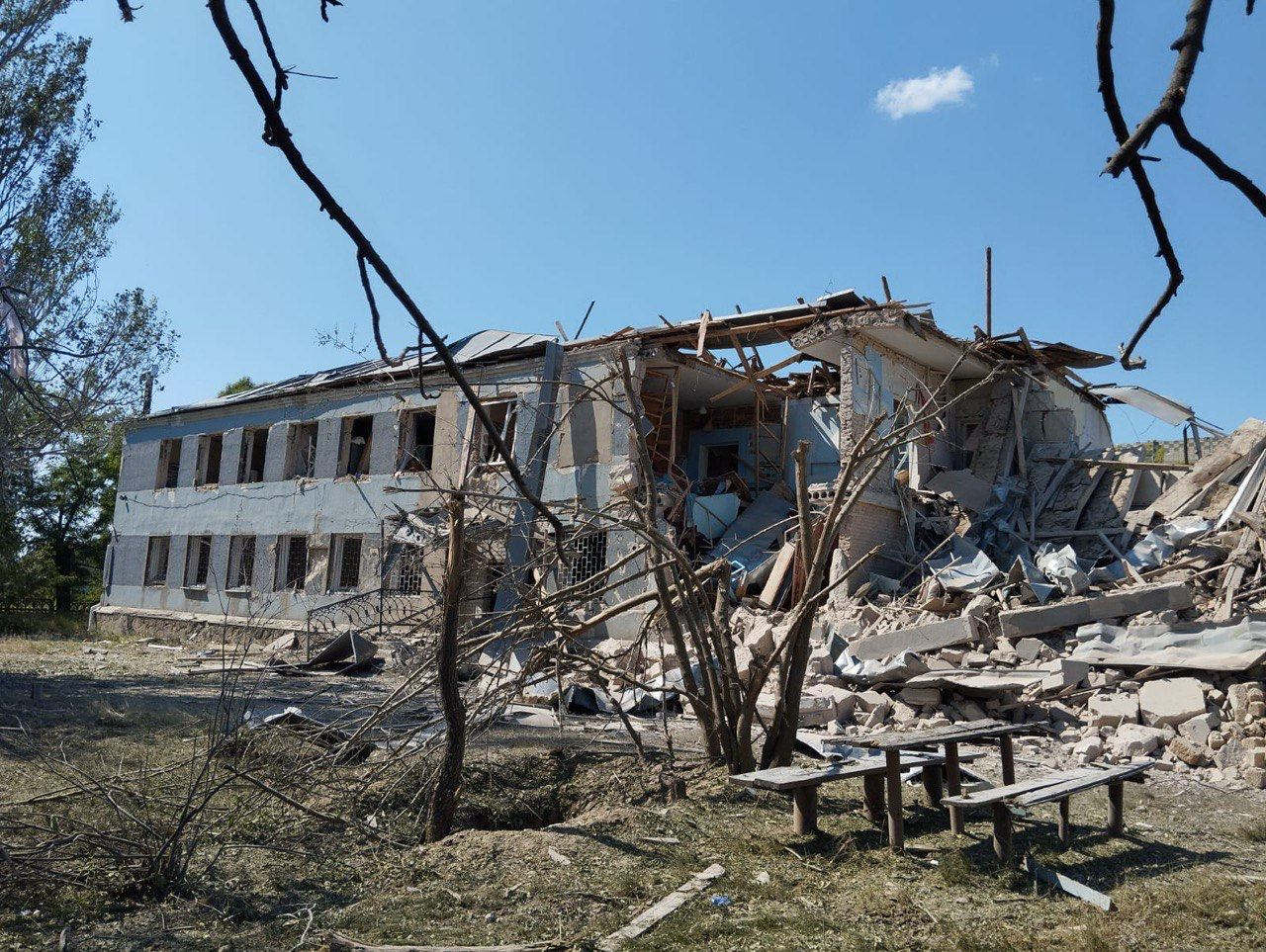
Szkoła we wsi Odradokamjanka po rosyjskim bombardowaniu.

Sztab Generalny Ukrainy podał, że Rosja koncentrowała się na atakach w kierunkach Kupiańska, Łymanu i Marjinki, gdzie odparto 25 ataków. W kierunku kupiańskim Rosjanie prowadził bezskuteczne ataki na zachód od Masiutiwki i w pobliżu Kuziemiwki.
W kierunku łymańskim prowadzono nieudane ataki w rejonie Biłohoriwki i Spirnego. W kierunku marjińskim odparto wszystkie ataki w rejonie Marjinki. W ciągu doby Rosjanie przeprowadzili 12 ataków rakietowych, 46 nalotów i 107 ostrzałów na pozycje ukraińskie i tereny zaludnione (odnotowano zabitych i rannych wśród cywilów oraz zniszczoną infrastrukturę). Ukraińskie lotnictwo dokonało 9 nalotów na miejsca koncentracji i cztery na przeciwlotnicze systemy rakietowe, z kolei artyleria uderzyła w punkt kontrolny, kompleks rakiet przeciwlotniczych, pięć jednostek artylerii i 9 obszarów koncentracji. Ponadto Rosjanie kontynuowali przymusowe paszportowanie na obszarach obwodu chersońskiego. Rosyjska administracja okupacyjna wyznaczyła 1 września br. jako termin uzyskania paszportu FR z pisemną odmową wydania paszportu ukraińskiego. Lokalne firmy energetyczne informowały o obowiązkowym podpisywaniu nowych umów na dostawę prądu tylko w przypadku posiadania rosyjskiego paszportu. Obywatelom Ukrainy, którzy odmówili przyjęcia rosyjskich dokumentów, groziło przerwanie dostaw prądu, deportacja, konfiskata mienia i przymusowe wysiedlenie.
O 2:45 Rosja przeprowadziła atak rakietowy na Kijów, w wyniku którego zginęły trzy osoby, w tym matka i jej 11-letnie dziecko; co najmniej 10 osób zostało rannych. Według doniesień ofiary próbowały dostać się do zamkniętego schronu bombowego, kiedy nastąpił atak. Zniszczenia odnotowano również w rejonie dniprowskim. Według ukraińskiego wojska przechwycono 10 pocisków Iskander, w tym siedem Iskander-M i trzy Iskander-K.
W obwodzie biełgorodzkim osiem osób zostało rannych w wyniku ukraińskiego ostrzału artyleryjskiego na Szebiekino. Gubernator Wiaczesław Gładkow stwierdził, że siły ukraińskie używały systemów rakietowych BM-21 Grad. Dwie kolejne osoby zostały ranne w ataku drona w Biełgorodzie. Do ataków tych przyznali się przeciwnicy reżimu Władimira Putina, w skład których wchodziły Legion Wolność Rosji i Rosyjski Korpus Ochotniczy. Legion stwierdził, że „zniszczył kolumnę Grad MLRS (BM-21)”, a także KAMAZa z amunicją i moździerz samobieżny Tulipan we wsi Nowaja Tawołżanka. Rosyjskie Ministerstwo Obrony podało, że „ukraińskie grupy terrorystyczne, liczące do dwóch kompanii piechoty zmotoryzowanej wzmocnionej czołgami, podjęły próbę inwazji na terytorium Rosji w pobliżu wsi Nowaja Tawołżanka i drogowego punktu kontrolnego Szebiekino”. Później stwierdziło, że odparto trzy ukraińskie ataki na obwód biełgorodzki, zabito ponad 50 ukraińskich żołnierzy i zniszczono cztery pojazdy opancerzone. Podano także, że w atakach uczestniczyło do 70 „bojowników”, pięć czołgów, cztery pojazdy opancerzone, siedem pick-upów i ciężarówka KAMAZ. Brytyjskie MON podało, że grupy partyzanckie po raz drugi w ciągu 10 dni zaatakowały obwód biełgorodzki, z kolei drony uderzyły w Biełgorod. Rosyjskie siły wojskowe i wewnętrzne odniosły szybszy sukces w powstrzymaniu tego ataku niż poprzednio, używając przy tym śmigłowców szturmowych i wyrzutni termobarycznych TOS-1A na własnym terytorium. Zdaniem Ministerstwa „rosyjscy dowódcy stanęli przed dylematem, czy wzmocnić obronę w rosyjskich regionach przygranicznych, czy wzmocnić swoje linie na okupowanej Ukrainie”.
Pentagon oświadczył, że zakupi usługę satelitarną Starlink Elona Muska dla Ukrainy, aby zapewnić stałą efektywność komunikacji w tym kraju. Parlament Europejski przyjął propozycję mającą na celu zwiększenie produkcji amunicji w UE, aby dozbroić Ukrainę walczącą Rosją i uzupełnić zapasy w państwach członkowskich; za przyjęciem głosowało 446 deputowanych, przeciw było 67, wstrzymało się 112. Szwajcarska Rada Narodowa przegłosowała 98–75 przeciwko inicjatywie parlamentarnej wysuniętej przez komisję, która zezwoliłaby na transfer szwajcarskiej broni na Ukrainę. Jej przeciwnicy twierdzili, że propozycja była pogwałceniem wieloletniej polityki neutralności kraju.
Według Institute for the Study of War (ISW) czeczeńskie siły specjalne pod dowództwem Ramzana Kadyrowa, oskarżone przez organizacje praw człowieka o tortury i morderstwa, miały wziąć udział w przejęciu części Donbas. Żołnierze mieli m.in. pomagać w obsadzeniu linii frontu w obwodzie donieckim i prowadzić działania ofensywne. Zaangażowane mają być także jednostki specjalne „Achmat” i „Sewer-Achmat”, które powstały po inwazji Rosji na Ukrainę. Ponadto rosyjskie dowództwo nakazało Kadyrowowi i jego żołnierzom przejęcie Bachmutu z rąk wycofujących się najemników Wagnera. Tymczasem siły rosyjskie przeprowadziły ataki na północny wschód od Kupiańska i północny zachód od Swatowego. Tempo rosyjskich i ukraińskich ataków na kierunku bachmuckim pozostawało niskie. Rosjanie przeprowadzili ograniczone ataki wzdłuż linii Awdijiwka–Donieck. Ponadto nie odnotowano żadnych potwierdzonych ataków rosyjskich na południu Ukrainy.
Ukraińskie Ministerstwo Infrastruktury poinformowało, że Inicjatywa Zbożowa Morza Czarnego została ponownie wstrzymana, ponieważ Rosja zablokowała rejestrację statków we wszystkich ukraińskich portach. ONZ potwierdziło później, że Rosja planowała ograniczyć rejestrację statków do portu Piwdennyj, dopóki wszystkie strony nie zgodzą się na odblokowanie tranzytu amoniaku.

### 2 czerwca
Według SG Ukrainy Rosjanie koncentrowali się na atakach w kierunkach Kupiańska, Łymanu, Bachmutu i Marjinki, gdzie Ukraińcy odparli 29 ataków. W kierunku kupiańskim siły rosyjskie prowadziły nieudane ataki w rejonie Nowoselewskiego. W kierunku łymańskim prowadzono bezskuteczne ataki w okolicy Makiejewki i Spirnego. W kierunku bachmuckim przeprowadzono bezskuteczne ataki w pobliżu Iwaniwskiego. W kierunku marjińskim odparto 14 ataków w rejonie Marjinki; Rosjanie ponieśli znaczne straty w ludziach i sprzęcie. W ciągu 24h Rosja przeprowadziła 17 ataków rakietowych, 67 nalotów i 91 ostrzałów. Lotnictwo Ukrainy dokonało 15 nalotów na miejsca koncentracji i dwa na przeciwlotnicze systemy rakietowe; artyleria ostrzelała stanowisko dowodzenia, dwa magazyny amunicji, dwie stacje walki radioelektronicznej, stację radiolokacyjną i system rakietowy. Sztab podał także, aby uzupełnić straty w sile roboczej, Rosjanie nadal wykorzystywali różne sposoby nakłaniania własnej ludności do służby wojskowej, m.in. w mieście Zarinsk przedstawiciele organów ścigania prowadzili działania informacyjne wśród osób na zwolnieniu warunkowym oraz proponowali podpisanie kontraktu na 3–5 miesięcy. Szef MSW Ihor Kłymenko powiedział, że formowane były kolejne brygady szturmowe tworzone od lutego br. i nadal były przyjmowane zgłoszenia do tych oddziałów. Dotąd wnioski złożyło ok. 40 tys. osób. Armia ukraińska podała, że ostrzelano pozycje rosyjskie w porcie w Berdiańsku. Mer Iwan Fedorow potwierdził, że do eksplozji doszło w porcie, „przez który okupanci wywozili zagrabione mienie”. Administracja okupacyjna przyznała, że doszło do wybuchu i zapewniła, że nie odnotowano ofiar ani zniszczeń.
Ukraińscy urzędnicy poinformowali, że zaatakowano Kijów dwoma nalotami. Armia ukraińska podała, że w nocy zestrzelono 15 rosyjskich pocisków manewrujących Ch-101/Ch-555 i 21 dronów Shahed 136 w stolicy i jej okolicach. Dwie osoby zostały ranione przez spadające szczątki. Według urzędników uszkodzonych zostało również pięć domów prywatnych. O 23:00 nadleciały drony z kierunku południowego, wykorzystując ukształtowanie terenu i koryto Dniepru. O 3:00 zostały wystrzelone pociski manewrujące z bombowców Tu-95MS znad Morza Kaspijskiego. Później tego samego dnia miał miejsce kolejny atak, a ukraińskie wojsko podało, że przechwycono wszystkie 15 pocisków i 18 dronów wystrzelonych przez Rosjan oraz ok. 30 innych „wrogich obiektów”. Dwie osoby zginęły, a cztery zostały ranne w wyniku rosyjskiego bombardowania w Kiwszariwce. Tyle samo ofiar odnotowano w rosyjskim ataku na Komyszuwachę. Uszkodzony został wielopiętrowy budynek mieszkalny.
Rosyjskie Ministerstwo Obrony ogłosiło rozmieszczenie czeczeńskich sił specjalnych „Achmat” na linii frontu w Marjince w celu przeprowadzenia ofensywy. Jewgienij Prigożyn powiedział, że 99% jego najemników zostało wycofanych z Bachmutu przed jego formalnym przekazaniem armii rosyjskiej 5 czerwca. Oskarżył również rosyjskie wojsko o podkładanie min przeciwko jego personelowi podczas wycofywania się. Brytyjskie Ministerstwo Obrony podało, że Rosja kontynuowała przesuwanie regularnych jednostek do Bachmutu, podczas gdy oddziały Grupy Wagnera kończyły wycofywanie się na tyły. W mieście coraz ważniejszą rolę odgrywały wojska powietrznodesantowe, gdzie rozmieszczone były elementy 76. i 106. dywizji oraz dwie oddzielne brygady WDW. Urzędnicy DRL poinformowali, że trzy osoby zginęły, a cztery zostały ranne w wyniku ukraińskiego ostrzału w Makiejewce. Urzędnicy w okupowanym obwodzie zaporoskim stwierdzili, że ukraińska artyleria uderzyła w obóz szpitalny i zraniła 10 osób w Berdiańsku.
Gubernator obwodu briańskiego stwierdził, że siły ukraińskie ostrzelały wioskę wzdłuż granicy międzynarodowej, niszcząc dom. Dwie osoby zginęły, a dwie zostały ranne, gdy siły ukraińskie ostrzelały drogę w Masłowej Pristanie w obwodzie biełgorodzkim, podczas gdy Legion Wolność Rosji przyznał się do ataku na wioskę Nowaja Tawołżanka i podał, że rosyjskie siły rządowe zabiły dwóch cywilów w wyniku pomylenia swojego pojazdu z pojazdem legionu. Drony dalekiego zasięgu uderzyły w dwa miasta w obwodzie smoleńskim oraz odnotowano eksplozję w lesie w obwodzie kałuskim. Urzędnicy stwierdzili, że budynki w Briańsku i Kursku zostały uszkodzone przez ukraiński ostrzał i nocny atak dronów.
Przewodniczący Kolegium Połączonych Szefów Sztabów generał Mark Milley, ogłosił, że ukraińscy żołnierze rozpoczęli szkolenie z obsługi czołgów M1 Abrams, przekazanych przez Zachód. Stany Zjednoczone zwróciły się do Japonii o dostawy trotylu do wykorzystania go w pociskach 155 mm dla Ukrainy. Według agencji Reuters, rząd japoński zezwolił USA na zakup przemysłowego trotylu, ponieważ nie jest to produkt wojskowy.
W opinii ISW rosyjskie Ministerstwo Obrony nadal nieproporcjonalnie reagowało na ograniczone naloty na terytorium Rosji, co mogło świadczyć o zaufaniu i kompetencjach co do zdolności MON do reagowania na dostrzegane zagrożenia. Tymczasem siły rosyjskie kontynuowały ataki w kierunkach Kupiańska i Kreminnej oraz przeprowadziły ataki naziemne w Marjince. Rosyjskie źródło twierdziło, że Ukraińcy dokonali zdobyczy terytorialnych podczas ograniczonych kontrataków w zachodnim obwodzie donieckim.
Według Ośrodka Studiów Wschodnich (OSW) główny ciężar walk przesunął się w rejon Marjinki, gdzie przypadała połowa odnotowywanych przez ukraiński SG ataków. Rosjanie byli coraz aktywniejsi na łączeniu obwodów charkowskiego i ługańskiego. Ukraińcy deklarowali odparcie wszystkich ataków, jednak niejasna pozostawała sytuacja na północny wschód od Kupiańska, gdzie siły rosyjskie prawdopodobnie zbliżyły się do miasta. Do rosyjskich ataków w rejonie Awdijiwki i Bachmutu oraz na granicy obwodów ługańskiego i donieckiego dochodziło sporadycznie. Poza atakami na Kijów głównym celem ataków rakietowych było zaplecze ukraińskie w obwodzie charkowskim. Rosyjskie artyleria i lotnictwo atakowały wzdłuż linii frontu i na obszarach przygranicznych. Głównymi celem był Chersoń, Nikopol i Oczaków. Z kolei siły ukraińskie uderzyły rakietami w zaplecze agresora w Melitopolu (dwukrotnie) i Mychajliwce. Rosyjskie formacje ochotnicze walczące po stronie Ukrainy kontynuowały operację dywersyjno-psychologiczną, mającą potwierdzić, że w Rosji narasta opór przeciwko reżimowi. Rosyjski Korpus Ochotniczy i Legion Wolność Rosji kontynuowały operację dywersyjną na terytorium FR w rejonie Szebiekino, które zostało ostrzelane przez artylerię.

### 3 czerwca
Ukraiński SG poinformował, że Rosjanie kontynuowali próby ataków w kierunkach Kupiańska, Łymanu, Bachmutu i Marjinki, gdzie odparto 23 ataki. W kierunku kupiańskim siły rosyjskie prowadziły nieudane ataki w rejonie Nowoselewskiego. W kierunku łymańskim prowadzono bezskuteczne ataki w okolicy Biłohoriwki i Spirnego. W kierunku bachmuckim przeprowadzono nieudane ataki w pobliżu Iwaniwskiego i Biłej Hory. W kierunku marjińskim Ukraińcy odparli 11 ataków w okolicy Marjinki, przy czym wojska rosyjskie poniosły znaczne straty w ludziach i sprzęcie. W ciągu 24h Rosjanie przeprowadzili dwa ataki rakietowe na regiony Doniecka i Dniepru za pomocą pocisków Iskander oraz 30 nalotów i 56 ostrzałów na pozycje ukraińskie i tereny zaludnione. Lotnictwo ukraińskie dokonało 11 nalotów na miejsca koncentracji i sześć na przeciwlotnicze systemy rakietowe, z kolei artyleria uderzyła w punkt kontrolny, kompleks rakiet przeciwlotniczych, sześć jednostek artylerii i trzy składy amunicji. Ponadto w Swatowem doszło dzień wcześniej do dezercji ok. 40 żołnierzy rosyjskich, którzy samowolnie opuścili swoje pozycje; do poszukiwań zaangażowano dwa rosyjskie śmigłowce oraz oddział Rosgwardii.
W wyniku ataku rakietowego za pomocą rakiety Iskander-K (wystrzelonej przez bombowiec Tu-95MS znad Morza Kaspijskiego) na dwa dwupiętrowe budynki na przedmieściach Dniepru zginęła dwuletnia dziewczynka, a 22 osoby zostały średnio i ciężko ranne, w tym pięcioro dzieci; 17 osób było hospitalizowanych, a kilka prawdopodobnie zostało uwięzionych pod gruzami.
Gubernator obwodu biełgorodskiego Wiaczesław Gładkow powiedział, że w wyniku ukraińskiego ostrzału zginęły dwie osoby. Portal MediaZona poinformował, że trzecią dobę trwał rajd na obwód biełgorodzki antyputinowskich partyzantów, którzy ostrzelali rosyjskie miasto Szebiekino, w wyniku czego zginęło pięć osób, a 16 zostało rannych, oraz zniszczono kilka domów, bursę, budynki lokalnych firm i administracji. Ostrzelano również wsie Nowaja Tawołżanka i Tiszanka.
Prezydent Wołodymyr Zełenski w rozmowie z The Wall Street Journal oświadczył, że Ukraina jest gotowa do rozpoczęcia kontrofensywy, stwierdzając: „Głęboko wierzymy, że nam się uda. Nie wiem, jak długo to potrwa. Szczerze mówiąc, może to przebiegać na różne sposoby, zupełnie inaczej niż sobie wyobrażamy. Ale zrobimy to, jesteśmy gotowi”. Dodał także, że Rosja ma przewagę na niebie i na froncie, a przy braku potężnej broni „zginie ogromna liczba personelu wojskowego” oraz stwierdził, że „chcielibyśmy mieć pewne rzeczy, ale nie możemy czekać miesiącami”. Według niego Ukraina potrzebuje dodatkowych baterii Patriot, aby chronić miasta i wojska na linii frontu. ISW potwierdziło, że Ukraińcy sygnalizowali gotowość do rozpoczęcia działań kontrofensywnych, m.in. wiceminister Hanna Malar stwierdziła, że „plany wojskowe wolą ciszę”, co zdaniem ekspertów oznaczało, iż „oficjele ukraińscy zaczęli wdrażać surowszy reżim ciszy informacyjnej” o działaniach armii ukraińskiej. Tymczasem siły rosyjskie kontynuowały ograniczone ataki wzdłuż linii Kupiańsk–Swatowe oraz na północny zachód i południe od Kreminnej.
Regularne oddziały rosyjskie prawdopodobnie w większości odciążyły Grupę Wagnera w Bachmucie w związku z niskim tempem ataków. Rosjanie skoncentrowali ataki na linii Awdijiwka–Donieck w pobliżu Marjinki. Źródła rosyjskie podały, że Ukraińcy kontynuowali ograniczone ataki w zachodnim obwodzie donieckim.
Siły rosyjskie kontynuowały także tworzenie pozycji obronnych w obwodzie chersońskim.

### 4 czerwca
Według Sztabu Ukrainy FR koncentrowała się na atakach w kierunkach Kupiańska, Łymanu, Bachmutu i Marjinki, gdzie siły ukraińskie odparły 29 ataków. W kierunku kupiańskim Rosjanie prowadzili nieudane ataki w rejonie Nowoselewskiego. W kierunku łymańskim prowadzono bezskuteczne ataki w okolicy Biłohoriwki. W kierunku bachmuckim przeprowadzono nieudane ataki w pobliżu Iwaniwskiego. W kierunku marjińskim Ukraińcy odparli wszystkie ataki w pobliżu Marjinki. W ciągu dnia Rosja przeprowadziła 14 ataków rakietowych, 40 nalotów i 51 ostrzałów na pozycje ukraińskie i tereny zaludnione (odnotowano ofiary wśród cywilów oraz zniszczoną infrastrukturę). Lotnictwo Ukrainy dokonało 15 nalotów na miejsca koncentracji, natomiast artyleria zaatakowała trzy punkty kontrolne, dwa rejony koncentracji, cztery składy amunicji, dwa przeciwlotnicze kompleksy rakietowe i cztery stacje walki radioelektronicznej.
Ukraińscy urzędnicy poinformowali, że pomiędzy 1:00 a 4:00 czasu lokalnego Rosja ponownie przeprowadziła atak rakietowy i dronów na Kijów. Armia ukraińska poinformowała, że obrona przeciwlotnicza zestrzeliła 4 z 6 pocisków manewrujących Ch-101/Ch-555 (wystrzelonych z bombowców Tu-95MS znad Morza Kaspijskiego) i 6 z 8 dronów Shahed 136. Dwa pociski uderzyły w lotnisko w pobliżu Kropywnyckiego. Donoszono także o dwóch dronach, które uderzyły w infrastrukturę w obwodzie sumskim. Eksplozje odnotowano także w Sumach oraz w okupowanych miastach Melitopol i Berdiańsk.
Według rosyjskiego Ministerstwa Obrony Ukraina rozpoczęła „wielkoskalową ofensywę” na pięciu odcinkach frontu w kierunku Doniecka przy użyciu sześciu batalionów zmechanizowanych i dwóch batalionów czołgów, w tym 23 i 31 Brygady Zmechanizowanej. Rosyjskie MON podało, że celem SZ Ukrainy był przełom w najmniej chronionym obszarze. Według Rosjan siły ukraińskie poniosły porażkę, a straty wyniosły 16 czołgów, trzy BWP, 21 wozów opancerzonych i ponad 250 żołnierzy. Strona ukraińska nie skomentowała tych doniesień. Wcześniej prorosyjski kolaborant Władimir Rogow poinformował, że siły ukraińskie próbowały dokonać przełomu w kierunku Zaporoża w rejonie półki Wriemewskiej, ale po przesunięciu się 400 m do przodu zostały odrzucone. Według Rogowa główne walki toczyły się w okolicach wsi Wremiwka, Riwnopil i Nowodarowka.
Rosyjski Korpus Ochotniczy i Legion Wolności Rosji, rosyjskie jednostki ochotnicze walczące po stronie ukraińskiej, opublikowały na Telegramie nagranie, aby pokazać, że przedostały się na przedmieścia małego rosyjskiego miasteczka Szebiekino w pobliżu granicy. Na filmie dowódca „korpusu ochotniczego”, rosyjski prawicowy ekstremista Denis Nikitin, stwierdził, że schwytano rosyjskich żołnierzy w trakcie kolejnego rajdu na obwód biełgorodzki, oraz zaproponował uwolnienie dwóch żołnierzy, jeśli gubernator Wiaczesław Gładkow przybędzie nieuzbrojony do cerkwi we wsi Nowaja Tawołżanka późnym popołudniem mówić o sytuacji w regionie, swojej osobistej przyszłości i przyszłości całej Rosji. Gubernator uznał ich roszczenia i obiecał spotkać się z nimi w celu wymiany żołnierzy. Jednakże grupy stwierdziły później, że gubernator się nie pojawił, zmuszając ich do wydania jeńców Ukrainie. Nagranie opublikowane na Telegramie przez Korpus pokazywało od 10 do 12 rosyjskich żołnierzy i dwóch innych na szpitalnych łóżkach.
W opinii ISW Ukraińcy prawdopodobnie odnieśli ograniczone sukcesy taktyczne na zachodzie obwodu donieckiego i we wschodniej części obwodu zaporoskiego, które były wynikiem lokalnych ataków. Ukraińskie wojska przesunęły się na północny wschód od miejscowości Riwnopil, z kolei źródła rosyjskie donosiły o atakach w kierunku Pryjutnego i Makarjiwki, jak również o zajęciu przez Ukraińców Nowodariwki i Neskucznego. Jewgienij Prigożyn stwierdził, że siły ukraińskie podobno odzyskały pozycje w południowo-zachodnim Bachmucie, potwierdzając ukraińskie doniesienia, że Ukraińcy kontrolowali południowo-zachodnie obrzeża miasta. Siły ukraińskie i rosyjskie stwierdziły, że dokonały ograniczonych zdobyczy terytorialnych na linii Kupiańsk–Swatowe. Rosjanie przeprowadzili ograniczone ataki wokół Bachmutu i Marjinki. Według brytyjskiego Ministerstwa Obrony w maju Rosja wystrzeliła na Ukrainę ponad 300 dronów irańskiej produkcji, co było najintensywniejszym do tej pory wykorzystaniem tej broni. Rosja prawdopodobnie wystrzeliwała wiele dronów w celu zmuszenia sił ukraińskich do zużywania zapasów cennych i zaawansowanych pocisków obrony powietrznej. Ukraina zneutralizowała co najmniej 90% dronów, głównie za pomocą starszej i tańszej broni przeciwlotniczej oraz elektronicznego zagłuszania.

### 5 czerwca

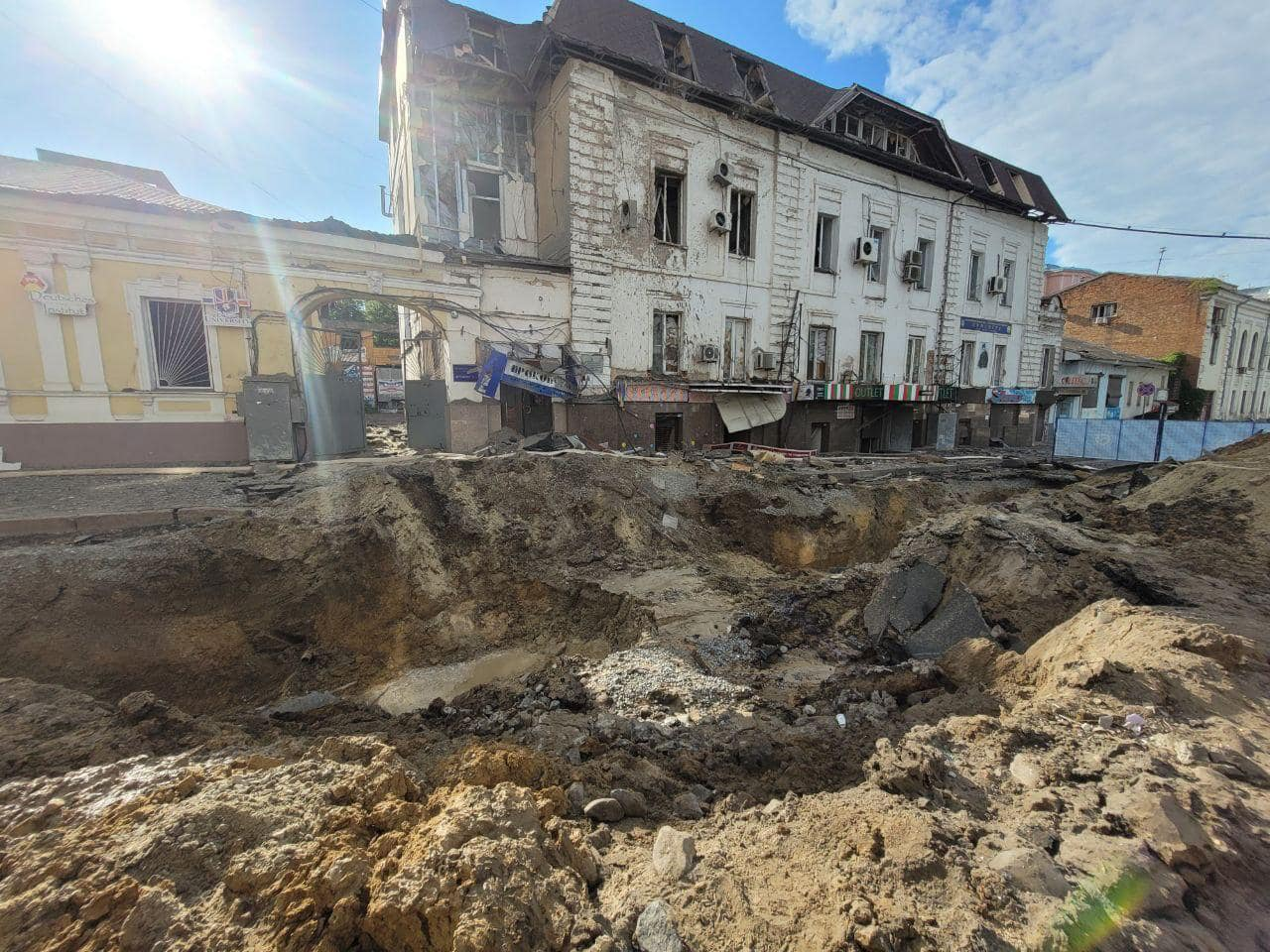
Ul. Rymarska w Charkowie po wieczornym rosyjskim ataku rakietowym.

SG Ukrainy podał, że Rosja skupiała się na atakach w kierunku Łymanu, Bachmutu, Awdijiwki, Marjinki i Szachtarska, gdzie odparto ponad 40 ataków. W kierunku łymańskim siły rosyjskie prowadziły nieudane ataki w rejonie Biłohoriwki. W kierunku bachmuckim przeprowadził bezskuteczne ataki w kierunku Iwaniwskiego. W ciągu 24h na obu kierunkach zginęło ponad 160 żołnierzy, a 230 zostało rannych oraz zniszczono 28 jednostek sprzętu. W kierunku awdijiwskim Rosjanie podjęli nieudane ataki w pobliżu Awdijiwki, Siewiernego i Niewelskiego. W kierunku marjińskim Ukraińcy odparli liczne szturmy, zadając znaczne straty (70 zabitych i 100 rannych oraz zniszczono 17 jednostek sprzętu). W kierunku szachtarskim przeprowadzono bezskuteczne ataki na Nowosilkę. W ciągu doby FR przeprowadziła cztery ataki rakietowe, 64 naloty i 64 ostrzały na pozycje ukraińskie i tereny zaludnione. Lotnictwo ukraińskie dokonało 19 nalotów na miejsca koncentracji i pięć na przeciwlotnicze systemy rakietowe; artyleria uderzyła w dwa punkty kontrolne, 12 rejonów koncentracji, magazyn amunicji, kompleks rakiet przeciwlotniczych i 12 jednostek artylerii. Doradca mera Petro Andriuszczenko poinformował, że siły ukraińskie dokonały kolejnego ostrzału pozycji rosyjskich w Mariupolu nad Morzem Azowskim. Eksplozję odnotowano w okolicach zakładów Azowstal.
Według doniesień siły ukraińskie posuwały się w kierunku Bachmutu, a Jewgienij Prigożyn z Grupy Wagnera potwierdził, że żołnierze ukraińscy odbili część Berchiwki na północ od miasta. Wiceminister obrony Hanna Malar stwierdziła, że „działania ofensywne toczyły się w »niektórych obszarach« we wschodniej Ukrainie, lecz główne walki miały miejsce w Bachmucie, gdzie Rosjanie byli w »defensywie«”. Później dodała, że oddziały grupy „Chortyca” posunęły się o 200–1600 m w Orichowo-Wasyliwce i Paraskowijiwce, natomiast w Iwaniwskiem i Kliszczijiwce posunęły się o 100–700 m. Rosyjskie Ministerstwo Obrony poinformowało, że powstrzymano ataki sił ukraińskich w pobliżu Nowodonećkego i Oktiabrskego.
Przedstawiciel ukraińskiego wywiadu Andrij Jusow podał, że w obwodzie biełgorodzkim Rosjanie prowadzili przeciwko rosyjskim ochotnikom ataki z użyciem artylerii i wyrzutni rakietowych, trafiając we własne obiekty infrastruktury i domy lokalnych mieszkańców; przeciwko ochotnikom walczyła także „obrona terytorialna”. Według Jusowa „część obywateli FR, miejscowych mieszkańców, z bronią w ręku powstała przeciwko dyktaturze reżimu Putina i wewnętrznej okupacji własnego kraju”. Obiekt energetyczny w obwodzie biełgorodzkim został podpalony w wyniku ataku drona, z kolei dwa drony uderzyły w drogę w obwodzie kałuskim, lecz nie eksplodowały. W obwodach rostowskim, biełgorodzkim i woroneskim (wszystkie graniczą z Ukrainą) rzekomo wygłoszono przemówienie radiowe prezydenta Putina, w którym stwierdził on, że armia ukraińska wkroczyła do Rosji, dodając, że ogłoszono stan wojenny i rozpoczęła się ogólnokrajowa mobilizacja wojskowa, jednocześnie informując mieszkańców, aby ewakuowali się w głąb kraju. Wiadomość została wyemitowana przez stacje radiowe w tych regionach, zanim władze rosyjskie potwierdziły, że była to mistyfikacja spowodowana włamaniem hakerskim.
Brytyjskie MON podało, że w ciągu 48 godzin doszło do znacznego nasilenia walk na wielu odcinkach frontu, w tym na tych, w których od kilku miesięcy panował względny spokój. Większość sił Grupy Wagnera została wycofana już z Bachmutu. Według ISW rosyjska Flota Czarnomorska częściowo wycofała się z Krymu i przeniosła się do Rosji kontynentalnej ze względu na prawdopodobne problemy z zaopatrzeniem na zajętym terenie. Proukraiński Rosyjski Korpus Ochotniczy stwierdził, że nadal działał w rosyjskiej miejscowości granicznej w obwodzie biełgorodzkim. Tymczasem rosyjscy i ukraińscy urzędnicy sygnalizowali rozpoczęcie ukraińskiej kontrofensywy. Siły ukraińskie przeprowadziły ograniczone udane ataki na północ i południowy zachód od Bachmutu oraz kontynuowały ataki w zachodnim obwodzie donieckim i wschodnim obwodzie zaporoskim, osiągając ograniczone zdobycze taktyczne. Ukraińcy w dalszym ciągu atakowali tylne rosyjskie pozycje na całej południowej Ukrainie. Z kolei Rosjanie przeprowadzili nieudane operacje rozpoznawcze na północny wschód od Charkowa i kontynuowali ograniczone ataki na północny wschód od Kupiańska i wzdłuż linii Swatowe–Kreminna. Siły rosyjskie kontynuowały także ograniczone ataki na linii Awdijiwka–Donieck.
Belgijscy urzędnicy wszczęli dochodzenie ws. możliwego użycia belgijskiej broni przez proukraińskich rosyjskich partyzantów w Biełgorodzie, gdzie niektórzy z nich byli widziani z karabinami szturmowymi FN SCAR. Rosyjski MSZ wezwał ambasadora Belgii w ramach protestu w tej sprawie.
Wojska ukraińskie prowadziły natarcie na pograniczu obwodu zaporoskiego i donieckiego. Rzecznik Ministerstwa Obrony Rosji Igor Konaszenkow przyznając, że Ukraińcy posunęli się naprzód, oświadczył, że ponieśli oni duże straty, które według jego słów wyniosły ok. 1,5 tys. żołnierzy, 28 czołgów (w tym osiem niemieckich Leopardów i trzy francuskie AMX-10) i ponad sto pojazdów opancerzonych. Twierdzenia tego nie da się zweryfikować, komunikaty Ministerstwa na Telegramie nie potwierdzały dotąd zniszczenia czołgów Leopard. Następnego dnia rosyjskie MON opublikowało krótki film, który miał być potwierdzeniem oświadczenia Konaszenkowa, jednak dość szybko rosyjscy blogerzy prowojenni na kanale «Военный осведомитель» na Telegramie zdementowali te doniesienia informując – na podstawie analizy sylwetek widocznych na filmie pojazdów – że widoczne tam obiekty nie są pojazdami pancernymi, ale dość popularnymi na Ukrainie amerykańskimi kombajnami John Deere serii 9000 i 700; widoczny miał być też ciągnik-opryskiwacz John Deere 4830.

### 6 czerwca
Według Sztabu Ukrainy Rosja atakowała w kierunkach Łymanu, Bachmutu i Marjinki, gdzie siły ukraińskie odparły ponad 30 ataków. W kierunku łymańskim prowadzono bezskuteczne ataki w rejonie Kreminnej, Biłohoriwki i Berestowego. W kierunku bachmuckim Rosjanie prowadzili nieudane ataki w pobliżu Kliszczijiwki. W kierunku marjińskim Ukraińcy odparli wszystkie 13 ataków okolicy Marjinki. W ciągu 24h armia rosyjska przeprowadziła 35 ataków rakietowych za pomocą pocisków manewrujących (wszystkie zostały zestrzelone) oraz 41 nalotów i 57 ostrzałów (odnotowano zabitych i rannych wśród cywilów oraz zniszczoną infrastrukturę). Lotnictwo Ukrainy dokonało 17 nalotów na miejsca koncentracji i cztery na przeciwlotnicze systemy rakietowe, z koli artyleria zaatakowała dziewięć punktów kontrolnych, cztery rejony koncentracji, trzy składy amunicji, kompleks rakiet przeciwlotniczych, 14 jednostek artylerii.
W godzinach nocnych armia rosyjska przeprowadziła kolejny atak rakietowy na Kijów. Według ukraińskich urzędników wszystkie ponad 20 pocisków Ch-101/Ch-555 zostało zestrzelonych przez obronę przeciwlotniczą. Szczątki uszkodziły nawierzchnie niektórych dróg, linie energetyczne oraz wybiły witryny sklepowe. Gubernator obwodu charkowskiego powiedział, że siły rosyjskie wielokrotnie strzelały do rurociągu amoniaku należącego do TogliattiAzot, który biegnie z Togliatti do portu w Odessie. Rosyjskie Ministerstwo Obrony stwierdziło, że było to spowodowane przez „ukraińskich dywersantów”.
Minister obrony Siergiej Szojgu stwierdził, że 71 rosyjskich żołnierzy zginęło w wyniku ataków ukraińskich wzdłuż linii frontu w ostatnich dniach, dodając, że 15 rosyjskich czołgów i dziewięć pojazdów opancerzonych zostało również uszkodzonych przez Ukraińców. Przygraniczny rejon Szebiekina w obwodzie biełgorodzkim znalazł się pod kolejnym ostrzałem ukraińskim.
Nad ranem doszło do zniszczenia zapory wodnej na Dnieprze w Nowej Kachowce, która utrzymywała 18 miliardów m³ wody ze zbiornika Kachowka. Ukraina poinformowała, że katastrofa była skutkiem detonacji ładunków wybuchowych podłożonych przez żołnierzy 205. Brygady Strzelców Zmotoryzowanych, z kolei prorosyjski mer Nowej Kachowki obwinił za zniszczenie ukraiński ostrzał, ale powiedział, że uszkodzona została tylko górna część konstrukcji. Ocena przeprowadzona przez ukraińską państwową agencję hydroenergetyki, Ukrhydroenergo, wykazała, że zapora została „całkowicie zniszczona” po wybuchu wewnątrz maszynowni i nie mogła zostać odbudowana. Później ukraińscy urzędnicy stwierdzili, że Rosja zniszczyła tamę „w panice”, aby spowolnić nadchodzącą ofensywę. Dowództwo Operacyjne „Południe” zarzuciło Rosjanom dokonanie wyłomu w zaporze w celu poszerzenia Dniepru i zalania regionu oraz uniemożliwienia ukraińskiego ataku. Rosja stwierdziła, że atak na tamę był „poważnym atakiem terrorystycznym”. Rząd ukraiński wydał rozkaz ewakuacji 10 wiosek położonych w dole rzeki od tamy, a także części Chersonia. Gubernator obwodu chersońskiego Ołeksandr Prokudin powiedział ukraińskiej telewizji, że osiem wiosek zostało zalanych i że miała miejsce ewakuacja autobusami i pociągami 16 tys. mieszkańców dotkniętych obszarów. Ukraińskie MSW poinformowało później, że 24 wsie zostały zalane, a prezydent Zełenski powiedział, że nawet 80 wiosek było zagrożonych powodzią (według ukraińskiej organizacji pozarządowej było to prawie 100 wsi i miasteczek). Około 40 tys. osób wymagało ewakuacji, w tym 17 tys. na kontrolowanym przez Ukrainę prawym brzegu Dniepru i 25 tys. na kontrolowanym przez Rosję lewym brzegu, przy czym Ukraina podała, że Rosjanie ewakuowali 1000 osób. Zgłoszono, że po zawaleniu się tamy do Dniepru przedostało się 150 ton oleju silnikowego. Jedna osoba zginęła, a dwóch ukraińskich policjantów zostało rannych w wyniku rosyjskiego ostrzału w okolicy. W Nowej Kachowce ewakuowano 900 osób, odnotowano zalanie 600 domów, a władze rosyjskie ogłosiły stan wyjątkowy, ponieważ poziom wody podniósł się do ponad 11 m. Miejskie zoo Kazkova Dibrova straciło w powodzi wszystkie 300 zwierząt, podczas gdy miasto Oleszki zostało poważnie zalane. Zgłoszono także zaginięcie siedmiu osób w Nowej Kachowce, podczas gdy ok. 100 mieszkańców zostało uwięzionych w zalanych budynkach. Podano także, że tysiące zwierząt zginęło w Narodowym Parku Przyrody Nyżniodniprowśkyj. Skutki katastrofy były jeszcze trudne do ocenienia, lecz Ukraina domagała się pilnego zwołania Rady Bezpieczeństwa ONZ w tej sprawie. Według urzędników rosyjskich i ukraińskich w wyniku powodzi zginęło co najmniej osiem osób. Ponadto ok. 600 km² regionu znalazło się pod wodą, w tym 68% po stronie kontrolowanej przez Rosję.
Według brytyjskiego MON kontrolowana przez Rosjan zapora została częściowo zniszczona tuż przed 3:00 czasu lokalnego. Do 12:00 cała wschodnia część tamy oraz znaczna część infrastruktury wodnej i komunalnej została zniszczona całkowicie. Poziom wody w zbiorniku był rekordowo wysoki przed zawaleniem się, co spowodowało zalanie obszaru w dole rzeki dużą ilością wody. Struktura zapory prawdopodobnie ulegnie dalszemu zniszczeniu w ciągu najbliższych kilku dni, powodując dodatkowe powodzie. W opinii ISW Rosjanie wysadzili tamę aby utrudnić Ukraińcom działania kontrofensywne. Zdaniem ekspertów Rosja może odnieść potencjalnie większe korzyści z zalania delty Dniepru pomimo uszkodzenia własnych pozycji obronnych niż Ukraińcy; powódź zmyła pozycje ukraińskie przy linii brzegowej Dniepru i zmusiła siły ukraińskie do ewakuacji pod ostrzałem artylerii. Ukraińscy urzędnicy zapewniali, że uszkodzenie tamy i powódź nie przeszkodzą ukraińskim przygotowaniom do kontrofensywy. Tymczasem siły rosyjskie przeprowadziły ograniczone ataki wzdłuż linii Swatowe–Kreminna. Źródła rosyjskie donosiły, że Ukraińcy kontynuowali ataki na północ i południowy zachód od Bachmutu, a siły rosyjskie kontynuowały ograniczone ataki wzdłuż linii Awdijiwka–Donieck. Siły ukraińskie kontynuowały ataki w południowo-zachodnim Doniecku i we wschodnim obwodzie zaporoskim.
Australia rozważała dostarczenie Ukrainie 41 wycofanych samolotów F/A-18 Hornet z Royal Australian Air Force, a według Australian Financial Review trwały dyskusje o tym między rządami Australii i Stanów Zjednoczonych
Według The Washington Post, europejski wywiad poinformował w czerwcu 2022 roku CIA i prezydenta Bidena, że Ukraina ma plan ataku na rurociąg Nord Stream 2 przy użyciu sześciu nurków, którzy odpowiadali bezpośrednio przed dowódcą SZ Ukrainy, generałem Wałerijem Załużnym.

### 7 czerwca
SG Ukrainy podał, że Rosjanie kontynuowali ataki w kierunkach Łymanu, Bachmutu, Awdijiwki i Marjinki, gdzie odparto ok. 30 ataków. W kierunku łymańskim prowadzono nieudane ataki w rejonie Wesełego. W kierunku bachmuckim Rosja prowadziła bezskuteczne ataki w kierunku Orychowo-Wasyliwki i Iwaniwskiego. W kierunkach awdijiwskim i marjińskim prowadzono nieudane ataki w pobliżu Awdijiwki, Pierwomajskiego i Marjinki, gdzie odparto liczne szturmy Rosjan, zadając im znaczne straty. W ciągu doby FR przeprowadziła pięć ataków rakietowych, 48 nalotów i 70 ostrzałów. Lotnictwo ukraińskie dokonało 23 nalotów na miejsca koncentracji i cztery na przeciwlotnicze kompleksy rakietowe; artyleria uderzyła w cztery punkty kontrolne, dziewięć obszarów koncentracji, pięć magazynów amunicji, dwa przeciwlotnicze systemy rakietowe i stację radiolokacyjną. Sztab poinformował także, że siły rosyjskie nie były przygotowane na konsekwencje wysadzenia tamy w Nowej Kachowce, w wyniku czego poniosły straty w sile roboczej, uzbrojeniu i sprzęcie; rannych, zabitych i zaginionych odnotowano w 7. Dywizji Powietrznodesantowej i 22 Korpusie Armijnym. W tych jednostkach utracono również kilka magazynów z amunicją i prowiantem, samochodami i pojazdami opancerzonymi oraz innym mieniem wojskowym. W tym samym czasie miała miejsce masowa ewakuacja cywilów z Kachowki, podczas której ludzie korzystali z własnego transportu. Z dróg ewakuacyjnych korzystali także Rosjanie, który używali okolicznych mieszkańców jako żywych tarcz. Dwie osoby zginęły w ataku rosyjskiego drona na dom w obwodzie sumskim.
Dowódca Wojsk Lądowych SZ Ukrainy generał Ołeksandr Syrski oświadczył, że żołnierze ukraińscy kontynuowali zdobywanie rosyjskich pozycji na flankach Bachmutu. Według eksperta wojskowego Ołeksandra Musijenki chodziło o flankę północną i południową. Według niego wyraźnym celem było zajęcie wzgórz na południu i północy miasta, wyrzucenia stamtąd Rosjan, którzy kryli się w okopach, i w efekcie ustanowienie kontroli ogniowej. Wiceminister obrony Ukrainy Hanna Malar ogłosiła, że wojska ukraińskie „na bachmuckim odcinku frontu przeszły od obrony do ofensywy. W ciągu ostatniej doby posunęły się w różnych sektorach bachmuckiego od 200 do 1100 m”. Dodała także, że „walczyła tam regularna armia rosyjska, a wagnerowcy byli gdzieś na tyłach”. Według Malar Rosjanie próbowali utrzymać swoje pozycje i ściągnęli rezerwy z głębi kraju.
W Rosji kontynuowano ostrzał obwodu biełgorodzkiego, w tym rejonu Szebiekina. Gubernator obwodu Wiaczesław Gładkow poinformował, że zaatakowane zostały miejscowości Grafówka, Gruzskoje i Szebiekino.
Według brytyjskiego Ministerstwa Obrony trwały ciężkie walki pomiędzy siłami ukraińskimi i rosyjskimi w wielu sektorach frontu, ale mimo bardzo złożonego obrazu operacyjnego, to w większości obszarów Ukraina utrzymywała inicjatywę. Siły rosyjskie prawdopodobnie w dalszym ciągu otrzymywały rozkazy jak najszybszego powrotu do ofensywy, a jednostki czeczeńskie przeprowadziły nieudaną próbę zdobycia Marjinki w pobliżu Doniecka. W ocenie ISW powódź po wysadzeniu zapory na Dnieprze znacznie uszkodziła lub zniszczyła rosyjskie umocnienia na lewym brzegu rzeki, których Rosjanie chcieli użyć podczas ukraińskiej kontrofensywy. Rosja została zmuszona do wycofania wojsk i sprzętu z miejscowości Hoła Prystań i Oleszki, z których wcześniej ostrzeliwano Chersoń i inne miejscowości na zachodnim brzegu rzeki. Instytut dodał, że „powódź zniszczyła także rosyjskie pola minowe wzdłuż wybrzeża”, natomiast samo zniszczenie zapory „znacznie zmieni geografię i topografię linii frontu” w obwodzie chersońskim. Tymczasem siły rosyjskie kontynuowały ataki wokół Kreminnej i wzdłuż linii Awdijiwka–Donieck. Ukraińscy urzędnicy poinformowali, że wojska ukraińskie prowadziły ataki w kierunku Bachmutu. Źródła rosyjskie stwierdziły, że siły ukraińskie przeprowadziły ataki na granicy administracyjnej obwodów donieckiego i zaporoskiego. Wojska rosyjskie i ukraińskie brały także udział w potyczkach w zachodnim obwodzie zaporoskim.

### 8 czerwca

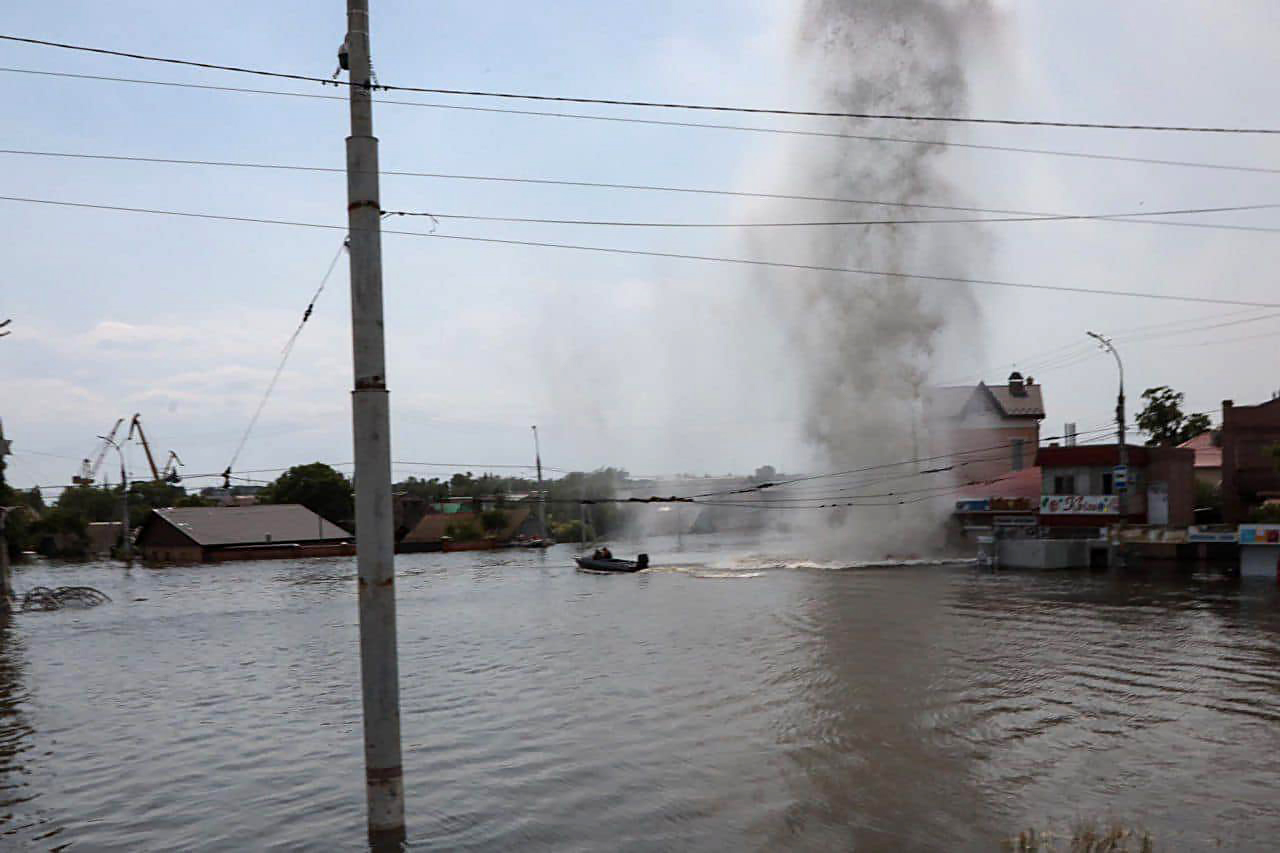
Plac Korabelna w Chersoniu: wybuch po rosyjskim ostrzale podczas ewakuacji mieszkańców.

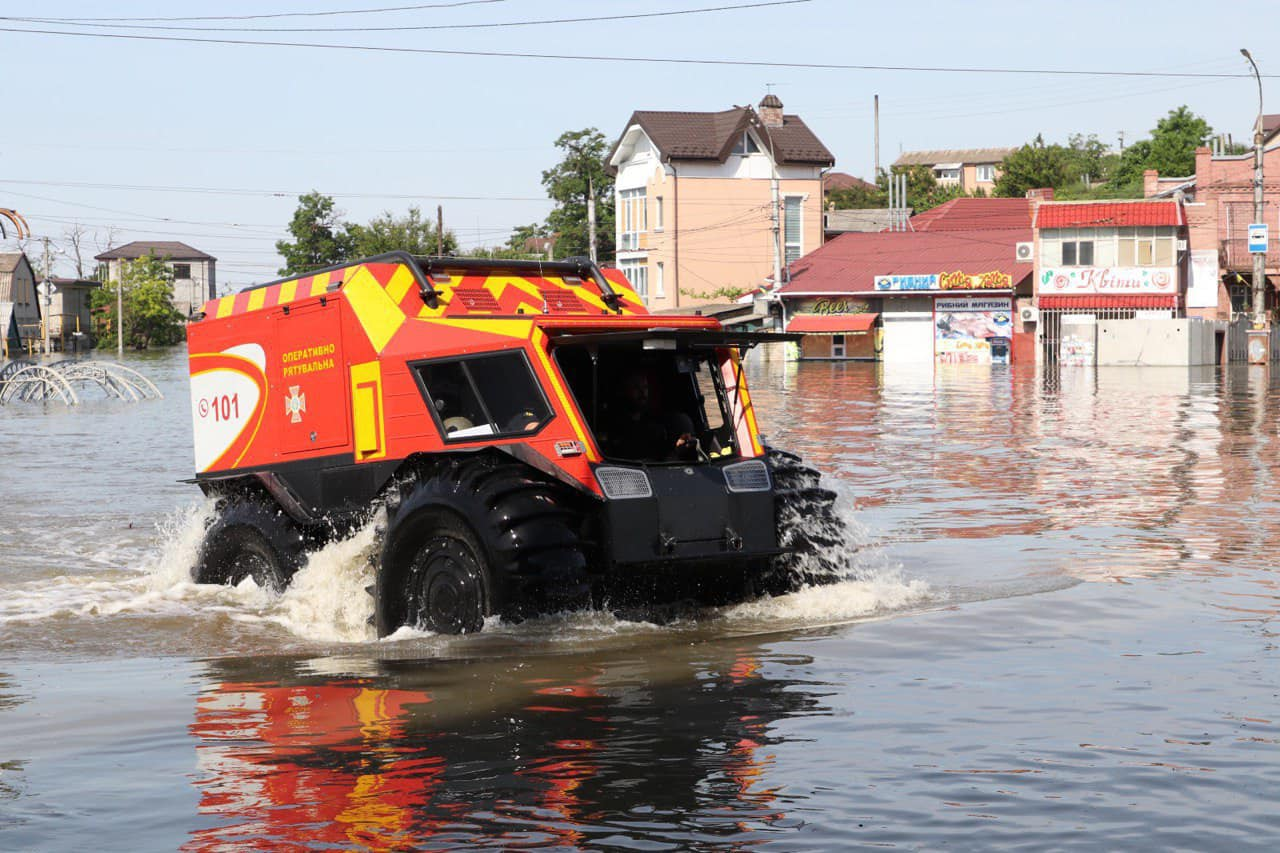
Pojazd „Bohun” Państwowej Służby Ratowniczej na placu Korabelna w Chersoniu po zniszczeniu elektrowni wodnej Kachowka.

Ukraiński Sztab poinformował, że FR skupiała się na atakach w kierunkach Łymanu, Bachmutu, Awdijiwki i Marjinki, gdzie trwały ciężkie walki i odparto 43 ataki. W kierunku łymańskim prowadzono nieudane ataki w rejonie Wesełego. W kierunku bachmuckim Rosjanie prowadzili bezskuteczne ataki w kierunku Orychowo-Wasyliwki, Iwaniwskiego, Stupoczki i Biłej Hory. W kierunkach awdijiwskim i marjińskim prowadzono nieudane ataki w pobliżu Siewiernego, Opytnego i Marjinki, gdzie odparto wszystkie szturmy Rosjan, zadając im straty. W ciągu 24h Rosja przeprowadziła siedem ataków rakietowych, z których dwa trafiły w miasto Humań, oraz 43 naloty i 79 ostrzałów na pozycje ukraińskie i obszary zamieszkałe (odnotowano ofiary wśród cywilów). Ukraińskie lotnictwo dokonało 19 nalotów na miejsca koncentracji i dwa na przeciwlotnicze systemy rakietowe; artyleria zniszczyła pięć punktów kontrolnych, sześć rejonów koncentracji, dwa przeciwlotnicze kompleksy rakietowe i osiem jednostek artylerii. Ponadto w południowo-zachodniej części Doniecka odnotowano obecność oddziału Achmat, którego żołnierze zajmowali się grabieżą mienia ludności cywilnej i kręceniem inscenizowanych filmów o prowadzeniu działań wojennych.
Szef Kancelarii Prezydenta Andrij Jermak podał, że w wyniku ostrzału artyleryjskiego miejscowości Ukrajinśk w obwodzie donieckim zginęły trzy osoby, a trzy zostały ranne, w tym dzieci. Jedna osoba zginęła, a osiem zostało rannych po tym, jak siły rosyjskie ostrzelały pobliże punktu ewakuacyjnego w Chersoniu po zniszczeniu tamy Kachowka. Prezydent Zełenski odwiedził miasto, aby obejrzeć zniszczenia powodziowe i podziękować służbom ratowniczym. W wyniku zniszczenia tamy odnotowano śmierć pięciu osób na lewym brzegu Dniepru, który był pod kontrolą Rosji, oraz ewakuowano 4 tys. osób. W Rosji drony uderzyły w dwie miejscowości w obwodzie biełgorodzkim.
Według kilku gazet i analityków kontrofensywa Ukrainy rozpoczęła się. Działania ofensywne były prowadzone w kilku kierunkach, zwłaszcza w obwodzie donieckim i zaporoskim. Dziennik The Washington Post, powołując się na czterech ukraińskich żołnierzy stwierdził, że „rozpoczęła się długo oczekiwana ukraińska kontrofensywa”. W godzinach nocnych doszło do intensyfikacji ataków na frontowe pozycje Rosjan w obwodzie zaporoskim. W atakach przewodziły brygady szkolone przez państwa zachodnie i uzbrojone w zachodnie czołgi i wozy bojowe. Później rzecznik prasowy SG armii ukraińskiej stwierdził, że „Nie mamy takiej informacji. (...) Nie komentujemy informacji opartych na anonimowych źródłach”. W opinii ISW w nocy z 7 na 8 czerwca Ukraina prowadziła działania kontrofensywne na co najmniej trzech odcinkach frontu w ramach szerszej kontrofensywy, która trwa od 4 czerwca br. Siły ukraińskie odniosły lokalne sukcesy w zachodnim obwodzie donieckim oraz prowadzilły ataki w zachodnim obwodzie zaporoskim, jednak nie przyniosły one większego postępu; Rosjanie bronili się w sposób zorganizowany i w efekcie odzyskali wcześniejsze pozycje. Zdaniem ekspertów ukraińskie ataki na Zaporożu „nie reprezentowały pełnych zdolności ukraińskich”. Tymczasem Rosjanie kontynuowali ograniczone ataki na linię Kupiańsk–Swatowe i wokół Kreminnej oraz przeprowadzili ograniczone ataki wzdłuż linii Awdijiwka–Donieck. Siły ukraińskie dokonały ograniczonych zdobyczy wokół Bachmutu i kontynuowały ograniczone ataki na granicę administracyjną obwodów donieckiego i zaporoskiego.
Według urzędników amerykańskich i rosyjskiego Ministerstwa Obrony we wczesnych godzinach kontrofensywy siły ukraińskie poniosły „znaczące straty”, ale najwyraźniej udało im się przełamać niektóre linie obrony w obwodzie zaporoskim. Według urzędników amerykańskich straty nie miały wpływu na całokształt kontrofensywy ukraińskiej. Minister obrony Rosji Siergiej Szojgu powiedział: „Dzisiaj o 1:30 rano w rejonie Zaporoża wróg próbował przebić się przez naszą obronę z udziałem 1500 ludzi i 150 pojazdów opancerzonych. Wróg został zatrzymany i wycofał się z ciężkimi stratami. Siły wroga specjalnie wyszkolone do realizacji tego przełomu nie spełniły swojego zadania. W wyniku dwugodzinnej bitwy nieprzyjaciel stracił 30 czołgów, 11 bojowych wozów piechoty i do 350 żołnierzy”. Twierdzeń tych nie można było jednak niezależnie zweryfikować. W odpowiedzi wiceminister obrony Hanna Malar powiedziała jedynie, że Rosja prowadziła „działania obronne” pod Orichiwem.
Doniesienia agencji zachodnich potwierdzają, że obserwowana w ostatnich dniach aktywność wojsk ukraińskich była elementem oczekiwanej od kilku tygodnia kontrofensywy, m.in. w okolicy miasta Tokmak w obwodzie zaporoskim wprowadzono do walki niemieckie czołgi Leopard 2A4, z których jeden – jak wynika z opublikowanego przez Rosję filmu (tym razem, w odróżnieniu od doniesień z 5 czerwca, dostatecznie wyraźnego i nie budzącego wątpliwości) został trafiony przez rosyjską artylerię i uszkodzony lub zniszczony.
Ukraina obiecała rządowi USA, że nie użyje nad terytorium Rosji żadnych australijskich myśliwców F/A-18 Hornet, które wówczas objęte były umową sprzedaży firmie Ravn Aero. Uznano jednak, że firma jest przygotowana do wysłania ich na Ukrainę.
8 czerwca wieczorem Rosyjska Cerkiew Prawosławna wydała komunikat, że „grupa jeńców ukraińskich pochodzących z Zakarpacia” (regionu Ukrainy o znaczącej etnicznej mniejszości węgierskiej) została przekazana do Węgier. 9 czerwca informację tę, dotyczącą jedenastu żołnierzy ukraińskich, potwierdził wicepremier Węgier Zsolt Semjén. Ministerstwo Spraw Zagranicznych Ukrainy oświadczyło, że negocjacje w tej sprawie przeprowadzone zostały bez wiedzy władz ukraińskich.

### 9 czerwca

Kontrola nad obwodem zaporoskim:
żółty: terytorium pod kontrolą Ukrainy
niebieski: terytorium okupowane przez Rosję, następnie odzyskane przez Ukrainę
czerwony: terytorium okupowane przez Rosję.

SG Ukrainy podał, że Rosja koncentrowała się na atakach w kierunkach Łymanu, Bachmutu, Awdijiwki i Marjinki, gdzie trwały ciężkie walki i odparto 34 ataki. W kierunku łymańskim prowadzono nieudane ataki w rejonie Biłohoriwki i Wesełego. W kierunku bachmuckim prowadzono bezskuteczne ataki w pobliżu Bohdaniwki. W kierunkach awdijiwskim i marjińskim prowadzono nieudane ataki w pobliżu Siewiernego i Marjinki, gdzie odparto wszystkie szturmy Rosjan, zadając im straty. W ciągu doby Rosja przeprowadziła osiem ataków rakietowych, 74 naloty i 62 ostrzały na pozycje ukrainskie i tereny zaludnione, gdzie odnotowano zabitych i rannych cywilów oraz zniszczoną i uszkodzoną infrastrukturę w Hulajpolu, Zwiahelu, Oczakowie i obwodzie odeskim. Lotnictwo ukraińskie dokonało 19 nalotów na miejsca koncentracji i dwa przeciwlotnicze systemy rakietowe, z kolei artyleria ostrzelała cztery punkty kontrolne, sześć rejonów koncentracji, trzy magazyny amunicji i pięć jednostek artylerii. Ponadto w miejscowościach obwodu chersońskiego Rosjanie wykorzystywali zniszczenie tamy na Dnieprze do własnych celów, m.in. z zalanych osiedli mogły ewakuować się tylko osoby z rosyjskimi paszportami. Ponadto cywile byli siłą wypędzani z ich ocalałych domów, aby zakwaterować w nich żołnierzy rosyjskich. Rzecznik Wschodniego Zgrupowania Serhij Czerewaty poinformował, że „w ciągu ostatniego dnia jednostki ukraińskie posunęły się do 1200 m w niektórych obszarach” wokół Bachmutu.
Między 22:00 a 04:00 Rosja zaatakowała Ukrainę za pomocą dronów 16 Shahed 136/131 i sześciu pocisków manewrujących Ch-101/Ch-555 w celu zniszczenia obiektów wojskowych i infrastruktury krytycznej. Ukraińskie wojsko stwierdziło, że zestrzelono 4 z 6 pocisków i 10 dronów Shahed i Łancet-3 oraz cztery drony rozpoznawcze Orłan-10 i Supercam. Jedna osoba zginęła, a trzy zostały ranne w rosyjskim nalocie na Zwiahel. Osiem osób zostało rannych w kolejnym ataku w Humaniu. W Rosji trzy osoby zostały ranne w ataku drona na budynek mieszkalny w Woroneżu. Później ogłoszono stan wyjątkowy w regionie.
Według OSINT Defender, strony internetowej białego wywiadu, ukraińska kontrofensywa rozpoczęła się w kierunku Tokmaku przy użyciu czołgów Leopard 2 i pojazdów bojowych M2 Bradley. Rosyjski rzecznik wojskowy stwierdził, że Rosjanie zniszczyli 13 czołgów w Zaporożu i osiem w Doniecku. Według rosyjskich urzędników i blogerów wojennych, ukraińskie wojska, wspierane przez czołgi, artylerię i drony, próbowały posunąć się na południe od Orichiwu, próbując odzyskać dostęp do Morza Azowskiego, aby przeciąć siły rosyjskie na dwie części. Prezydent Władimir Putin powiedział w wywiadzie opublikowanym na Telegramie: „Możemy zdecydowanie stwierdzić, że ukraińska ofensywa rozpoczęła się”.
Brytyjskie MON podało, że w ciągu 48h miały miejsce duże ukraińskie operacje w kilku sektorach wschodniej i południowej Ukrainy. Na niektórych obszarach Ukraińcy prawdopodobnie poczynili znaczne postępy i przeniknęli przez pierwszą linię rosyjskiej obrony, zaś na innych ich postępy były wolniejsze. Z kolei niektóre jednostki rosyjskie prawdopodobnie przeprowadzały operacje obrony manewrowej, podczas gdy inne wycofały się w nieładzie. Według ISW armia ukraińska kontynuowała ofensywy na co najmniej czterech odcinkach frontu, zdobywając kolejne obszary w okolicach Bachmutu i w zachodnim Doniecku. Ukraińcy prowadzili dalsze ograniczone ataki w zachodnim obwodzie donieckim, a przy granicy z obwodem zaporoskim osiągnęli postępy o znaczeniu taktycznym. Kontynuowali także ataki na zachodzie obwodu zaporoskiego, a według źródeł rosyjskich osiągali tam stopniowe postępy. Tymczasem siły rosyjskie i ukraińskie przeprowadziły ograniczone ataki na południe od Kreminnej. Rosjanie kontynuowali także ataki w pobliżu Bachmutu i na linii Awdijiwka–Donieck.
Według podsumowania OSW, 7 czerwca Ukraińcy rozpoczęli kontrofensywę i uderzyli w obwodzie zaporoskim, próbując przełamać rosyjską obronę w dwóch lub trzech miejscach na południe od Orichiwu; najcięższe walki toczyły się o Robotyne. Próby przełamania obrony rosyjskiej miały także miejsce ok. 25 km na zachód od Orichiwu, w rejonie Łobkowego i Żerebianki. Nadal trwały walki w rejonie Wełykiej Nowosiłki, gdzie siły ukraińskie próbowały atakować Nowodonećke. Według doniesień armia ukraińska zaangażowała do działań co najmniej sześć brygad. Ukraińcy ponawiali ataki na flankach Bachmutu, w rejonie Kliszczijiwki i Berchiwki, osiągając nieznaczne postępy. Według SG Ukrainy Rosjanie próbowali oskrzydlić zgrupowanie ukraińskie walczące na flankach, wzdłuż autostrady do Słowiańska oraz po zachodniej stronie kanału Doniec–Donbas. Rosjanie atakowali także Iwaniwśke, będące centrum ukraińskiego ugrupowania na zachód od Bachmutu. Ciężkie walki toczyły się o Marjinkę. Wznowiono również ataki na Awdijiwkę i miejscowości na zachód od niej. Niepowodzeniem zakończyły się próby ataków na południe od Siewierska i na zachód od Gorłówki. Artyleria rosyjska dokonywała ataków w strefach walk i w rejonach przygranicznych. Celem artylerii ukraińskiej było głównie zaplecze rosyjskie na południu kraju (Berdiańsk, Myrne i Tokmak), z kolei ukraińskie pociski manewrujące uderzyły w Ługańsk. Ponadto w wyniku powodzi spowodowanej wysadzeniem tamy Rosjanie zostali zmuszeni wycofać się na głębokość 5–15 km od Dniepru. Zniszczeniu uległy umocnienia pierwszej linii obrony Rosjan, głównie w Hołej Prystani i Oleszkach.
Stany Zjednoczone zapowiedziały kolejny pakiet pomocy wojskowej dla Ukrainy o wartości 2,1 miliarda dolarów, który będzie obejmował m.in. dodatkowe uzbrojenie do systemów MIM-104 Patriot, systemy obrony powietrznej i rakiety MIM-23 Hawk oraz pociski artyleryjskie 155 mm i 105 mm. Belgia ogłosiła, że dostarczy Ukrainie pociski artyleryjskie 105 mm o wartości 32,4 miliona euro, które zostaną zakupione od przemysłu belgijskiego i dostarczone tak szybko, jak to możliwe.
Prezydent Władimir Putin powiedział, że Rosja rozpocznie rozmieszczanie taktycznej broni jądrowej na Białorusi po tym, jak obiekty postojowe będą gotowe w dniach 7–8 lipca.

### 10 czerwca

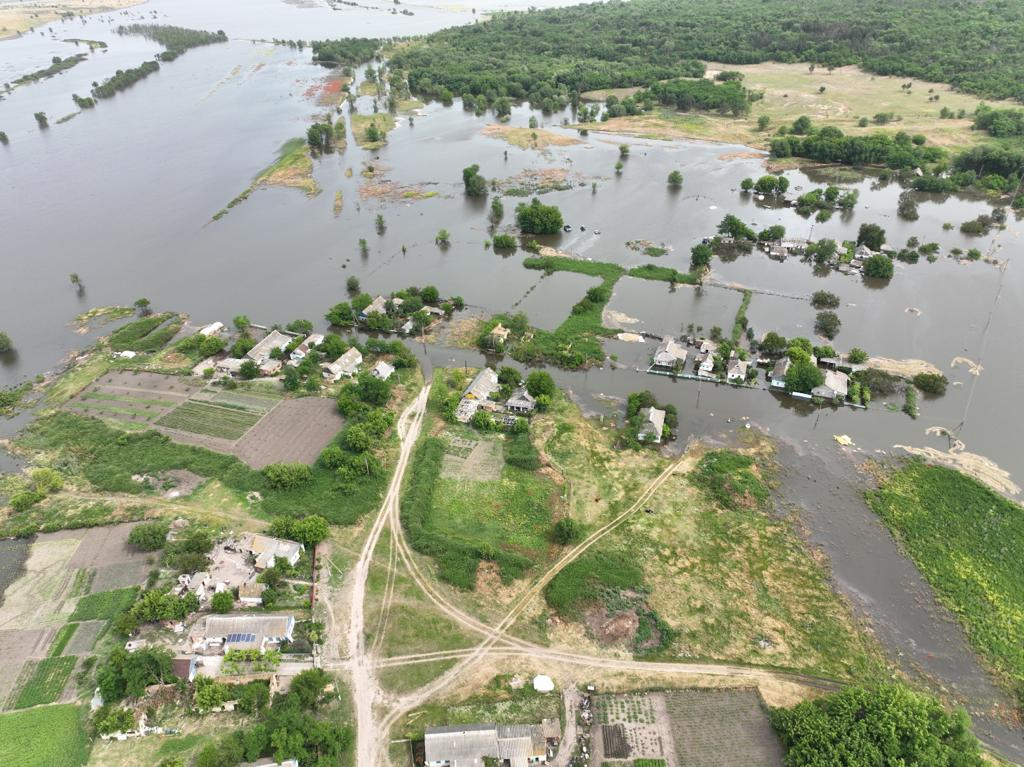
Powódź w obwodzie chersońskim po zniszczeniu zapory Kachowka. Wieś Nowohredniewe nad rzeką Ingulec. W regionie zalanych zostało 31 miejscowości.

Według SG Ukrainy Rosjanie atakowali w kierunkach Łymanu, Bachmutu i Marjinki, gdzie trwały ciężkie walki i odparto 35 ataków. W kierunku łymańskim prowadzono nieudane ataki w rejonie Biłohoriwki. W kierunku bachmuckim siły rosyjskie prowadziły bezskuteczne ataki w pobliżu Biłej Hory. W kierunku marjińskim prowadzono nieudane ataki w pobliżu Marjinki, gdzie odparto wszystkie szturmy Rosjan. W ciągu ostatniej doby Rosjanie przeprowadzili kolejny atak przy pomocy ośmiu rakiet, w tym czterech pocisków Iskander oraz 35 irańskich dronów Szahed przeciwko obiektom wojskowym i infrastrukturze krytycznej (zestrzelono dwa pociski i 20 dronów). Dodatkowo dokonali 92 nalotów i 45 ostrzałów na pozycje ukraińskie i tereny zaludnione (odnotowano zabitych i rannych wśród cywilów oraz zniszczoną infrastrukturę). Ukraińskie lotnictwo dokonało 16 nalotów na miejsca koncentracji i dwa na przeciwlotnicze systemy rakietowe, natomiast artyleria ostrzelała dwa punkty kontrolne, pięć obszarów koncentracji i jednostkę artylerii. Ponadto „wśród zmobilizowanych Rosjan coraz częstsze były przypadki niewykonywania rozkazów, sabotażu, nadużyć, a także dezercji”, w związku z czym szef SG armii rosyjskiej „podjął decyzję, zgodnie z którą dowódcy zgrupowań i jednostek wojskowych muszą ujawniać takie osoby i wysyłać je do oddziałów szturmowych”. Ukarani w ten sposób żołnierze byli rzucani do ataków jako „mięso armatnie”.
Podczas nocnego ataku na Odessę siły rosyjskie wystrzeliły dwa pociski i osiem dronów. Ukraińscy urzędnicy poinformowali, że wszystkie obiekty zostały zestrzelone. Spadające szczątki drona podpaliły budynek mieszkalny, zabijając trzy osoby; 27 osób, w tym troje dzieci, zostało rannych. Lotnisko w obwodzie połtawskim zostało uszkodzone w wyniku ataku rakietowego. Jedna osoba zginęła w ataku w obwodzie charkowskim. Dwie osoby, w tym pielęgniarka, zginęły w wyniku rosyjskiego ostrzału szpitala w Hulajpolu.
Rzecznik Wschodniego Zgrupowania Serhij Czerewaty podał, że „na różnych odcinkach frontu wojsku ukraińskiemu udało się posunąć do przodu na odległość do 1,4 km” wokół Bachmutu. Dodał także, że siły ukraińskie ostrzeliwały Rosjan i kontratakowały, korzystając z tego, że przeprowadzali oni w tym rejonie rotację pododdziałów, natomiast wojska rosyjskie atakowały pozycje ukraińskie z powietrza i z artylerii rakietowej; w ciągu doby doszło do ośmiu nalotów i 330 trafień z wyrzutni rakietowych. Według Czerewatego doszło do sześciu starć, podczas których zginęło 138 żołnierzy, a 236 zostało rannych.
Podczas niespodziewanej wizyty premiera Kanady Justina Trudeau w Kijowie prezydent Wołodymyr Zełenski potwierdził rozpoczęcie kontrofensywy przeciwko Rosji. Trudeau ogłosił również 500 milionów dolarów kanadyjskich (297 milionów funtów) pomocy wojskowej dla Ukrainy. W opinii ISW siły ukraińskie przeprowadziły operacje kontrofensywne na co najmniej czterech odcinkach frontu. Źródła rosyjskie donosiły o ukraińskiej aktywności w pobliżu Biłohoriwki. Rosyjscy blogerzy informowali o postępach Ukraińców na północny wschód i zachód od Bachmutu. Rosyjskie MON i inne źródła rosyjskie podały, że wojska ukraińskie przeprowadzały ataki na granicy obwodu donieckiego i zaporoskiego, głównie w rejonie Wełykiej Nowosiłki. W zachodnim obwodzie zaporoskim Ukraińcy osiągnęli lokalne sukcesy podczas kontrataków na południowy zachód i wschód od Orichowa. Tymczasem siły rosyjskie zrobiły niewielkie postępy na północny wschód od Kupiańska oraz kontynuowały ataki w pobliżu Kreminnej i wzdłuż linii Awdijiwka–Donieck. Siły rosyjskie i ukraińskie kontynuowały ataki w rejonie Bachmutu.

### 11 czerwca
W południe armia ukraińska ogłosiła, że w ramach kontrofensywy wyzwoliła miejscowość Blahodatne na południe od Wełyki Nowosiłki, której wschodnie i zachodnie okolice zajmowano w przeszłości kilka razy. Wieczorem donoszono o wyzwoleniu sąsiednich wsi Neskuczne i Makariwka; zajęto również wieś Starożewe, położoną między Makariwką a Blahodatnym. Jednocześnie Ukraińcy posunęli się naprzód do zbiornika Berchiwka na północ od Bachmutu. Później ISW potwierdził odbicie pięciu miejscowości w obwodzie zaporoskim: Makariwki, Neskucznego, Błahodatnego, Storożewego i Nowodariwki. Rzecznik armii ukraińskiej Wałerij Szerszen stwierdził, że Rosjanie wysadzili kolejną tamę na rzece Mokri Jałyj w pobliżu wsi Nowodariwka w celu powstrzymania ukraińskiej kontrofensywy. Oficer armii ukraińskiej Anatolij Sztefan poinformował, że w Jakymiwce (kilkanaście kilometrów od Melitopola) partyzanci wysadzili most na linii kolejowej, który był wykorzystywany przez siły rosyjskie do transportu uzbrojenia i zapasów na oddalony o ponad 100 km Krym. Wiceminister obrony Hanna Malar stwierdziła, że „nieprzyjaciel przemieszczał swoje najbardziej zdolne bojowo jednostki z kierunku chersońskiego, przede wszystkim jednostki piechoty morskiej, wojsk powietrznodesantowych i oddziały 49 Armii”. Dodała także, że wysadzenie tamy na Dnieprze „zostało najwyraźniej przeprowadzone w celu zapobieżenia ofensywie sił ukraińskich na kierunku chersońskim i zwolnienia niezbędnych rezerw w celu ich przerzucenia na kierunek zaporoski i bachmucki”.
SG Ukrainy oświadczył, że Rosja koncentrowała się na atakach w kierunkach Łymanu, Bachmutu, Awdijiwki i Marjinki, gdzie toczyły się ciężkie walki i odparto ok. 25 ataków. W kierunku łymańskim siły rosyjskie prowadziły nieudane ataki w rejonie Biłohoriwki. W kierunku bachmuckim przeprowadzono bezskuteczne ataki w okolicy Iwaniwkiego i Biłej Hory. W kierunkach awdijiwskim i marjińskim Rosjanie prowadzili nieudane ataki w pobliżu Awdijiwki i Marjinki, gdzie odparto wszystkie szturmy. W ciągu doby Rosja przeprowadziła jeden atak rakietowy, 36 nalotów i 38 ostrzałów na pozycje ukraińskie i tereny zaludnione. Lotnictwo Ukrainy dokonało sześciu nalotów na miejsca koncentracji, z kolei artyleria zniszczyła dwa punkty kontrolne, dwie jednostki artylerii i stację radiolokacyjną. Ponadto w ciągu ostatniego tygodnia w kierunku Bachmutu Rosjanie ponieśli znaczne straty, np. codziennie ponad 50 żołnierzy z poważnymi ranami trafiało do szpitala wojskowego na terenie Perseaniwki w obwodzie rostowskim. Szpital był przepełniony, a ze względu na brak wystarczającej liczby personelu medycznego charakteryzował się wysoką śmiertelnością wśród ciężko rannych. Według gubernatora Chersonia wojska rosyjskie ostrzelały łódź, która miała ewakuować ludność cywilną z zalanego miasta. W wyniku ataku zginęły trzy osoby, a 10 zostało rannych. Rosja stwierdziła, że odparła atak sześciu dronów wodnych ukraińskiej marynarki wojennej, którego celem był statek Priazovye, okręt zwiadowczy klasy Vichnia, który patrolował Morze Czarne.
Według ISW wojskom ukraińskim udało się wyzwolić kilka miejscowości, jednak było zbyt wcześnie, aby mówić o przełomie w trwającej kontrofensywie. Zdaniem ekspertów Ukraińcy przeprowadzili 10 i 11 czerwca kontrofensywę na co najmniej trzech odcinkach frontu i odnotowali zdobycze terytorialne, wyzwalając co najmniej pięć miejscowości. Lokalne zdobycze terytorialne odnotowano także podczas walk na południowy zachód od Orichiwu. Z kolei blogerzy wojenni potwierdzali ukraińskie postępy, jednak próbowali umniejszać ich znaczenie m.in. twierdząc, że walki toczyły się w „szarych strefach” i na „terenach spornych”, które nie były wcześniej w pełni kontrolowane przez wojska rosyjskie. Tymczasem Rosjanie przeprowadzili w nocy ograniczoną serię ataków dronów na obszary przygraniczne na wschodzie Ukrainy. Siły rosyjskie kontynuowały ograniczone ataki na południe od Kreminnej. Siły ukraińskie i rosyjskie kontynuowały także ograniczone ataki wokół Bachmutu i na linii Awdijiwka–Donieck.
Doszło do wymiany jeńców między wojskami rosyjskimi i ukraińskimi, w wyniku której 94 Rosjan zostało wymienionych na 95 Ukraińców, w tym członków Gwardii Narodowej i Straży Granicznej.
Minister obrony Siergiej Szojgu nakazał wszystkim ochotniczym grupom bojowym podpisanie kontraktów z ministerstwem, nazywając to krokiem w kierunku zwiększenia skuteczności sił rosyjskich na Ukrainie. Jednak szef Grupy Wagnera, Jewgienij Prigożyn, upierał się, że nie są one objęte rozkazem. Rosyjskie media podały, że była to próba Shojgu aby powstrzymać Wagnera po wcześniejszych wybuchach Prigożyna przeciwko establishmentowi wojskowemu.

### 12 czerwca
Ukraina ogłosiła, że odbiła do tej pory siedem wsi w obwodach zaporoskim i donieckim, w tym miejscowości Łobkowo, Lewadne i Nowodariwka. Rosyjskie Ministerstwo Obrony podało, że „jednostki rosyjskie odparły za pomocy artylerii i systemów TOS-1 trzy ataki z Wełyki Nowosiłki i Lewadnego”. Według ukraińskiego dziennika The Kyiv Independent miasta Melitopol i Tokmak ponownie zostały zaatakowane przez ukraińską artylerię. Wiceminister obrony Hanna Malar potwierdziła, że w ciągu tygodnia wojska ukraińskie przesunęły się o 6,5 km, wyzwalając siedem miejscowości i przejmując kontrolę nad 90 km² terytorium. Rzecznik Wschodniego Zgrupowania pułkownik Serhij Czerewaty podał, że siły ukraińskie „na flankach [Bachmutu] posunęły się od 250 do 700 m”, z kolei Rosjanie próbowali kontratakować, jednak bezskutecznie. Dodał, że ostatniej doby na tym kierunku doszło do trzech starć bojowych oraz przeprowadzono dwa naloty i odnotowano 249 trafień z artylerii. Według niego w walkach zginęło 66 żołnierzy, 83 zostało rannych, a trzech dostało się do niewoli; zniszczono również sprzęt rosyjski i polowy magazyn amunicji.
Według Sztabu Ukrainy wojska rosyjskie koncentrowały się na atakach w kierunkach Łymanu, Awdijiwki, Marjinki i Szachtarska, gdzie trwały ciężkie walki i odparto 26 ataków. W kierunku łymańskim Rosjanie prowadzili bezskuteczne ataki w rejonie Wesełego i Biłohoriwki. W kierunkach awdijiwskim i marjinskim prowadzono nieudane ataki w kierunku Awdijiwki i Marjinki, gdzie odparto 14 ataków. W kierunku szachtarskim Rosja przeprowadziła nieudane ataki w pobliżu Błahodatnego. W ciągu 24h Rosja przeprowadziła dwa ataki pociskami Kalibr na budynki mieszkalne w obwodzie charkowskim oraz 31 nalotów i 47 ostrzałów na pozycje ukraińskie i tereny zaludnione; została zniszczona infrastruktura Białopolu i Szewczenkowem. Ukraińskie lotnictwo dokonało dziewięciu nalotów na miejsca koncentracji i cztery na przeciwlotnicze kompleksy rakietowe; artyleria uderzyła trzy punkty kontrolne, dwa przeciwlotnicze systemy rakietowe, rejon koncentracji i 3 jednostki artylerii. Ponadto trwało przymusowe paszportowanie obywateli Ukrainy w Melitopolu, gdzie Rosjanie grozili rodzicom absolwentów brakiem możliwości uzyskania świadectwa ukończenia szkoły, jeśli nastolatkowie odmówią przyjęcia rosyjskiego paszportu. W obwodzie chersońskim żołnierze rosyjscy wywozili zagrabione mienie z zalanych osad. Pod pozorem pomocy humanitarnej do Hołej Prystani przybywały puste ciężarówki, które były wypełniane zrabowanymi towarami, m.in. sprzętem gospodarstwa domowego i meblami.
Jedna osoba zginęła w wyniku rosyjskich ataków w Orichiwie, gdzie zrzucono trzy kierowane bomby. Kolejna osoba zginęła w Konstantynówce. Dwie osoby zostały ranne w rosyjskim ataku w Awdijiwce; uszkodzono dom kultury i bloki. Minister spraw wewnętrznych Ihor Kłymenko poinformował, że w wyniku zniszczenia zapory na Dnieprze w Nowej Kachowce 10 osób zginęło, a 42 zostały uznane za zaginione. Dyrektor firmy Ukrhydroenergo (operatora Kachowskiej Elektrowni Wodnej) Ihor Sirota stwierdził, że na Krymie nie było wody, ponieważ poziom wody w zbiorniku Kachowka był znacznie niższy, niż było to konieczne do przepłynięcia Kanału Krymskiego. W efekcie najprawdopodobniej woda nie będzie płynąć na Krymie przez co najmniej rok.
Rosyjskie Ministerstwo Obrony podpisało kontrakt z czeczeńskimi siłami specjalnymi Achmat walczącymi w Marjince w ramach działań na rzecz konsolidacji kontroli nad sojuszniczymi siłami paramilitarnymi.
Stany Zjednoczone ogłosiły nowy pakiet pomocy, który będzie obejmował „ok. dwóch tuzinów Bradleyów i Strykerów” w celu zastąpienia uszkodzonych lub zniszczonych w niedawnych walkach. Do tej pory USA przekazało Ukrainie ok. 90 Strykerów i 109 Bradleyów; ok. 16 Bradleyów zostało uszkodzonych podczas kontrofensywy w 2023 roku (według CNN, powołującego się na Oryxa, było to 15% z przekazanych bojowych wozów piechoty). Brytyjskie MON podało, że Rosja sprowadzała z Iranu większe partie dronów przez Morze Kaspijskie w miejsce wcześniejszych niedużych dostaw drogą lotniczą. Iran pomagał również Rosjanom w rozpoczęciu własnej, krajowej produkcji dronów.
Według ISW Ukraińcy kontynuowali operacje kontrofensywne na trzech odcinkach frontu i odnieśli pewne zdobycze terytorialne, wyzwalając łącznie siedem miejscowości w obwodach zaporoskim i donieckim. Siły rosyjskie podobno przeprowadziły kontratak po ukraińskich zdobyczach taktycznych w pobliżu występu Wremiwka w zachodnim obwodzie donieckim. Postępy wojsk ukraińskich odnotowano także na flankach Bachmutu, gdzie kontynuowano kontrataki na pozycje rosyjskie na północ oraz północny i południowy zachód od miasta. Tymczasem Rosjanie przeprowadzili ograniczone ataki na południe od Kreminnej. Siły ukraińskie i rosyjskie przeprowadziły ograniczone ataki wokół Bachmutu. Siły rosyjskie przeprowadziły także ograniczone ataki wzdłuż linii Awdijiwka–Donieck. Źródła rosyjskie podały, że Ukraińcy przeprowadzili ograniczone operacje kontrofensywne na południowy zachód od Orichiwa. Ponadto Rosja kontynuowała wzmacnianie reżimu prawnego na zajętych terenach Ukrainy.

### 13 czerwca

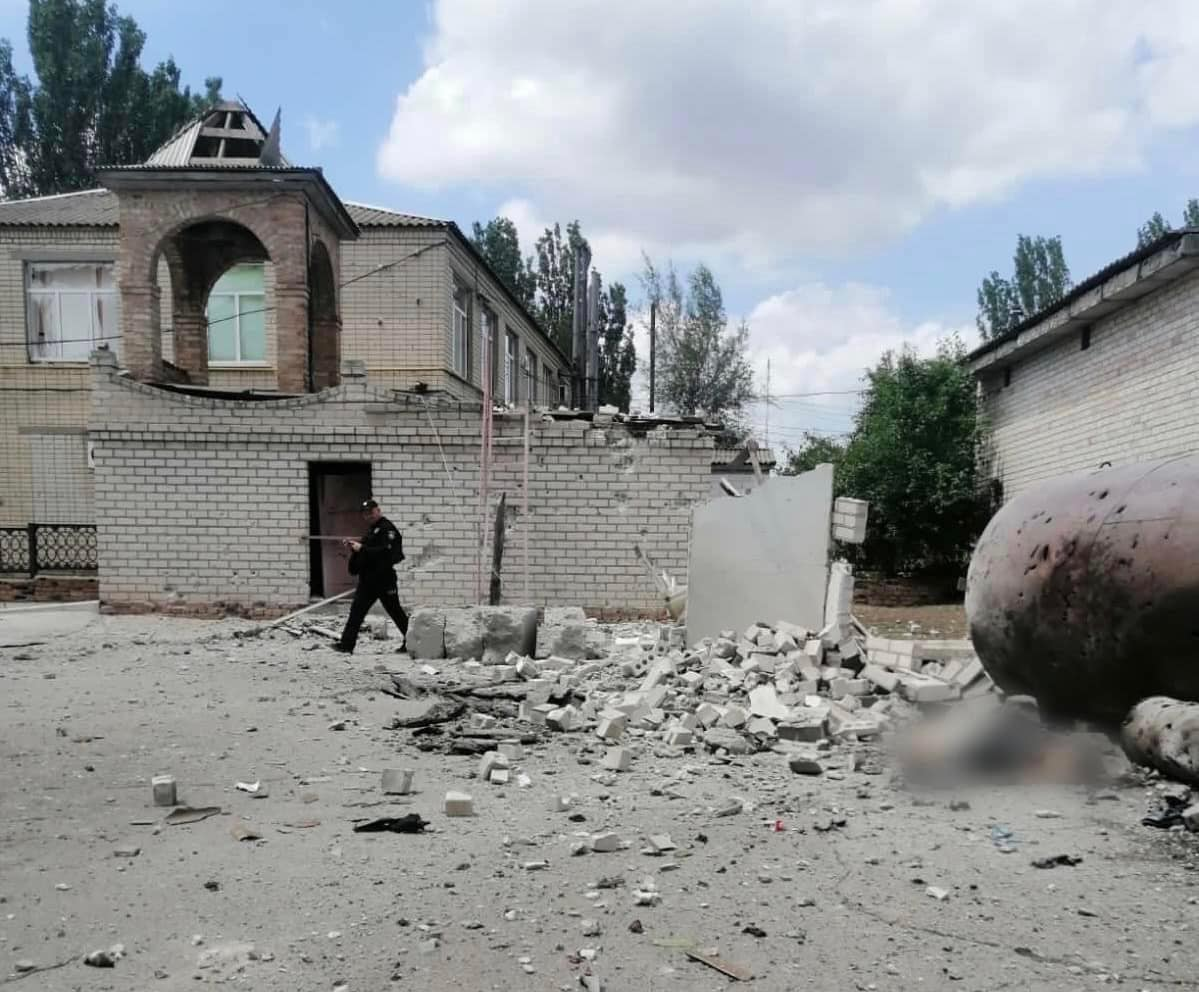
Teren cerkwi św. Jana Poprzednika (Patriarchatu Moskiewskiego) w Biłozerce po rosyjskim ostrzale.

Dowódca SZ Ukrainy generał Wałerij Załużny powiedział: „Na wschodzie i południu naszego kraju toczyły się ciężkie walki ofensywne i obronne. Mamy postępy, stosujemy nasz plan i idziemy do przodu”. Dowódca sił lądowych generał Ołeksandr Syrski poinformował, że „na kierunku bachmuckim SZ Ukrainy kontynuowały eliminację rosyjskich najeźdźców. (...) Akcja szturmowa trwa, wypychamy Rosjan z ich pozycji. (...) Wywiad lotniczy pracuje bardzo dobrze, dokonuje zrzutów”. Ukraiński ekspert ds. wojskowości pułkownik Roman Switan stwierdził, że siły ukraińskie walczyły z Rosjanami na pięciu-sześciu odcinkach frontu jednocześnie, natomiast później zostaną wybrane dwa-trzy najbardziej perspektywiczne kierunki, gdzie zostaną skierowane siły rezerwy. Według Switana wojska ukraińskie posuwały się dosyć wolno, ponieważ Rosjanie stworzyli nawet trzy linie umocnień. Wobec tego Ukraińcy zmuszeni byli do „wgryzania się” w te fortyfikacje, poszukując w nich słabych miejsc, koncentrując tam swoje jednostki, a następnie próbując przebić się wgłąb.
SG Ukrainy podał, że Rosja atakowała w kierunkach w kierunkach Łymanu, Bachmutu i Marjinki, gdzie odparto ok. 28 ataków. W kierunku łymańskim siły rosyjskie prowadziły nieudane ataki w rejonie Wesełego i Rozdoliwki. W kierunku bachmuckim prowadzono nieudane ataki w pobliżu Orihowo-Wasyliwki, Iwaniwskiego i Biłej Hory. W kierunku marjińskim Ukraińcy odparli wszystkie ataki w rejonie Marjinki. W ciągu doby Rosjanie przeprowadzili 16 ataków rakietowych, 39 nalotów i 62 ostrzały na pozycje ukraińskie i tereny zaludnione. Lotnictwo Ukrainy dokonało 13 nalotów na miejsca koncentracji i cztery na przeciwlotnicze systemy rakietowe, natomiast artyleria zaatakowała punkt kontrolny, osiem obszarów koncentracji, trzy magazyny amunicji, kompleks rakiet przeciwlotniczych, siedem jednostek artylerii, dwie jednostki przeciwlotnicze i stację walki radioelektronicznej. Ponadto Rosjanie w obwodzie zaporoskim nadal rabowali miejscową ludność, używając wojskowych ciężarówek do transportu zrabowanego mienia. Z kolei na nabrzeżach portu w Berdiańsku statki towarowe były ładowane zbożem skradzionym ukraińskim rolnikom, które następnie zostanie wywiezione na terytorium FR.
W godzinach porannych Rosja przeprowadziła kolejny ostrzał Ukrainy. Ukraińskie armia poinformowała, że zestrzelono 10 z 14 pocisków Ch-101/Ch-555 i 1 z 4 irańskich dronów Shahed. Niektóre rakiety uderzyły w Krzywym Rogu, zabijając 12 osób i raniąc 36 innych; jedna z rakiet trafiła w pięciopiętrowy budynek mieszkalny, a druga w magazyn z butelkowaną wodą, gdzie zginęło siedem osób. Eksplozje odnotowano także w Kijowie, Charkowie i Dnieprze. Starszy ksiądz został zabity przez rosyjski ostrzał w Biłozerce. Siedem osób zginęło w wyniku rosyjskiego ostrzału w obwodzie sumskim. Sześć z nich, w tym czterech pracowników leśnych, znajdowało się w furgonetce, która została ostrzelana w pobliżu wsi Seredyna-Buda blisko granicy z Rosją.
Podczas spotkania z dziennikarzami i blogerami wojennymi prezydent Putin stwierdził, że w ostatnim tygodniu ukraińskiej ofensywy, która według niego rozpoczęła się 4 czerwca, siły ukraińskie poniosły dziesięciokrotnie większe straty niż wojska rosyjskie. Według niego Ukraina straciła 160 czołgów i ponad 360 pojazdów opancerzonych od początku kontrofensywy, co odpowiadało 25–30% całkowitej ilości sprzętu dostarczonego przez inne kraje, podczas gdy Rosja straciła 54 czołgi, z których część można przywrócić. Rosyjski Sztab Generalny poinformował, że w wyniku ukraińskiego ataku rakietowego na stanowisko dowodzenia w okolicach Bilmaku zginął generał major Siergiej Goriaczow, dowódca 35 Armii Ogólnowojskowej.
Stany Zjednoczone zapowiedziały kolejny pakiet pomocy wojskowej dla Ukrainy o wartości 325 milionów dolarów, który będzie obejmował m.in. amunicję do M142 HIMARS i NASAMS, systemy przeciwlotnicze Stinger, pociski artyleryjskie 155 mm i 105 mm, 15 bojowych wozów piechoty M2 Bradley i 10 transporterów Stryker. Według The Wall Street Journal administracja Joe Bidena zgodziła się na dostarczenie Ukrainie amunicji ze zubożonym uranem do czołgów M1 Abrams. Według urzędnika administracji prezydenta „nie ma większych przeszkód w zatwierdzeniu dostaw amunicji”. Minister obrony Boris Pistorius zapowiedział dalszą pomoc wojskową dla Ukrainy, głównie w ramach doniesień o zniszczonych czołgach Leopard 2, zastrzegając jednak, że Niemcy „nie będą w stanie zastąpić każdego czołgu, który nie działa”. Zapowiedział również dostarczanie od lipca ponad 100 naprawionych czołgów Leopard 1A5.
Według ISW armia ukraińska kontynuowała kontrofensywę co najmniej na trzech kierunkach frontu i zrobiła ograniczone postępy. Według strony ukraińskiej postępy w rejonie Bachmutu wynosiły 200–250 m, a w obwodzie zaporoskim 500–1000 m, oraz odzyskano ok. 100 km² terytoriów. Źródła rosyjskie podały, że tempo ukraińskich ataków spowolniło się w rejonie Orichiwa, choć były one kontynuowane. Tymczasem Rosjanie kontynuowali ataki na w pobliżu Kreminnej i na linii Awdijiwka–Donieck oraz przenosili dodatkowe siły ze wschodniego obwodu chersońskiego w celu wzmocnienia innych odcinków frontu. Siły rosyjskie przeprowadziły także ograniczone ataki w pobliżu granicy administracyjnej obwodów donieckiego i zaporoskiego. Ukraińcy kontynuowali ataki na północną i południową flankę Bachmutu, podczas gdy siły rosyjskie przeprowadzały kontrataki w pobliżu miasta. W ocenie brytyjskiego Ministerstwa Obrony w ciągu ostatnich dwóch tygodni zaobserwowano wzrost liczby rosyjskich lotów bojowych na Ukrainie. Samoloty rosyjskie atakowały głównie obszary na południu Ukrainy, gdzie siły powietrzne mogły operować w relatywnie łatwiejszy sposób niż na pozostałych odcinkach frontu.
W podsumowaniu OSW w ciągu ostatnich czterech dni Ukraińcy kontynuowali ataki w obwodzie zaporoskim. Próby przełamania rosyjskiej obrony na południe od Orichiwa przez pododdziały zmechanizowane zakończyły się porażką, ponieważ Rosjanie umiejętnie bronili się, korzystając z przygotowanych fortyfikacji i pól minowych. Ukraińcy z 47. i 65. Brygady Zmechanizowanej ponieśli znaczne straty w sprzęcie. Od 10 czerwca intensywność starć pod Orichiwem spadła; Ukraińcy ograniczyli się do prowadzenia ataków artyleryjskich i rozpoznania. Walki trwały także na południe od Wełykiej Nowosiłki, gdzie siłom ukraińskim udało się odepchnąć przeciwnika do 10 km i opanować kilka wsi. Sytuacja w tym rejonie była niejasna; Rosjanie prawdopodobnie wyprowadzili kontrataki, które zahamowały ruch Ukraińców na południe w kierunku Staromłyniwki. Na pozostałych frontach toczyły się walki o znaczeniu lokalnym. Pod Bachmutem oddziały ukraińskie utrzymywały inicjatywę i próbowały zdobyć Kliszczijiwkę oraz przecięcie drogi Bachmut–Słowiańsk w okolicach Berchiwki. Obie strony intensywnie wykorzystywały artylerię lufową i rakietową do ostrzeliwania zaplecza, zwłaszcza w rejonach walk na Zaporożu. Ukraińcy skutecznie stosowali systemy HIMARS, których głównym celem była artyleria i punkty dowodzenia.
Koordynator ONZ ds. pomocy w sytuacjach kryzysowych, Martin Griffiths, ostrzegł przed dalekosiężnymi konsekwencjami zniszczenia przez Rosję 6 czerwca zapory Kachowka dla światowej populacji. Cały ten obszar, który rozciąga się aż po Morze Czarne i Krym, jest spichlerzem nie tylko dla Ukrainy, ale dla całego świata. Griffiths był przekonany, że ceny żywności wzrosną, ponieważ zawalenie się tamy spowoduje ogromne problemy w zbiorach i sadzeniu na następny sezon żniwny. Będzie to miało ogromny wpływ na globalne bezpieczeństwo żywnościowe. Radio Swoboda podało natomiast informację, że po wysadzeniu zapory zasolenie wody w Morzu Czarnym przy ujściu Dniepru w pobliżu Odessy drastycznie zmalało (nawet trzykrotnie), co groziło zakwitem sinic; Dniepr wraz z wielkimi ilościami wody (średni roczny przepływ u ujścia wynosi 55 km³ wody, a po zburzeniu zapory przez tylko jeden tydzień wpłynęło do morza 10 km³) niesie ze sobą sporą ilość zanieczyszczeń, w tym także toksycznych. Skutkiem zmniejszenia zasolenia i zwiększenia poziomu zanieczyszczeń może być niebezpieczne zachwianie równowagi biologicznej w Morzu Czarnym.

### 14 czerwca

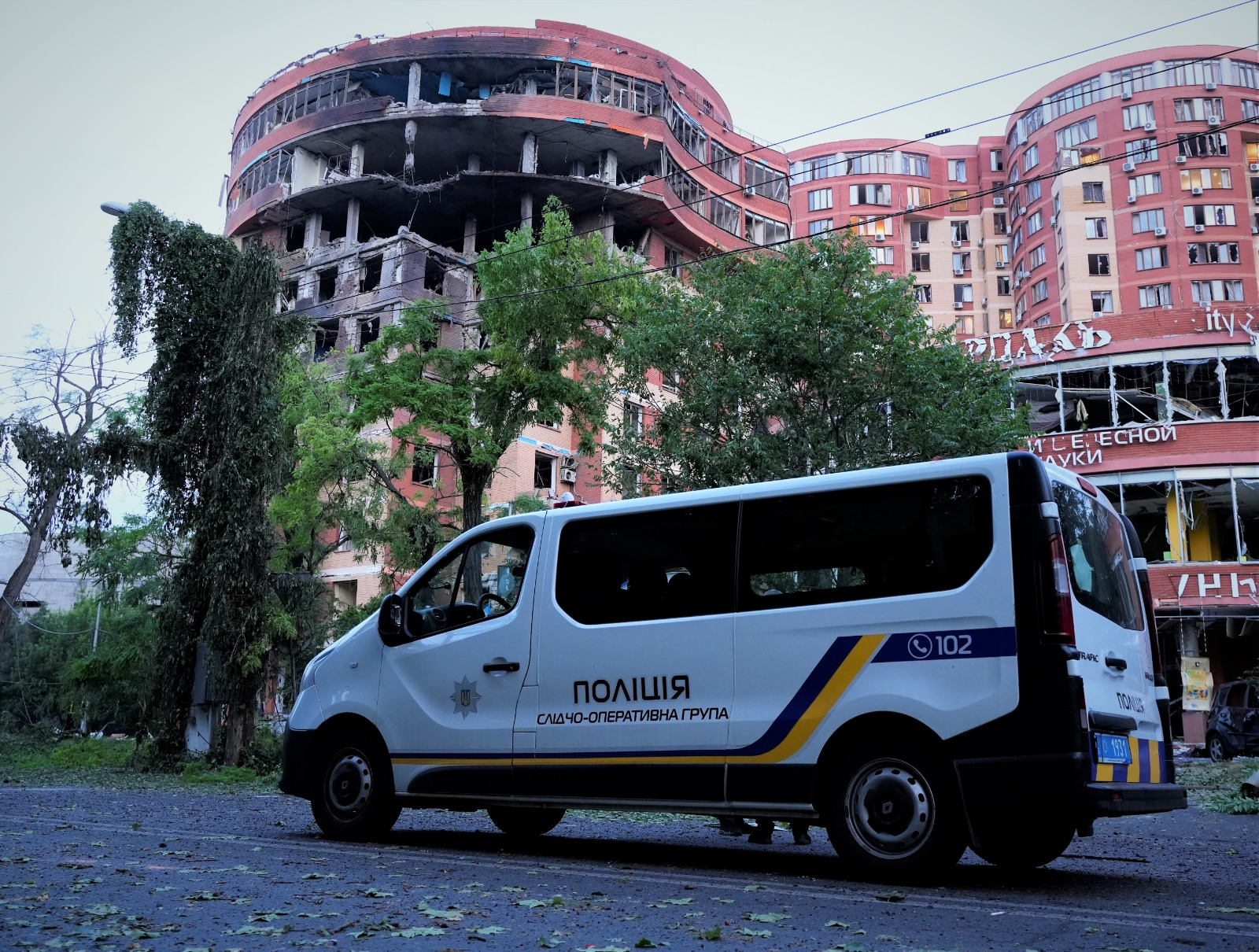
Zniszczenia w Odessie po rosyjskim nocnym ataku rakietowym; trzy osoby zginęły, a 13 zostało rannych.

Siły ukraińskie podały, że odzyskały co najmniej 90 km² terytorium od rozpoczęcia kontrofensywy. Według wiceminister obrony Hanny Malar wojska ukraińskie posunęły się o ok. 200–500 m w kierunku Bachmutu i 300–500 m w obwodzie zaporoskim. Przyznała również, że Ukraińcy toczyli zaciekłe walki, gdy próbowali przebić się przez dobrze ufortyfikowane linie obronne wojsk rosyjskich. W ukraińskim oświadczeniu stwierdzono, że postęp został osiągnięty w wyniku niezwykle zaciętych walk oraz przy wsparciu ukraińskiego lotnictwa i artylerii. Główne walki trwały w rejonie Makariwki oraz w rejonach Nowodaniłowki i Nowopokrowska w kierunku Mariupola. Rosja nie uznała żadnych sukcesów Ukrainy. Rzecznik SG Ukrainy Andrij Kowaliow stwierdził, że w ciągu ostatniej doby armia ukraińskie posunęła się w kierunku Berdiańska na odległość od 200 do 1400 m.
Ukraiński Sztab poinformował, że Rosjanie skupiali się na atakach w kierunkach Łymanu, Bachmutu, Awdijiwki i Marjinki, gdzie odparto ok. 46 ataków. W kierunku łymańskim siły rosyjskie przeprowadziły nieudane ataki w rejonie Wesełego. W kierunku bachmuckim prowadzono nieudane ataki pod Jahidnym i Berchiwką. W kierunkach awdijiwskim i marjińskim Rosjanie prowadzili bezskuteczne ataki w pobliżu Awdijiwki i Marjinki, gdzie Ukraińcy odparli wszystkie ataki. Rosja przeprowadziła ok. 10 ataków rakietowych, 38 nalotów i ok. 52 ostrzały. Ukraińskie lotnictwo dokonało 14 nalotów na miejsca koncentracji, z kolei artyleria uderzyła w 13 rejonów koncentracji, dwa punkty kontrolne, trzy przeciwlotnicze kompleksy rakietowe i trzy stacje walki radioelektronicznej. Ponadto Rosjanie podejmowali próby zmuszenia ludności cywilnej do nabycia obywatelstwa rosyjskiego; m.in. w Kamjance na początku 2023 roku szantażowali pracowników opieki zdrowotnej, mówiąc, że w przypadku odmowy przyjęcia paszportu FR wsparcie finansowe zostanie zmniejszona o 60%. Większość pracowników odmówiła przyjęcia dokumentów, wiec ogłoszono zamknięcie placówki. Według źródeł rosyjskich Adam Delimkhanow, dowódca czeczeńskiego kontyngentu Rosgwardii i członek rosyjskiej Dumy Państwowej, został ranny na Ukrainie, podczas gdy źródła ukraińskie podały, że zginął w wyniku ostrzału artyleryjskiego w Prymorśku.
Około 6:00 wojska rosyjskie wystrzeliły cztery pociski manewrujące Kalibr znad Morza Czarnego oraz 10 dronów Shahed w kierunku Odessy. Ukraińskie wojsko poinformowało, że zestrzelono trzy rakiety i dziewięć dronów. W ataku zginęły trzy osoby, a 13 zostało rannych. Zginęli pracownicy handlu detalicznego po tym, jak rakieta uderzyła w magazyn sieci handlowej, powodując pożar. Szczątki pocisków uszkodziły również centrum biznesowe, placówkę edukacyjną, kompleks mieszkalny i sklepy w centrum miasta. Według ukraińskich władz w obwód doniecki trafiło sześć pocisków manewrujących Ch-22; gubernator obwodu stwierdził, że w tych atakach zginęły cztery osoby, a sześć zostało rannych. W wyniku ataku na Kramatorsk, gdzie rakieta Ch-22 zniszczyła pięć budynków mieszkalnych, a ok. 100 uszkodziła, zginęło dwóch cywilów, a jedna kobieta trafiła do szpitala. Kolejne dwie osoby zginęły w rosyjskich ostrzałach obwodów zaporoskiego i czernihowskiego. Rosjanie ostrzelali 17 miejscowości na Zaporożu, gdzie odnotowano 80 trafień; zginęła kobieta.
W pobliżu Kreminnej w obwodzie ługańskim zgromadzona w jednym miejscu duża grupa żołnierzy rosyjskich czekała ok. 2h na przemówienie dowódcy 20. Armii, generała Suchraba Achmedowa. W tym czasie grupę ostrzelała artyleria ukraińska przy użyciu wyrzutni HIMARS, skutkiem czego zginęło ok. 100 żołnierzy, a kolejnych 100 zostało rannych. Według ISW wydarzenia, do których miało dojść pod Kreminną, spotkały się z oburzeniem rosyjskich blogerów wojennych. Obserwatorzy w Rosji zauważyli, że nie jest to pierwszy przypadek ostrzelania wojskowych zgromadzonych w jednym miejscu z przyczyn propagandowych, najczęściej w oczekiwaniu na przemówienie jakiegoś polityka lub dowódcy. Siły ukraińskie kontynuowały kontrofensywę w co najmniej trzech kierunkach, osiągając postępy. Tymczasem Rosjanie przeprowadzili ograniczone ataki w kierunku Kupiańska, na południe od Kreminnej i na linii Awdijiwka–Donieck. Siły ukraińskie i rosyjskie kontynuowały ataki w rejonie Bachmutu. Ukraińcy kontynuowali działania kontrofensywne w pobliżu granicy obwodów donieckiego i zaporoskiego oraz ograniczone ataki w zachodnim obwodzie zaporoskim. Ponadto rosyjskie władze kontynuowały wysiłki na rzecz konsolidacji kontroli gospodarczej nad zajętymi terytoriami.
Ukraina oficjalnie wyraziła zainteresowanie wycofanymi samolotami RAAF F/A-18 Hornet.

### 15 czerwca

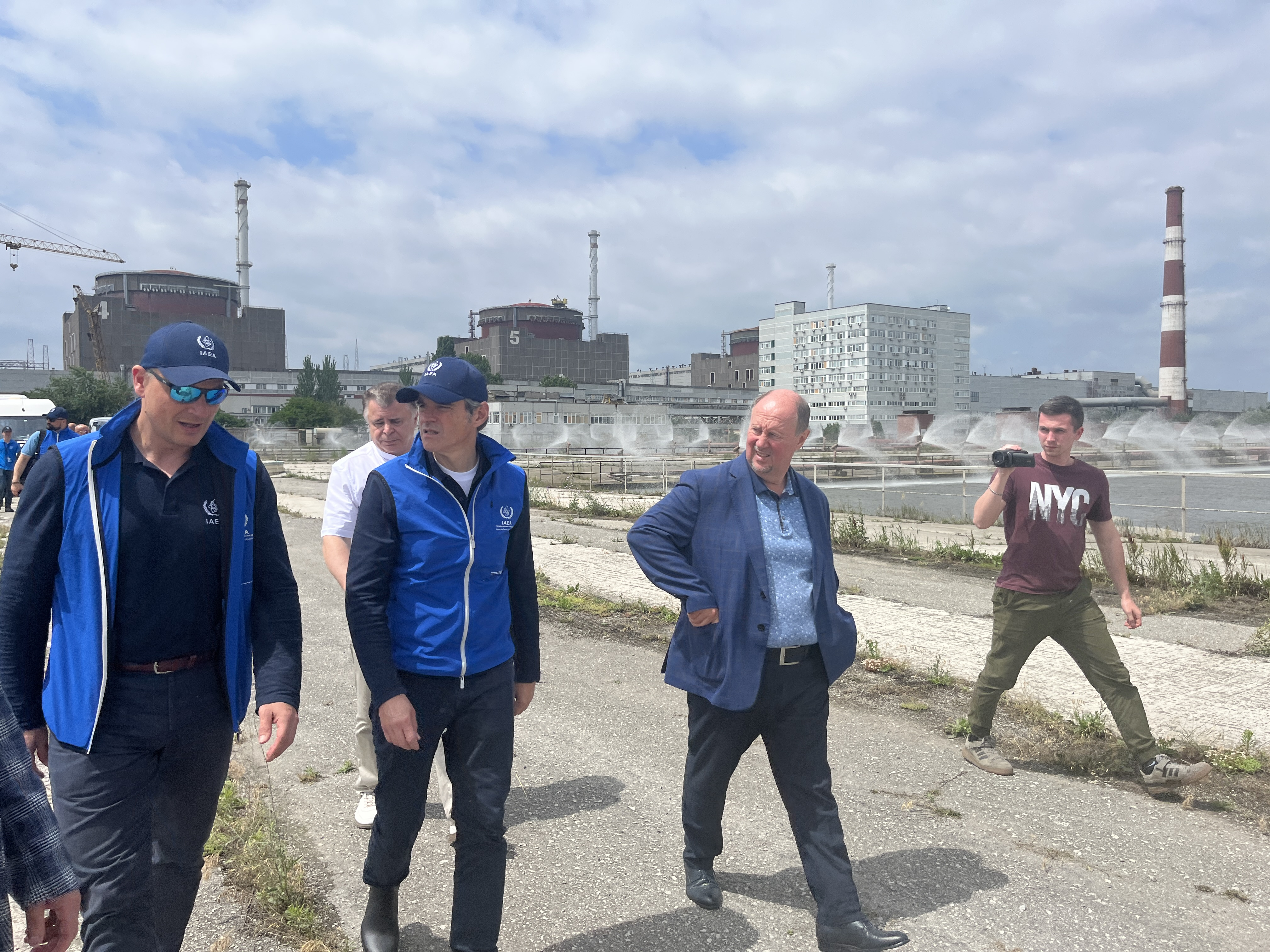
Dyrektor generalny MAEA Rafael Mariano Grossi wraz ze swoim zespołem odwiedził Zaporoską Elektrownię Jądrową i jej okolice podczas swojej oficjalnej wizyty na Ukrainie.

Ukraina podała, że w ramach kontrofensywy przejęła ponad 100 km² ziemi. Siły ukraińskie stwierdziły, że na froncie południowym posunęły się do 7 km wzdłuż rzeki Mokri Jałyj oraz do 3 km w pobliżu Małej Tokmaczki. Wiceminister obrony Hanna Malar podała, że na wschodnim i południowym froncie atakowały zarówno wojska rosyjskie, jak i ukraińskie, jednakże to Ukraińcy przesuwali swoje pozycje. Było to utrudnione faktem nasilenia ostrzałów artyleryjskich i nalotów, z kolei na południu siły ukraińskie były zmuszone przejść szczelne pola minowe; zdaniem eksperta wojskowego Władysława Sełezniowa Rosjanie używali systemów minowania na dystans. Później stwierdziła, że FR przerzucała rezerwy z południa Ukrainy na kierunek bachmucki w nadziei na powstrzymanie ukraińskiej ofensywy na tym odcinku frontu. W szczególności odnotowano transfer jednostek powietrznodesantowych i ciężkiego sprzętu wojskowego. Agencja Reuters oszacowała, że w pierwszym tygodniu kontrofensywy ukraińskie dowództwo wykorzystało tylko trzy spośród 12 brygad (w tym dziewięć wyszkolonych i wyposażonych przez Zachód) przygotowanych do działań kontrofensywnych.
Sztab Ukrainy podał, że siły rosyjskie atakowały w kierunkach Łymanu, Bachmutu, Marjinki i Szachtarska, gdzie odparto ponad 30 ataków. W kierunku łymańskim Rosjanie prowadzili bezskuteczne ataki w rejonie Stelmachiwki, Wiimki, Wesełego i Rozdoliwki. W kierunku bachmuckim prowadzono nieudane ataki w rejonie Orihowo-Wasyliwki. W kierunku marjińskim Ukraińcy odparli wszystkie ataki w pobliżu Marinki, Krasnohoriwki i Nowomychajliwki. W kierunku szachtarskim prowadzono ataki w rejonie Nowomychajliwki i Wodiane. W ciągu 24h FR przeprowadziła pięć ataków rakietowych, ponad 60 nalotów i ponad 80 ostrzałów na pozycje ukraińskie i tereny zaludnione (odnotowano zabitych i rannych oraz zniszczoną infrastrukturę). Ukraińskie lotnictwo dokonało 13 nalotów na miejsca koncentracji; artyleria zniszczyła dwa punkty kontrolne, kompleks rakiet przeciwlotniczych S-300, cztery obszary koncentracji, trzy magazyny amunicji i siedem jednostek artylerii.
Między godziną 0:20 a 4:30 rosyjskie wojsko przypuściło atak rakietami manewrującymi Ch-101/Ch-555 (wystrzelonymi z Tu-95MS znad Morza Kaspijskiego) i dronami Shahed, których celem ponownie był Krzywy Róg; jedna osoba została ranna oraz zniszczono lokalne przedsiębiorstwa, gazociągi, warsztat oponiarski i autobus. Armia ukraińska stwierdziła, że zestrzelono wszystkie 20 dronów oraz 1 z 4 pocisków. Mer miasta Ołeksandr Wiłkuł powiedział, że rosyjskie pociski trafiły w dwa zakłady przemysłowe w mieście, a wyrządzone szkody były znaczne. Stwierdził także, że trafione obiekty przemysłowe nie miały nic wspólnego z wojskiem. Starsza kobieta została zabita przez rosyjski ostrzał w Zełeniwce. Strona rosyjska poinformowała, że dziewięć dronów zaatakowało okupowany przez Rosję Krym.
W opinii ISW rosyjskie systemy walki radioelektronicznej miały krytyczne znaczenie dla komplikowania ukraińskich ataków w obwodzie zaporoskim. Instytut zaobserwował także efektywne stosowanie taktyki obronnej przez Rosjan, polegającej na tym, że pierwsza linia obrony odpiera lub hamuje ukraińskie ataki, a druga linia atakuje oddziały ukraińskie, którym udało się przerwać pierwszą linię. Siły ukraińskie kontynuowały ataki co najmniej na trzech kierunkach frontu i odnosiły pewne sukcesy. Tymczasem siły rosyjskie kontynuowały ograniczone ataki wzdłuż linii Kupiańsk–Swatowe–Kreminna. Siły ukraińskie i rosyjskie przeprowadziły ataki w pobliżu Bachmutu oraz kontynuowały ograniczone ataki na linię Awdijiwka–Donieck. Przeprowadziły także ataki w zachodnim obwodzie donieckim. Źródła rosyjskie stwierdziły, że Ukraińcy kontynuowali ataki w zachodnim obwodzie zaporoskim.
Ponadto ukraiński wywiad poinformował, że Rosjanie zaczęli wycofywać ze służby wyspecjalizowane jednostki szturmowe wielkości kompanii i przenosić ich personel do formacji ochotniczych.
Odbyło się 13. spotkanie się w formacie Ramstein. Ukraińcy rozpoczną ćwiczenia na myśliwcach F-16 pod przewodnictwem Holandii i Danii. Dania, Holandia, Wielka Brytania i USA zapowiedziały przekazanie Ukrainie setek rakiet do obrony przeciwlotniczej. Kanada zobowiązała się przeznaczyć kolejne 500 mln dolarów na Ukrainę, w tym na rakiety do obrony powietrznej. Norwegia i Niemcy ogłosiły wieloletnie pakiety pomocy wojskowej. Dania ogłosiła przyznanie pakietu długoterminowej pomocy o wartości 2,6 mld dolarów. Dania i Holandia ogłosiły, że dostarczą Ukrainie kolejne 14 czołgów Leopard 2.
Rosja ogłosiła plany przeprowadzenia „wyborów” lokalnych zaplanowanych na 10 września na zajętych regionach Ukrainy, które nielegalnie zaanektowała po inwazji w 2022 roku. W Rostowie rozpoczął się proces o zbrodnie wojenne przeciwko 22 członkom Pułku „Azow” i Gwardii Narodowej schwytanym podczas oblężenia Mariupola. Bojownicy z czeczeńskiego batalionu Zapad-Achmat zostali wysłani do obwodu biełgorodzkiego w celu powstrzymania ataków transgranicznych.

### 16 czerwca

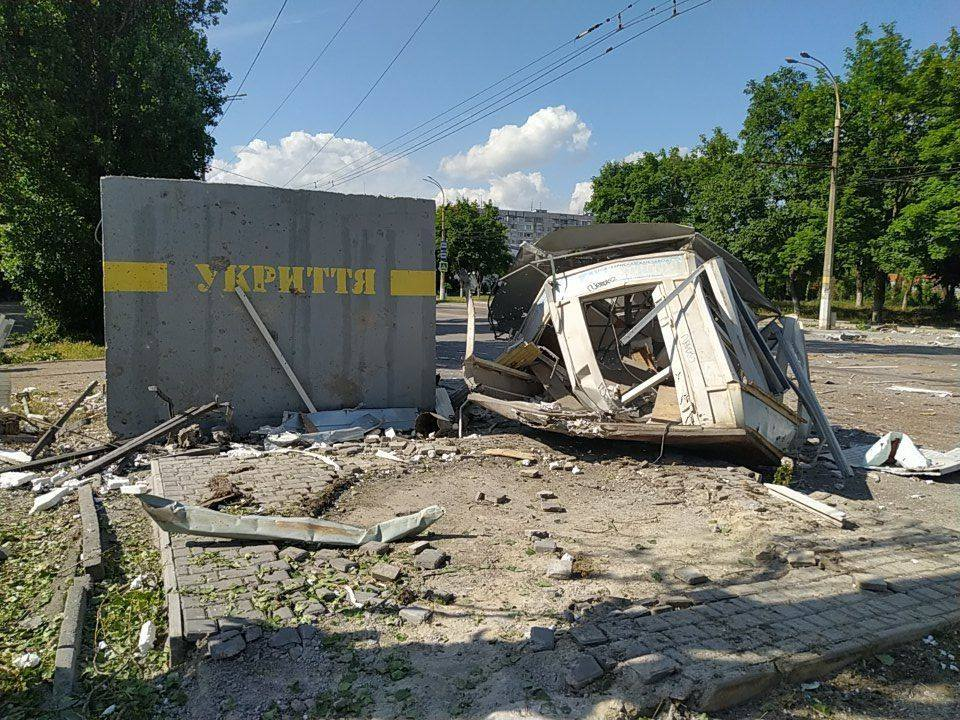
Chersoń po rosyjskim ostrzale; 23 osoby zostały ranne.

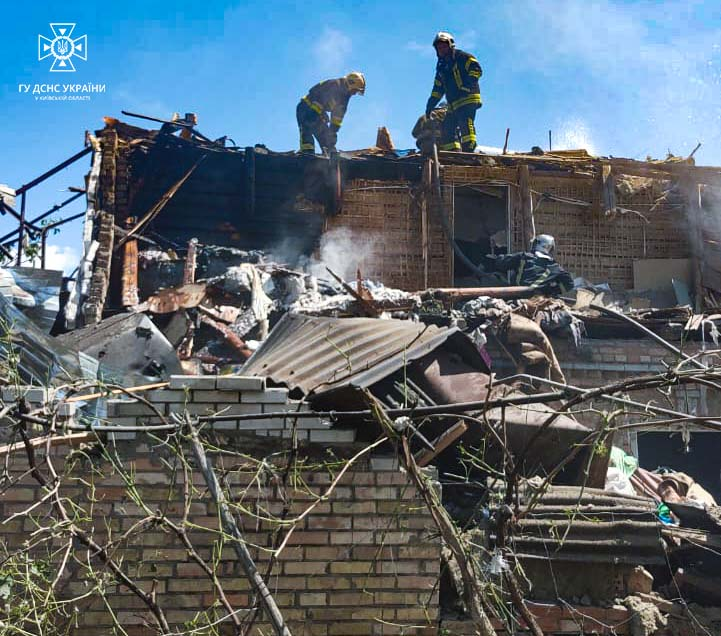
Zniszczenia we wsi Stari Petrivtsi (obwód kijowski) w wyniku upadku szczątków pocisku podczas rosyjskiego ataku rakietowego na Kijów; cztery osoby zostały ranne.

Dowódca sił lądowych generał Ołeksandr Syrski określił sytuację na wschodnim odcinku frontu jako bardzo napiętą, jednak Ukraińcy, mimo zaciekłego oporu Rosjan, posuwali się do przodu, metr po metrze odzyskując zajęte tereny. Dodał także, że „kontynuujemy ataki na niektórych obszarach, zajmując kolejne wzniesienia i tereny leśne w celu stopniowego wyparcia wroga z podejścia do Bachmutu. Rosjanie widzą to i stawiają desperacki opór” oraz „przesuwali najlepsze jednostki na kierunek bachmucki, łącząc te działania z potężnym ostrzałem artyleryjskim i atakami lotnictwa” na pozycje ukraińskie. Armia rosyjska przyznała, że wycofała się z obszarów w rejonie Wremiwki; najbardziej zacięte walki toczyły się w pobliżu Wremiwki, Riwnopila i Urozhajnego. O walkach donoszono także w pobliżu Nowej Kachowki oraz pojawiły się informacje o próbie lądowania na lewym brzegu Dniepru.
Doradca szefa Kancelarii Prezydenta Mychajło Podolak stwierdził, że ukraińska kontrofensywa jeszcze się nie rozpoczęła, a wojska prowadziły ataki w celu zidentyfikowania słabych punktów w obronie Rosjan. Podolak powiedział w wywiadzie: „Nie rozpoczęliśmy jeszcze kontrofensywy jako takiej, a Rosja mówi: Już wygraliśmy, już odparliśmy kontrofensywę”. Wymienił także cele działań ofensywnych armii ukraińskiej. Według niego po pierwsze celem było zniszczenie jak największej liczby zmobilizowanych, aby wywołać presję psychologiczną na rosyjskiej armii. Po drugie – zniszczenie jak najwięcej rosyjskiego sprzętu. Jednocześnie zwrócił uwagę na to, że SZ Ukrainy przeprowadzały rozpoznanie bojem, poszukując luk w rosyjskiej obronie. Innym celem Podolak nazwał postęp sił ukraińskich w kilku kierunkach jednocześnie, a raczej zademonstrowanie możliwości ofensywy w kilku kierunkach i wywołanie paniki w szeregach rosyjskich. Z kolei wiceminister obrony Hanna Malar na swoim kanale telegramowym podała informację, że armia ukraińska prowadziła ofensywę w kilku kierunkach w obwodzie donieckim i zaporoskim, a jednocześnie próbowała zyskać przewagę taktyczną nad Rosjanami. Donosiła o postępie wojsk do 2 km na każdym z kierunków. Na niektórych wyzwolonych pozycjach i miejscowościach trwał proces konsolidacji wojsk ukraińskich. Na wschodzie Ukraińcy prowadzili zarówno działania obronne, jak i kontrofensywne. Malar stwierdziła, że Rosjanie próbowali wyprzeć siły ukraińskie z zajmowanych pozycji i prowadzili ataki w kilku kierunkach jednocześnie, głównie łymańskim. Dodała także, że w kierunku bachmuckim intensywność walk nieznacznie spadła. Siły ukraińskie posuwały się naprzód w rejonie Bachmutu w kilku obszarach i zajmowały dominujące wyżyny. Na wschodzie strona rosyjska posiadała znaczne siły, które nadal wzmacniano, przesuwając dodatkowe jednostki z innych kierunków.
Według SG Ukrainy Rosjanie koncentrowali się na atakach w kierunkach Awdijiwki, Marjinki i Szachtarska, gdzie odparto 36 ataków. W kierunku awdijiwskim siły rosyjskie prowadziły nieudane ataki w rejonie Stepowego i Awdijiwki. W kierunku marjińskim Ukraińcy odparli wszystkie ataki w okolicy Marjinki. W kierunku szachtarskim prowadzono ataki w pobliżu Nowomychajliwki i Wodiane. W ciągu doby Rosja przeprowadziła 12 ataków rakietowych, 33 naloty i 59 ostrzałów. Lotnictwo ukraińskie dokonało 17 nalotów na miejsca koncentracji wojsk, natomiast artyleria uderzyła w punkt kontrolny, trzy obszary koncentracji, pięć jednostek artylerii i cztery stacje walki radioelektronicznej. Ponadto Rosjanie ponosili ciężkie straty, które starano się ukryć na wszelkie sposoby. Dowództwo rosyjskie ustanowiło nową procedurę postępowania z rannymi żołnierzami, zgodnie z którą ewakuacji do FR podlegali wyłącznie oficerowie. Sierżanci i szeregowi, niezależnie od ciężkości obrażeń, podlegali leczeniu na okupowanych terytoriach Ukrainy.
O 11:45 przeprowadzono atak rakietowy na Ukrainę (w tym na Kijów) przy użyciu pocisków balistycznych. Armia ukraińska poinformowała, że obrona przeciwlotnicza zestrzeliła 12 pocisków, w tym sześć rakiet hipersonicznych Kindżał, sześć pocisków manewrujących Kalibr i dwa drony rozpoznawcze. W wyniku ataku rakietowego czterech cywilów z obwodu kijowskiego zostało rannych oraz uszkodzone zostały budynki mieszkalne i sklep. W momencie zestrzelenia rakiet w stolicy Ukrainy przebywała delegacja złożona z pięciu przywódców afrykańskich, którzy przybyli w ramach misji pokojowej między walczącymi stronami. Delegacja, w skład której wchodzili prezydent RPA Cyril Ramaphosa, prezydent Senegalu Macky Sall, prezydent Zambii Hakainde Hichilema, prezydent Komorów i jednocześnie przewodniczący Unii Afrykańskiej Azali Assoumani oraz premier Egiptu Mustafa Madbuli, nie odniosła żadnych obrażeń i została ukryta w schronie przeciwlotniczym.
Według ISW Ukraińcy kontynuowali działania kontrofensywne na co najmniej na trzech odcinkach frontu, osiągając postępy. Skuteczne operacje przeprowadzono na południowy zachód od Bachmutu w rejonie Stupoczki, na zachodzie obwodu donieckiego w rejonie Wuhłedaru, a także na zachodzie obwodu zaporoskiego. Ukraińcy odnotowali ograniczone postępy w rejonie Jahidnego, z kolei źródła rosyjskie podały, że wojska ukraińskie kontynuowały ataki na zachód oraz północny i południowy zachód od Bachmutu. Według rosyjskich blogerów wojennych Ukraińcy kontynuowali ataki na rosyjskie pozycje na południe od Wełykiej Nowosiłki i na południowy zachód od Orichiwa, osiągając postępy w centralnej części obwodu zaporoskiego niedaleko Hulajpola. Tymczasem siły rosyjskie przeprowadziły ograniczone ataki wzdłuż linii Swatowe–Kreminna. Siły rosyjskie i ukraińskie przeprowadziły ataki w pobliżu Bachmutu i wzdłuż linii Awdijiwka–Donieck. Ukraińcy kontynuowali także ataki w rejonie Wuhłedaru i w pobliżu granicy administracyjnej obwodów donieckiego i zaporoskiego. Władze rosyjskie i okupacyjne próbowały wzmocnić rosyjskie naziemne linie komunikacyjne między Rosją a okupowaną Ukrainą. Brytyjskie MON podało, że Rosja wzmocniła swoje siły śmigłowców szturmowych w regionie, co prawdopodobnie dało jej tymczasową przewagę na południu Ukrainy. Według zdjęć satelitarnych ponad 20 dodatkowych śmigłowców zostało rozmieszczonych na lotnisku w Berdiańsku, ok. 100 km za linią frontu.
W podsumowaniu OSW w ciągu ostatnich dni doszło do obniżenia intensywności walk. Ukraińcy cały czas prowadzili działania rozpoznawcze pod Orichiwem i nie podejmowali prób ataków na pozycje rosyjskie. Pod Wełyką Nowosiłką ich atak na głównym kierunku został zatrzymany pomiędzy Makariwką i Staromajorśkem, w odległości ok. 7 km od linii frontu sprzed 4 czerwca. Rosjanie kontratakowali z podstawy wyjściowej Pryjutne–Staromajorśke–Kermenczyk, lecz nie odbili utraconych obszarów. Według dostępnych informacji obie strony operowały w tym rejonie kompaniami i batalionami, nie angażując do walki całych brygad. Pod Bachmutem Ukraińcy prowadzili ataki na ograniczoną skalę, głównie w celu opanowania Kliszczijiwki oraz Berchiwki i Jahidnego. Ataki o charakterze powolnego forsowania linii obronnych Rosjan prowadziły oddziały obecne w tych okolicach od dłuższego czasu. Na pozostałych odcinkach frontu trwały starcia lokalne, nie zmieniające sytuacji ani położenia obu stron.
Sekretarz stanu USA Antony Blinken powiedział, że strona amerykańska ściśle monitorowała sytuację dotyczącą rozmieszczenia przez Rosję broni jądrowej na terytorium Białorusi.

### 17 czerwca

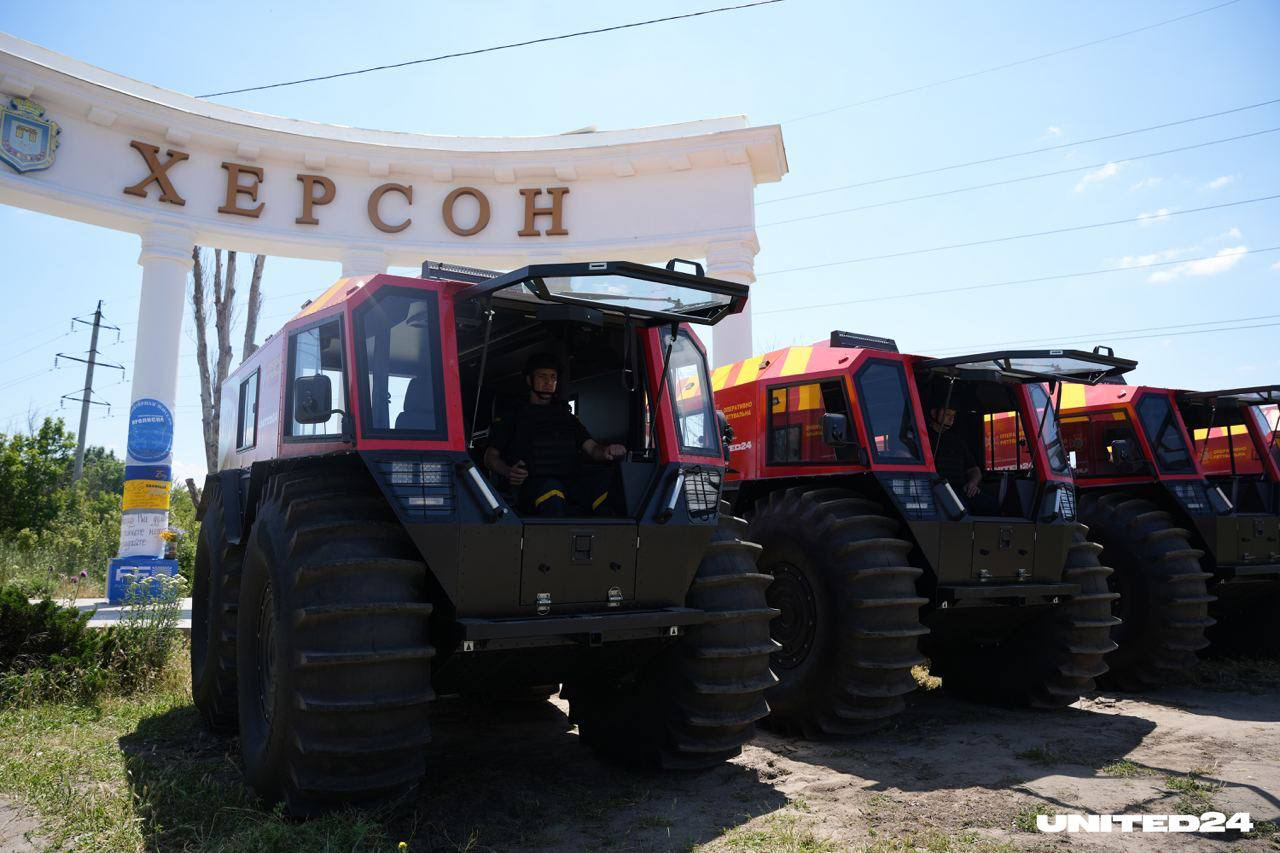
Pojazdy śnieżno-błotne „Bohun-2”, zakupione dla oddziałów DSNS w Chersoniu w celu likwidacji skutków zniszczenia zapory Kachowka.

Według rosyjskich mediów niezależnych w ciągu ostatniej doby Ukraina odzyskała kontrolę nad 24 km² terytorium w obwodzie donieckim. Z kolei projekt DeepState opublikował mapę, według której od 4 czerwca ukraińska armia odzyskała łącznie niemal 100 km². Ukraiński Sztab oświadczył, że wojska rosyjskie skupiały się na atakach w kierunkach Kupiańska, Łymanu, Awdijiwki, Marjinki i Szachtarska, gdzie odparto do 36 ataków. W kierunkach kupiańskim i łymańskim Rosjanie prowadzili bezskuteczne ataki w pobliżu Nowoseliwskiego, Berestowego i Biłohoriwki. W kierunkach awdijiwski, marjińskim i szachtarskim prowadzono nieudane ataki w rejonie Stepowego, Awdijiwki, Marjinki, Nowomychajliwki i Wodiane. W ciągu 24h Rosja przeprowadziła cztery ataki rakietowe, 43 naloty i 51 ostrzałów na pozycje ukraińskie i tereny zaludnione. Ukraińskie lotnictwo dokonało 14 nalotów na miejsca koncentracji oraz dwa przeciwlotnicze systemy rakietowe, z kolei artyleria ostrzelała trzy punkty kontrolne, dwa rejony koncentracji, pięć składów amunicji i trzy jednostki artylerii. Ponadto na zajętych terenach obwodu ługańskiego dochodziło do ucieczek rosyjskich dezerterów. Poszukiwania prowadziły jednostki Rosgwardii, m.in. na obszarach leśnych w pobliżu miejscowości Noworozsosz.
O 10:20 rosyjska artyleria ostrzelała Konstantynówkę. W wyniku ostrzału dwie osoby zostały ranne oraz uszkodzonych zostało 11 budynków mieszkalnych, garaż, samochód, gazociąg i sieci elektroenergetyczne. Cztery osoby zginęły po tym, jak rosyjski pocisk uderzył w samochód w pobliżu Hurowa Kozaczoka w obwodzie charkowskim. Jedna osoba zginęła, a trzy zostały ranne w rosyjskim nalocie na Kozackie w obwodzie chersońskim. Szef regionalnej administracji wojskowej Paweł Kirilenko podał, że doszło do 20 rosyjskich ostrzałów artyleryjskich na Wuhłedar, w wyniku których zginęła jedna osoba oraz odnotowano zniszczenia. Potem pojawiły się inne podobne doniesienia o ostrzałach artyleryjskich miejscowości w obwodach zaporoskim, sumskim, chersońskim i czernihowskim, gdzie doszło do zniszczenia infrastruktury cywilnej oraz odnotowano zabitych i rannych. Gubernator Ołeksandr Prokudin podał, że ostatniej doby w obwodzie chersońskim w wyniku rosyjskich ostrzałów zginęły dwie osoby a 25 zostało rannych. Dodał, że Chersoń i inne miejscowości były atakowane za pomocą moździerzy, artylerii, wyrzutni Grad i dronów.
Gubernator obwodu briańskiego Aleksandr Bogomaz poinformował, że zeszłej nocy podjęto próbę ataku dronami na rurociąg „Przyjaźń”. Według niego, obrona przeciwlotnicza odparła atak trzech ukraińskich dronów, które wycelowane były w rafinerię ropy naftowej. Rosyjskie Ministerstwo Obrony wydało oświadczenie, że doszło do ataku na jeden z ośrodków decyzyjnych SZ Ukrainy.
Brytyjskie Ministerstwo Obrony podało, że w ostatnich dniach straty ponoszone przez wojska ukraińskie i rosyjskie były wysokie, przy czym straty rosyjskie były prawdopodobnie najwyższe od szczytu bitwy o Bachmut w marcu br. W ostatnich dniach trwały zacięte walki, z których najbardziej intensywne koncentrowały się w obwodzie zaporoskim i donieckim oraz wokół Bachmutu. We wszystkich tych obszarach Ukraińcy kontynuowali operacje ofensywne i poczynili niewielkie postępy, zaś na południu siły rosyjskie prowadziły stosunkowo skuteczne operacje obronne.
W opinii ISW władze rosyjskie „nie wykazały zamiaru istotnego zaangażowania się w proces pokojowy i zapewne wykorzystają propozycje przedstawione przez przywódców krajów Afryki do swoich operacji informacyjnych na rzecz osłabienia wsparcia dla Ukrainy”. Finansista Grupy Wagnera Jewgienij Prigożyn nadal sygnalizował brak zainteresowania formalnym podporządkowaniem swojej prywatnej firmy najemniczej rosyjskiemu Ministerstwu Obrony. Siły ukraińskie kontynuowały kontrofensywę na co najmniej czterech odcinkach frontu. Tymczasem Rosjanie przeprowadzili ograniczone ataki na linii Kupiańska–Swatowe–Kreminna, a siły ukraińskie prawdopodobnie przeprowadziły zlokalizowane ataki na zachód i południe od Kreminnej. Siły rosyjskie i ukraińskie kontynuowały ograniczone ataki w rejonie Bachmutu i na linii Awdijiwka–Donieck. Rosjanie kontynuowali ataki w pobliżu Wuhłedaru, w odpowiedzi na ukraińskie zdobycze terytorialne na tym obszarze. Ukraińcy kontynuowali także kontrofensywę w pobliżu granicy administracyjnej między zachodnim obwodem donieckim a wschodnim obwodem zaporoskim. Źródła rosyjskie podały, że siły ukraińskie zintensyfikowały ataki w zachodnim obwodzie zaporoskim.
Prezydent Putin potwierdził, że Rosja rozmieściła na Białorusi pierwszą transzę taktycznej broni jądrowej, twierdząc, że ma ona służyć jedynie jako zabezpieczenie przed „strategiczną porażką” Rosji.

### 18 czerwca
Portal Ukraińska prawda, powołując się na rosyjskiego gubernatora obwodu zaporoskiego, podał, że siły ukraińskie po ciężkich walkach odzyskały wieś Pjatychatky. Armia ukraińska kontynuowała ofensywę w pobliżu Awdijiwki oraz odnosiła pewne sukcesy w pobliżu Wesełego. SG Ukrainy podał, że Rosjanie atakowali w kierunkach Kupiańska, Łymanu, Bachmutu, Marjinki i Szachtarska, gdzie odparto do 24 ataków. W kierunkach kupiańskim i łymańskim Rosjanie prowadzili bezskuteczne ataki w pobliżu Nowoseliwskiego i Spirnego. W kierunku bachmuckim prowadzono nieudane ataki w rejonie Orichowo-Wasyliwki. W kierunkach marjińskim i szachtarskim prowadzono bezskuteczne ataki w pobliżu Marjinki, Nowomychajliwki i Wuhłedaru. W ciągu doby wojsko rosyjskie przeprowadziło 49 nalotów i 51 ostrzałów na pozycje ukraińskie i tereny zaludnione; odnotowano zabitych i rannych wśród cywilów oraz odnotowano zniszczoną infrastrukturę, w tym ponad 20 budynków mieszkalnych i szkołę. Ukraińskie lotnictwo dokonało 11 nalotów na miejsca koncentracji i kompleks rakiet przeciwlotniczych; artyleria uderzyła w dwa punkty kontrolne, cztery przeciwlotnicze kompleksy rakietowe, dwa rejony koncentracji i dwa składy amunicji. Rzecznik ukraińskich sił powietrznych Jurij Ihnat potwierdził, że Ukraina przeprowadziła atak na „znaczący” magazyn amunicji w miejscowości Rykowe pod Geniczeskiem. Dowódca zgrupowania wojsk Tauryda generał Ołeksandr Tarnawski poinformował, że „podległe mu oddziały zniszczyły cztery kompanie wojsk rosyjskich w ciągu ostatniej doby”, a oddziały ukraińskiej artylerii zniszczyły i uszkodziły ponad 70 jednostek sprzętu.
W ciągu dnia ostrzelano z moździerzy wieś Łypci, gdzie poszkodowany został 35-letni mieszkaniec oraz uszkodzono budynki mieszkalne i samochody. Ostrzał moździerzowy odnotowano również w Wołczańsku, gdzie zostały uszkodzone linia energetyczna, co najmniej dwa domy i budynki gospodarcze. We wsi Maja w rejonie iziumskim 65-letni mężczyzna został ranny i trafił do szpitala w wyniku ostrzału artylerii. Następnie we wsi Morozowa Dolina w rejonie bogoduchowskim w wyniku ostrzału wybuchł pożar w pasie leśnym poza miejscowością, z kolei, jak zauważył Oleg Siniegubow, we wsi Tokarivka w rejonie charkowskim 52-letni mieszkaniec nadepnął na minę i trafił do szpitala z umiarkowanymi obrażeniami. Dwie osoby zginęły w rosyjskim ostrzale w Białopolu, a kolejna w miejscowości Tonenko w obwodzie donieckim.
Pełniący obowiązki ministra obrony Troels Lund Poulsen powiedział, że Dania jest gotowa przekazać Ukrainie myśliwce F-16, jeśli Stany Zjednoczone wyrażą na to zgodę. Poulsen powiedział: „nie wyobrażam sobie, żebyśmy tego nie poparli. Ukraina potrzebuje samolotów. Bardziej niż kiedykolwiek, jeśli chce walczyć z zewnętrzną agresją. Dotyczy to również duńskich myśliwców F-16”. Minister obrony Ludivine Dedonder poinformowała, że Belgia zamierza przekazać Ukrainie transportery opancerzone M113 oraz cztery czołgi Leopard 2.
Ministerstwo Obrony Wielkiej Brytanii podało, że w ciągu ostatnich 10 dni Rosja rozpoczęła przemieszczanie kilku tysięcy żołnierzy z 49. Armii, w tym 34. samodzielnej brygady zmotoryzowanej oraz sił powietrznodesantowych i jednostek piechoty morskiej, ze wschodniego brzegu Dniepru w celu wzmocnienia sektorów Zaporoża i Bachmutu. W ocenie ISW wojska ukraińskie mogą na pewien czas zrobić przerwę w swoich działaniach kontrofensywnych przeciwko Rosjanom, aby przeanalizować taktykę w kontekście przyszłych operacji. Siły ukraińskie kontynuowały działania kontrofensywne na co najmniej czterech odcinkach frontu i osiągnęły ograniczone zdobycze terytorialne. Tymczasem Rosjanie przeprowadzili ograniczone ataki na północ od Swatowego i na południe od Kreminnej. Siły rosyjskie i ukraińskie przeprowadziły ograniczone ataki wokół Bachmutu i wzdłuż linii Awdijiwka–Donieck. Ukraińcy kontynuowali działania kontrofensywne na granicy administracyjnej między zachodnim obwodem donieckim a wschodnim obwodem zaporoskim. Źródła rosyjskie donosiły, że siły rosyjskie nadal odpierały ukraińską kontrofensywę w zachodnim obwodzie zaporoskim.

### 19 czerwca

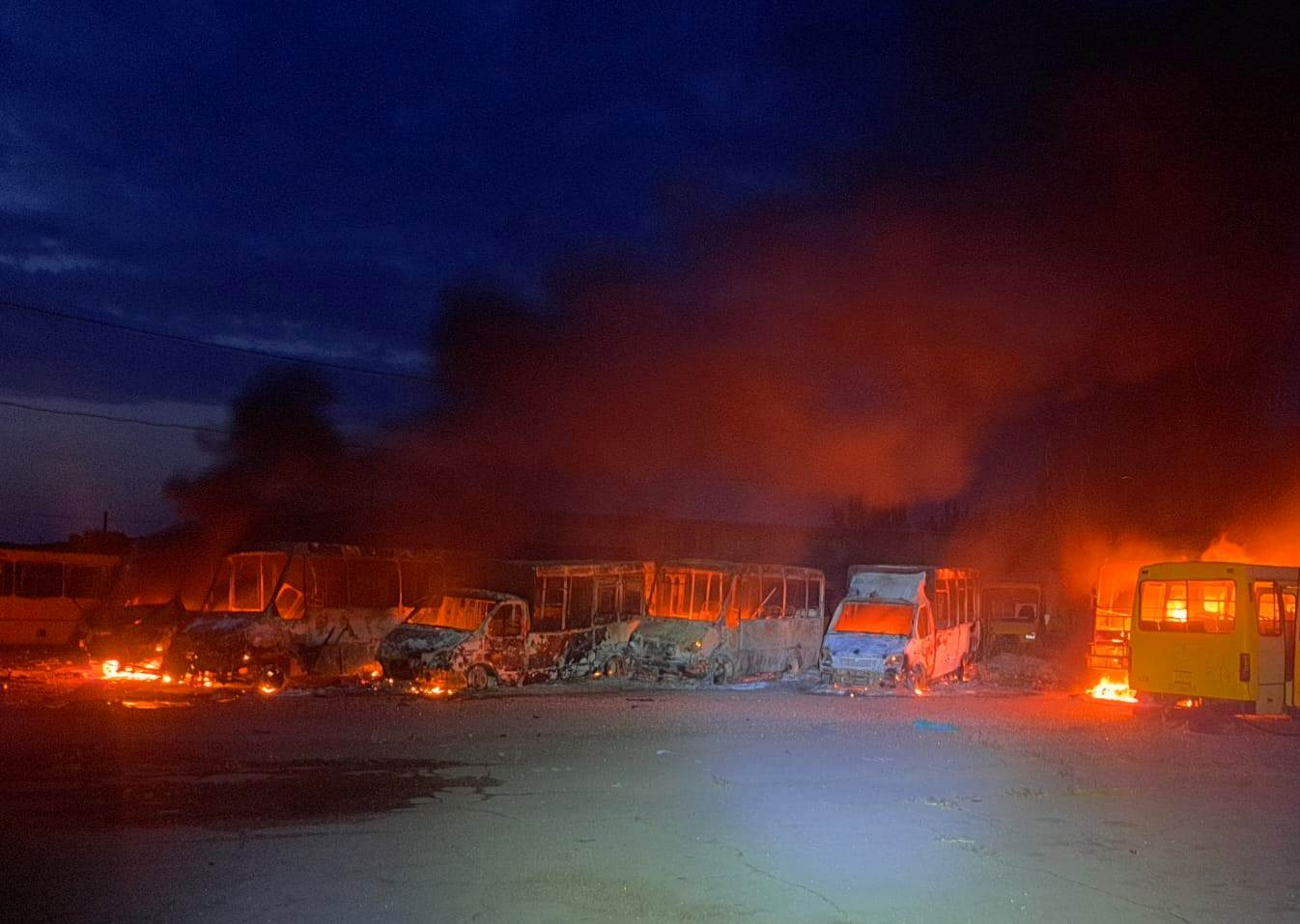
Płonące autobusy w Chersoniu po nocnym rosyjskim ostrzale.

Ukraińska armia podała, że kontrofensywa przebiegała zgodnie z planem, jednak na froncie nadal panowała „trudna sytuacja”. Postęp był spowolniony przez miny i fortyfikacje rosyjskie. Wiceminister obrony Hanna Malar potwierdziła na Telegramie, że SZ Ukrainy wyzwoliły wieś Pjatychatky na południu obwodu zaporoskiego oraz dodała: „pododdziały [ukraińskie] na kierunku taurydzkim posunęły się do przodu w głąb [terenów kontrolowanych przez] przeciwnika na odległość do 7 km. Wyzwolono na południu tereny o powierzchni 113 km²”. Z kolei Ministerstwo Obrony Rosji podało, że atak wojsk ukraińskich na Pjatychatky został odparty. Ukraińska prawda stwierdziła, że Pjatychatky są ważnym punktem do wyprowadzenia kontruderzenia w kierunku miejscowości Żerebianka i Wasylówki. Ponadto według Malar straty rosyjskie wyniosły w ostatnim tygodniu ponad 4600 zabitych i rannych na wszystkich kierunkach; zniszczono także ponad 400 jednostek sprzętu, w tym śmigłowce, czołgi, haubice i system przeciwrakietowy.
Według Sztabu Ukraińskiego Rosja kontynuowała próby ataków w kierunkach Łymanu, Bachmutu, Awdijiwki, Marjinki i Szachtarska, gdzie odparto do 45 ataków. W kierunku łymańskim Rosjanie prowadzili bezskuteczne ataki w pobliżu Jampoliwki, Torskiego, Hryhoriwki, Spirnego oraz na zachód od Dibrowej. W kierunku bachmuckim prowadzono nieudane ataki w rejonie Orichowo-Wasyliwki. W kierunkach awdijiwskim, marjińskim i szachtarskim prowadzono bezskuteczne ataki w okolicy Awdijiwki, Krasnohoriwki, Marjinki, Pobiedy i Nowomychajliwki. W ciągu 24h siły rosyjskie przeprowadziły cztery ataki rakietowe, 45 nalotów i ok. 70 ostrzałów na pozycje ukraińskie i tereny zaludnione. Lotnictwo Ukrainy dokonało 15 nalotów na miejsca koncentracji wojsk, natomiast artyleria zniszczyła trzy punkty kontrolne, 10 obszarów koncentracji, dwa magazyny amunicji, magazyn paliw i smarów, 15 jednostek artylerii i trzy obiekty obrony powietrznej.
O 2:15 Ukraina została ostrzelana przez Rosję za pomocą czterech pocisków i czterech dronów. Rzecznik administracji wojskowej Serhij Bratczuk poinformował, że obrona przeciwlotnicza zestrzeliła wszystkie rosyjskie rakiety manewrujące Kalibr wystrzelone z okrętów na Morzu Czarnym, z kolei gubernator Serhij Łysak podał, że nad obwodem dniepropietrowskim „zniszczono cztery bezzałogowce. Prawdopodobnie Shahed 136 i Orłan-10”. Gubernator obwodu biełgorodzkiego Wiaczesław Gładkow stwierdził, że siedem osób zostało rannych, w tym dziecko, w wyniku bombardowania w Wałujkach.
Duńskie Ministerstwo Obrony zapowiedziało kolejny pakiet pomocy wojskowej dla Ukrainy w latach 2023–2028 o wartości ok. 3,2 mld USD, który obejmie uzbrojenie, sprzęt wojskowy, sprzęt ratunkowy i wsparcie szkoleniowe. Dyrektor operacyjny Lockheed Martin Frank A. St. John powiedział, że firma „jest gotowa nie tylko zapewnić wyprodukowanie samolotów, jeśli pojawi się taka potrzeba, ale dostarczyć także wszelkie aktualizacje, szkolenia, sprzęt i systemy”. Dziennik The New York Times podał, że część zamówionego i ofiarowanego sprzętu z Zachodu (m.in. włoskie haubice M109 czy amerykańskie HMMWV) dotarła na Ukrainę zepsuta lub „niezdatna do użytku na polu bitwy”, co miało opóźnić rozpoczęcie ukraińskiej kontrofensywy. Według ustaleń dziennika, Ukraina zapłaciła w 2022 roku ponad 800 mln dolarów zachodnim i ukraińskim dostawcom broni za kontrakty, które pozostały w całości lub w części niezrealizowane. Choć w niektórych przypadkach Ukraińcy otrzymali zwrot pieniędzy lub brakującą broń, to ministerstwo „wydało setki milionów dolarów” na niewypełnione umowy.
Według ISW siły ukraińskie przeprowadziły operacje kontrofensywne na trzech odcinkach frontu, gdzie odnotowano postępy m.in. wokół Bachmutu. Według relacji jednego z rosyjskich blogerów wojennych doszło do kolejnych ataków ukraińskich na północny i południowy zachód oraz północny wschód od miasta. Ukraińcy posunęli się naprzód w rejonie Krasnopoliwki, ok. 12 km na północny wschód od Bachmutu. Tymczasem Rosjanie zrobili postępy w rejonie Kupiańska i kontynuowali ataki wzdłuż linii Swatowe–Kreminna. Siły ukraińskie kontynuowały operacje kontrofensywne, podczas gdy siły rosyjskie przeprowadziły ograniczone ataki w pobliżu Bachmutu. Wojska rosyjskie i ukraińskie przeprowadziły ograniczone ataki na linię miasta Awdijiwka–Donieck i osiągnęły niewielkie postępy. Ukraińcy przeprowadzili także ograniczone ataki wzdłuż granicy między zachodnim obwodem donieckim a wschodnim obwodem zaporoskim oraz w zachodnim obwodzie zaporoskim.

### 20 czerwca
Według rzecznika SG Ukrainy Andrija Kowalowa w niektórych sektorach frontu toczyły się „ciężkie walki”, a w ciągu ostatnich 45h doszło do 24 starć. W kierunku Melitopola i Berdiańska, po zdobyciu Pjatychatek, jednostki armii ukraińskiej próbowały przedostać się do kolejnej wsi; trwały ciężkie walki. Dodał także, że w „ciągu doby na kierunkach Nowodariwka–Pryjutne, Makariwka–Riwnopil i Nowodanyliwka–Robotyne Ukraińcy odnieśli częściowe sukcesy, umacniając się na osiągniętych rubieżach”. Sztab Ukrainy poinformował o rozpoczęciu ataków sił rosyjskich w obwodzie donieckim i ługańskim. Wojska rosyjskie wzmogły ataki na wschodzie Ukrainy i zaatakowały wsie w pobliżu Łymanu i Kupiańska, co miało prawdopodobnie odciążyć inne odcinku frontu; wszystkie ataki zostały odparte. W ciągu tygodnia Rosja przejęła kontrolę nad niewielką ilością terytoriów w pobliżu Swatowego i Kreminnej. Rosyjskie Ministerstwo Obrony poinformowało, że siły rosyjskie uderzyły w osiem składów amunicji na Ukrainie i odparły ataki wojsk ukraińskich z trzech kierunków.
SG Ukrainy podał, że Rosjanie atakowali w kierunkach Łymanu, Bachmutu i Szachtarska, gdzie odparto do 40 ataków. W kierunku łymańskim siły rosyjskie prowadziły ataki w pobliżu Jampoliwki. W kierunku bachmuckim przeprowadzono nieudane ataki w okolicy Orichowo-Wasyliwki. W kierunku szachtarskim prowadzono bezskuteczne ataki w kierunku Nowomychajliwki. W ciągu doby siły rosyjskie przeprowadziły osiem ataków rakietowych, 83 naloty i 58 ostrzałów na pozycje ukraińskie i tereny zaludnione. Lotnictwo ukraińskie dokonało 9 nalotów na miejsca koncentracji i trzy na kompleksy rakiet przeciwlotniczych; artyleria zaatakowała trzy punkty kontrolne, obszar koncentracji, trzy stacje walki radioelektronicznej, 18 jednostek artylerii i system obrony powietrznej. Ponadto Rosjanie aktywnie rozpowszechniali informacje o ewakuacji w przypadku przełomu SZ Ukrainy. W Geniczesku na telefony współpracowników wysyłano SMSy ze szczegółowymi instrukcjami i współrzędnymi punktów ewakuacyjnych, co z kolei wywołało panikę. Ukraińskie wojsko twierdziło, że zniszczyło lub uszkodziło 46 jednostek rosyjskiego sprzętu i spowodowało utratę pięciu rosyjskich kompanii wojskowych na froncie południowym.
W godzinach nocnych Rosja przeprowadziła kolejny zmasowany atak dronów na Ukrainę, w wyniku czego ataki odnotowano w Kijowie, Lwowie, Zaporożu i Mikołajowie. Ukraińskie wojsko podało, że zestrzelono 28 z 30 dronów Shahed nad Kijowem i kolejne trzy w Mikołajowie. Z kolei Zaporoże zostało zaatakowane ośmioma rakietami balistycznymi Iskander-M i S-300. Według szefa administracji Siergieja Popko alarmy w stolicy trwały ponad 3h, ponieważ drony nadlatywały falami z różnych kierunków. Gubernator obwodu lwowskiego Maksym Kozicki powiedział, że jeden dron uderzył w obiekt infrastruktury krytycznej 70 km od Polski. Dwie osoby zginęły w oddzielnych atakach w obwodzie chersońskim i sumskim.
Administracja regionalna poinformowała, że ok. 11:00 rosyjskie wojska ostrzeliwały dzielnice mieszkalne w Chersoniu, w wyniku czego zginął mężczyzna. Ostrzał uderzył m.in. w domy, przedszkole, placówkę oświatową i stację paliw. Dodatkowo pod ostrzałem znalazła się załoga karetki pogotowia. Według źródeł ukraińskich ok. 13:30 grupa pracowników służb ratowniczych znalazła się pod rosyjskim ostrzałem podczas wykonywania zadań związanych z usuwaniem skutków powodzi w jednej z dzielnic Chersonia. Jeden z pracowników zginął na miejscu, a ośmiu zostało rannych. Urzędnicy rosyjscy stwierdzili, że jedna osoba zginęła, a cztery zostały ranne w wyniku uderzenia ukraińskiego drona w Nowej Kachowce.
W opinii ISW Ukraińcy przeprowadzili operacje kontrofensywne na co najmniej dwóch odcinkach frontu. Siły rosyjskie kontynuowały wzmożone tempo ataków pod Kreminną oraz ataki wzdłuż linii Awdijiwka–Donieck. Siły rosyjskie i ukraińskie kontynuowały ataki w pobliżu Bachmutu. Wojska ukraińskie kontynuowały działania kontrofensywne na granicy obwodu zaporoskiego i donieckiego oraz kontynuowały ograniczone ataki w zachodnim obwodzie zaporoskim. Brytyjskie MON podało, że w południowej części Ukrainy trwały intensywne walki. W ciągu ostatnich tygodni Rosja kontynuowała budowę głębokiej linii obrony, zwłaszcza na Krymie. Obejmowało to strefę obronną o długości 9 km, 3,5 km na północ od miasta Armiańsk, na wąskim fragmencie lądu łączącym Krym z obwodem chersońskim. Zdaniem Ministerstwa „rozbudowana obrona jest dowodem, że rosyjskie dowództwo ma przekonanie, iż Ukraina może uderzyć na Krym”.
W podsumowaniu OSW Ukraińcy próbowali przerwać obronę Rosjan w obwodzie zaporoskim i zachodnim obwodzie donieckim. Ataki ponawiane były na południe od Wełykiej Nowosiłki oraz na południe i zachód od Orichiwu. Ciężkie walki toczyły się o Pjatychatky. 19 czerwca Pjatychatky stały się ósmą odzyskaną miejscowością przez siły ukraińskie na kierunku taurydzkim. 20 czerwca rzecznik SG Andrij Kowalow poinformował, że trwały ataki na kierunkach melitopolskim i berdiańskim. Wzrosła także intensywność walk na zachód i południe od Kreminnej, gdzie według źródeł ukraińskich 19 czerwca Rosjanie podjęli nieudaną próbę przełamania pozycji ukraińskich w kierunku rzek Żerebeć i Doniec. Rosjanie nieznacznie poprawili swoje położenie na południe od Marjinki. W okolicach Awdijiwki, na zachód od Bachmutu oraz na północny wschód od Kupiańska intensywność ataków była niższa niż na pozostałych kierunkach.
Prezydent Francji Emmanuel Macron ogłosił, że kompleks przeciwrakietowy SAMP/T został rozmieszczony na Ukrainie oraz dodał, że już funkcjonuje i „chroni kluczowe obiekty i życie”. Z kolei premier Włoch Giorgia Meloni podała, że kolejny pakiet pomocy dla Ukrainy obejmie systemy SAMP/T, Skyguard i Spike. Ministerstwo Obrony Ukrainy poinformowało, że w krajach UE zostanie przeszkolonych 30 tys. żołnierzy w ramach Misji Wsparcia Wojskowego Unii Europejskiej wspierającej Ukrainę (EUMAM). Przedstawiciel Departamentu Stanu USA Stan Brown powiedział, że „proces rozpatrywania formalnych wniosków od sojuszników o transfer F-16 do Ukrainy jest już w toku, ale może zająć kilka miesięcy”, ponieważ trwało kompletowanie formalności i wniosków m.in. od Holandii, aby móc rozpocząć szkolenia na F-16. Rzeczniczka państwowego koncernu Ukroboronprom poinformowała, że Ukraina z powodzeniem wykorzystała ukraiński dron o zasięgu 1000 km. Ponadto SZ Ukrainy otrzymały pierwszą partię pocisków artyleryjskich 122 mm, których produkcję rozpoczął Ukroboronprom. Ten typ pocisku był używany przez ukraińską artylerię, w tym haubicę D-30 i haubicą samobieżną 2S1 Goździk.

### 21 czerwca
Prezydent Wołodymyr Zełenski przyznał, że od początku kontrofensywy SZ postępy na polu walki są „wolniejsze niż oczekiwano”. Zaznaczył, że ofensywa nie jest łatwa, ponieważ 200 tys. km² terytorium zostało zaminowane przez wojska rosyjskie. Jednocześnie podkreślił, że „nieważne, jak daleko posuniemy się w kontrofensywie, nie pozwolimy na zamrożenie konfliktu, bo to jest wojna i byłby to beznadziejny rozwój wydarzeń dla Ukrainy”. Siły ukraińskie kontynuowały ofensywę w trzech kierunkach: Melitopola, Berdiańska i Łymanu. Według dowódcy sił lądowych generała Ołeksandra Syrskiego, obrona Bachmutu była priorytetem dla strony rosyjskiej. Ponadto armia rosyjska rozmieszczała tam nowe jednostki. Dowódca zgrupowania wojsk Tauryda generał Ołeksandr Tarnawski oświadczył, że „na kierunku taurydzkim (zaporoskim) armia ukraińska systematycznie wypierała wroga z pozycji i kontynuowała postępy. Sukcesy sił obrony są już widoczne”. Dodał także, iż w ciągu ostatniej doby straty rosyjskie sięgnęły „niemal trzech kompanii” oraz zniszczono lub uszkodzono 68 jednostek sprzętu, w tym sześć czołgów, pojazdy opancerzone i haubice samobieżne oraz trzy magazyny amunicji.
Sztab ukraiński poinformował, że FR koncentrowała się na atakach w kierunkach Łymanu, Bachmutu, Awdijiwki, Marjinki i Szachtarska, gdzie odparto ponad 40 ataków. W kierunku łymańskim siły rosyjskie prowadziły ataki w pobliżu Dibrowej i Biłohoriwki. W kierunku bachmuckim przeprowadzono nieudane ataki w okolicy Orichowo-Wasyliwki, Iwaniwskiego i Biłej Hory. W kierunkach awdijiwskim, marjińskim i szachtarskim prowadzono bezskuteczne ataki w pobliżu Awdijiwki, Siewiernego, Pierwomajskiego, Marjinki, Pobiedy, Nowomychajłiwki i Wuhłedaru. W ciągu 24h Rosjanie przeprowadzili 44 ataki rakietowe i lotnicze oraz 47 ostrzałów z wyrzutni rakietowych (odnotowano zabitych i rannych wśród cywilów). Ukraińskie lotnictwo dokonało 12 nalotów na miejsca koncentracji i sześć na przeciwlotnicze systemy rakietowe, z kolei artyleria uderzyła w trzy punkty kontrolne, kompleks rakiet przeciwlotniczych, dwa obszary koncentracji, 13 jednostek artylerii, dwie stacje walki radioelektrownicznej i magazyn amunicji.
W godzinach nocnych Rosja zaatakowała z północy dronami szturmowymi Shahed 136/131, jednak według armii ukraińskiej „wszystkie drony kamikadze zostały zniszczone (...) w obwodzie chmielnickim”. W ciągu doby zniszczono także cztery drony rozpoznawcze różnego typu. Cztery osoby zostały ranne w wyniku ataku rakietowego przeprowadzonego przez siły rosyjskie w Pokrowsku. Według szefa ruchu „Jesteśmy razem z Rosją” Władimira Rogowa, siły rosyjskie uderzyły z broni dalekiego zasięgu w magazyn amunicji w Zaporożu. Rosyjskie Ministerstwo Obrony poinformowało, że precyzyjnie kierowana broń morska zaatakowała magazyny sprzętu wojskowego produkowanego przez kraje zachodnie, nie określając miejsca uderzeń. W nocy z wtorku na środę doszło do eksplozji na linii kolejowej w pobliżu Teodozji, w wyniku czego ruch pociągów został tymczasowo wstrzymany. Nie odnotowano doniesień o zabitych i rannych.
Dwa ukraińskie drony rozbiły się w trakcie zbliżania się do składów bazy wojskowej we wsi Kalininiec, położonej ok. 50 km na południowy zachód od Moskwy, w rejonie rozmieszczenia 2 Dywizji Zmechanizowanej. Według strony rosyjskiej, za pomocą walki elektronicznej zneutralizowano pod Moskwą trzy ukraińskie drony. Zdaniem rosyjskich mediów dwa drony spadły we wsi Łunino, a trzeci został znaleziony 20 km od pozostałych. Ministerstwo Obrony FR nazwało incydent próbą aktu terrorystycznego ze strony Ukrainy. Strona ukraińska nie skomentowała tych doniesień.
W ocenie ISW wolniejsze od oczekiwanego tempo ukraińskiej kontrofensywy nie było wskaźnikiem ogólnego potencjału, a armia prawdopodobnie stwarzała warunki do przyszłego głównego uderzenia pomimo początkowych niepowodzeń. Według ekspertów „władze ukraińskie od dawna sygnalizowały, że kontrofensywa będzie serią stopniowych i następujących po sobie działań; ponadto podano, że te działania nie stanowiły głównego kierunku kontrofensywy”. Siły ukraińskie przeprowadziły operacje kontrofensywne na co najmniej trzech odcinkach frontu. Tymczasem wojska rosyjskie i ukraińskie nadal toczyły bitwy pozycyjne wzdłuż linii Kupiańsk–Swatowe. Siły ukraińskie kontynuowały działania kontrofensywne pod Kreminną oraz przeprowadziły ograniczone ataki wzdłuż granicy między zachodnim obwodem donieckim a wschodnim obwodem zaporoskim. Siły rosyjskie i ukraińskie kontynuowały ograniczone ataki w rejonie Bachmutu i wzdłuż linii Awdijiwka–Donieck oraz przeprowadziły ograniczone ataki w zachodnim obwodzie zaporoskim.
Rzeczniczka Pentagonu Sabrina Singh oświadczyła, że Stany Zjednoczone popełniły błędy w wycenie sprzętu przekazanego Ukrainie o łącznie 6,2 mld dolarów w ciągu ostatnich dwóch lat fiskalnych, choć początkowo podawano ok. 3 mld dolarów. Premier Łotwy Arturs Krišjānis Kariņš poinformował, że kończy przekazywanie floty śmigłowców wojskowych wojskom ukraińskim. Ursula von der Leyen ogłosiła plan wsparcia finansowego dla Ukrainy. Unia Europejska pokryje 45% wszystkich potrzeb Ukrainy w finansowaniu jej odbudowy do 2027 roku.
Dyrektor generalny MAEA Raphael Grossi określił sytuację w zajętej przez siły rosyjskie Zaporoskiej Elektrowni Jądrowej jako „wyjątkowo niestabilną”. Z raportu MAEA wynikało, że eksplozja Kachowskiej Elektrowni Wodnej stworzyła dodatkowe zagrożenie dla funkcjonowania elektrowni jądrowej. Zdjęcia satelitarne pokazały, że zbiornik Kachowka przestał istnieć; pozostał tylko Dniepr, kilka dopływów i kilka małych jezior w regionie.

### 22 czerwca
Wiceminister obrony Ukrainy Hanna Malar powiedziała, że siły ukraińskie w rejonie Kreminnej odniosły częściowy sukces i zdobyły przyczółki na nowych pozycjach. Rzecznik sił ukraińskich na kierunku taurydzkim kpt. Walerij Szerszen powiedział, że Ukraińcy posunęli się do 1 km na zachód od obwodu zaporoskiego i na granicę między obwodami zaporoskim i donieckim. Rosyjskie Ministerstwo Obrony poinformowało, że wojska ukraińskie przeprowadziły nieudane ataki na froncie Awdijiwka–Donieck. Rzecznik SG Ukrainy Andrij Kowalow poinformował, że na kierunku Łymanu oddziały ukraińskie nadal prowadziły ataki i odniosły „częściowy sukces” w rejonie Biłohoriwki i Dibrowej. Dodał także, że „szczególnie ciężkie walki” trwały w rejonie na południowy zachód od Dibrowej, koło rezerwatu Serebriańskiego.
Według ukraińskiego Sztabu, Rosjanie skupiali się na atakach w kierunkach Kupiańska, Łymanu, Awdijiwki i Marjinki, gdzie odparto ponad 30 ataków. W kierunkach kupiańskim i łymańskim siły rosyjskie prowadziły ataki w pobliżu Sinkiwski i Biłohoriwki. W kierunkach awdijiwskim i marjińskim prowadzono bezskuteczne ataki w pobliżu Siewiernego, Awdijiwki, Marjinki i Pobiedy. W ciągu doby Rosja przeprowadziła sześć ataków rakietowych, 49 nalotów i ok. 50 ostrzałów z systemów rakietowych. Lotnictwo Ukrainy dokonało siedmiu nalotów na miejsca koncentracji i cztery na przeciwlotnicze systemy rakietowe; artyleria ostrzelała punkt dowodzenia, cztery rejony koncentracji, dwa magazyny amunicji, magazyn paliw i smarów, 23 jednostki artylerii, dwie stacji walki radioelektronicznej i dwa węzły komunikacyjne.
Rosja przeprowadziła kolejną falę ataków rakietowych i dronów na Ukrainę. Armia ukraińska poinformowała, że Rosjanie wystrzelili cztery drony Shahed 136, trzy rakiety Ch-22 i trzy pociski balistyczne Ch-47M2 Kindżał; trzy drony zostały zestrzelone, z kolei pociski wycelowane w obwód dniepropetrowski „nie osiągnęły celu”. Ataki odnotowano w Krzywym Rogu i Odessie. Mer Ołeksandr Wiłkuł poinformował, że pociski trafiły w dzielnicę Kryworizka, uszkadzając 10 budynków mieszkalnych oraz infrastrukturę cywilną. Jedna osoba zginęła w oddzielnym ataku w Czasiw Jarze, a 13 innych zostało rannych w atakach w 10 obwodach. Rosja przeprowadziła 91 ostrzałów, wystrzeliwując 415 pocisków z moździerzy, artylerii, „Gradów”, dronów i lotnictwa na obwód chersoński. Sam Chersoń został trafiony 26 pociskami. W wyniku ostrzałów siedmiu cywilów zostało rannych.
Prorosyjski gubernator obwodu chersońskiego Wołodymyr Saldo stwierdził, że ukraiński pocisk uderzył w most Chonhar łączący Krym z Ukrainą kontynentalną, mówiąc, że prawdopodobnie użyto pocisku Storm Shadow. Nawierzchnia jezdni na moście została uszkodzona. Nie zgłoszono żadnych ofiar, jednak ruch został na nim zamknięty i przekierowany. Saldo podał także, że inne mosty również zostały uszkodzone. Według szef administracji Krymu Siergieja Aksionowa, uderzenie nastąpiło w godzinach nocnych. Droga przez Chongar jest najkrótszą drogą z Krymu do Melitopola i dalej na front południowy, gdzie próbowała posuwać się armia ukraińska. Rzecznik ukraińskiego wywiadu Andrij Jusow komentując ostrzał mostu w miejscowości Czonhar, oświadczył, że była to „planowa praca sił bezpieczeństwa, sił obrony, ruchu oporu i miejscowej ludności, która czeka na powrót legalnych władz ukraińskich na tych obszarach”, a następnie dodał, że „ciąg dalszy nastąpi”. Eksplozje odnotowano również w Dżankoju. W Rosji zgłoszono atak drona w Kursku, podczas gdy na Białorusi w obwodzie brzeskim rozbił się śmigłowiec Mi-24 podobno należący do rosyjskich sił powietrznych.
Unia Europejska zapowiedziała przekazanie Ukrainie 1,5 mld euro w ramach pomocy makrofinansowej.
Prezydent Wołodymyr Zełenski poinformował, że Rosja rozważała akt terrorystyczny w Zaporoskiej Elektrowni Jądrowej, twierdząc: „Rosja wykorzystuje elektrownię jądrową w Zaporożu jako element swojej agresji. Okupuje stację. Przykrywa tym ostrzał sąsiednich miast. Trzyma tam broń i żołnierzy. Teraz nasz wywiad otrzymał informację, że Rosja rozważa scenariusz aktu terrorystycznego w elektrowni jądrowej. Akt terrorystyczny z uwolnieniem promieniowania. Przygotowali do tego wszystko”. Według ISW rosyjski akt sabotażu w elektrowni atomowej był mało prawdopodobny, jednak nie można było go wykluczyć. Siły ukraińskie kontynuowały kontrofensywę w co najmniej trzech sektorach frontu i prawdopodobnie zrobiły pewne postępy. Tymczasem siły rosyjskie i ukraińskie kontynuowały ataki w pobliżu linii Kupiańsk–Swatowe oraz przeprowadziły ograniczone ataki wzdłuż linii Awdijiwka–Donieck.
Ukraińcy kontynuowali działania kontrofensywne pod Kreminną i w zachodnim obwodzie zaporoskim. Wojska ukraińskie i rosyjskie kontynuowały ofensywy na granicy obwodów donieckiego i zaporoskiego. Rosjanie przeprowadzili ograniczone ataki w pobliżu Bachmutu. Ponadto ukraińscy urzędnicy poinformowali, że Rosja przenosiła jednostki Specnaz do obwodów kurskiego i briańskiego w celu walki z rosyjską partyzantką.

### 23 czerwca

#### Ukraina
Armia ukraińska poinformowała o postępach ofensywy przeciwko Rosjanom, prowadzonej na południu Ukrainy. Dowódca grupy wojsk Tauryda, generał Ołeksandr Tarnawski, podał, że w ciągu doby ukraińskie wojska rakietowe i artyleryjskie przeprowadziły 1344 uderzenia ogniowe. Wojska rosyjskie straciły ponad trzy kompanie żołnierzy; zniszczono 51 jednostek sprzętu, w tym trzy czołgi, kilka dronów, działa samobieżne i haubice oraz sześć składów amunicji. Wiceminister obrony Hanna Malar poinformowała, że Ukraińcy stopniowo posuwali się naprzód, choć nie należy spodziewać się, że ofensywa będzie czymś bardzo szybkim. Malar stwierdziła także, że „główne wydarzenia są jeszcze przed nami. Część rezerw [ukraińskich] – to odbywa się etapami – będzie zaangażowana później”. Według niej w rosyjskiej armii miała miejsce „panika”, a jej siły były przerzucane na południe i wschód Ukrainy z innych kierunków; „Przerzucają całe pododdziały, ściągając te najsilniejsze. I na południe, i na wschód przerzucane były oddziały desantowo-szturmowe”.
Sztab Ukrainy podał, że Rosja podejmowała próby ataków w kierunkach Łymanu, Awdijiwki, Marjinki i Szachtarska, gdzie odparto ponad 28 ataków. W kierunku łymańskim siły rosyjskie prowadziły nieudane ataki w okolicy Wesełego i Dibrowej. W kierunkach awdijiwskim, marjińskim i szachtarskim prowadzono bezskuteczne ataki w pobliżu Awdijiwki, Marjinki, Wuchłedaru i Zołotej Niwy. W ciągu 24h siły rosyjskie przeprowadziły 14 ataków rakietowych, 51 nalotów i 59 ostrzałów z systemów rakietowych. Lotnictwo ukraińskie dokonało 13 nalotów na miejsca koncentracji, z kolei artyleria zniszczyła cztery rejony koncentracji, 15 jednostek artylerii, dwie stacje walki radioelektronicznej i pięć środków obrony powietrznej. Ukraińska prawda poinformowała, że w Mariupolu doszło do eksplozji, w której zginęło czterech rosyjskich oficerów. Był to zaplanowany atak przeprowadzony przez tamtejszy ukraiński ruch oporu.
Ukraińskie Siły Powietrzne poinformowały, że zniszczono wszystkie 13 pocisków manewrujących Ch-101/Ch-555 (wystrzelonych z czterech Tu-95MS znad Morza Kaspijskiego) i jeden dron wycelowany w lotnisko wojskowe w obwodzie chmielnickim. Zniszczono także jednego drona rozpoznawczego nieokreślonego typu. Atak miał miejsce między 3:00 a 4:00 czasu lokalnego. W wyniku spadających odłamków rakiet zestrzelonych podczas ataku jeden z budynków zapalił się. Dwie osoby zginęły, a cztery zostały ranne po tym, jak rosyjski ostrzał uderzył w budynek firmy transportowej w Chersoniu. Rosjanie użyli 14 pocisków manewrujących Ch-101/Ch-555, trzy drony Shahed 136 i cztery pociski S-300 na terytorium obwodu zaporoskiego. Obrona przeciwlotnicza zniszczyła wszystkie rakiety i dwa drony.
Turecka firma Baykar wydała licencje na produkcję dronów na Ukrainie. Produkcja dronów bojowych Bayraktar TB2 i Akıncı ma się rozpocząć w 2025 roku.
Według ISW siły ukraińskie przeprowadziły operacje kontrofensywne na co najmniej dwóch odcinkach frontu. Rosjanie kontynuowali ograniczone ataki w rejonie Kupiańska, a siły rosyjskie i ukraińskie kontynuowały potyczki na południe od Kreminnej. Siły rosyjskie nie przeprowadziły żadnych potwierdzonych ataków w rejonie Bachmutu. Wojska rosyjskie i ukraińskie kontynuowały ograniczone ataki wzdłuż linii Awdijiwka–Donieck oraz ataki na granicy zachodniego obwodu donieckiego i wschodniego obwodu zaporoskiego. Ukraińcy kontynuowali kontrofensywę w zachodnim obwodzie zaporoskim. Ponadto ukraińscy urzędnicy poinformowali, że okupacyjna administracja rosyjska nadal lekceważyła życie ukraińskiej ludności cywilnej na zajętych terytoriach.
W podsumowaniu OSW Ukraińcy kontynuowali ataki na pozycje rosyjskie na południe i zachód od Orichiwu oraz na południe od Wełykiej Nowosiłki. Rzecznik SG Ukrainy Andrij Kowalow poinformował, że siły ukraińskie osiągnęły częściowy sukces na południe od Orichiwu i umacniały się w rejonach Nowodanyliwka–Robotyne i Mała Tokmaczka–Nowofedoriwka. Według innych źródeł Ukraińcom udało się podejść pod pierwszą linię rosyjskich okopów na północ od Robotyne, lecz zostali stamtąd odparci. Bez zmian zakończyły się kolejne walki o Pjatychatky. Według niektórych źródeł aktywność ukraińska w zachodnim obwodzie donieckim uległa znaczącemu zmniejszeniu. Siły rosyjskie kontynuowały atak na północny wschód od Kupiańska, zbliżając się do niego pomiędzy pozycjami ukraińskimi w rejonie Syńkiwki a rzeką Oskoł. Ciężkie walki toczyły się na południe i zachód od Kreminnej. Rosjanie osiągnęli tam postępy i dalej atakowali w kierunku rzeki Doniec na północny wschód od Siewierska. Bez większego powodzenia zakończyły się ataki rosyjskie w kierunku rzeki Żerebeć oraz kontrataki ukraińskie na południe i zachód od Kreminnej. Znaczących zmian nie przyniosły także walki w okolicach Awdijiwki i Marjinki oraz na zachód od Bachmutu, gdzie ataki podejmowały obie strony.

#### Rosja
W nocy o 21:10 na kanałach Telegram należących do Grupy Wagnera opublikowano nagranie, na którym obóz najemników został zaatakowany rakietami przez Ministerstwo Obrony FR. Później Jewgienij Prigożyn oświadczył, że obóz oddziałów Grupy Wagnera zlokalizowany w Rostowie nad Donem został ostrzelany przez regularne wojska Federacji Rosyjskiej, co skutkowało ofiarami śmiertelnymi w tych oddziałach; według doniesień zginęło 2 tys. najemników. Oskarżył rosyjskiego ministra obrony Siergieja Szojgu o ataki rakietowe i zapowiedział odwet, ogłaszając bunt przeciwko rosyjskiemu dowództwu wojskowemu, twierdząc, że był to „marsz sprawiedliwości” przeciwko władzom wojskowym. Poprosił również, aby regularne jednostki nie wchodziły mu w drogę lub zostaną zniszczone, a cywile pozostali w domu. FSB wszczęła sprawę karną za „podżeganie do powstania zbrojnego” i wydała nakaz aresztowania Prigożyna. Poprosiła także żołnierzy Wagnera, aby nie wykonywali jego rozkazów, nazywając jego działania podżeganiem do „konfliktu domowego”.
Później Prigożyn stwierdził, że minister obrony Szojgu opuścił Rostów nad Donem. Fakt, że Szojgu był w Rostowie, został zgłoszony na kanałach Telegramu. Informacja ta nie została oficjalnie potwierdzona. Rzecznik prasowy Dmitrij Pieskow powiedział, że Władimir Putin był świadomy sytuacji z Prigożynem, który faktycznie ogłosił zamiar wojskowego zamachu stanu. Moskiewski serwis informacyjny opublikował materiał filmowy z ruchu sprzętu wojskowego i patroli policyjnych przez centrum Moskwy. W stolicy ochroną zostały objęte wszystkie najważniejsze obiekty, urzędy państwowe oraz obiekty infrastruktury transportowej. W stan gotowości postawiono oddziały OMON i OMSN. W stolicy i obwodzie moskiewskim były przeprowadzane „działania antyterrorystyczne”. Były dowódca sił rosyjskich na Ukrainie generał Siergiej Surowikin wezwał Prigożyna do zaprzestania działań mówiąc, że wrogowie Rosji „tylko czekają na pogorszenie wewnętrznej sytuacji politycznej”. Prigożyn oświadczył, że wkroczył do obwodu rostowskiego. Gubernator obwodu Wasilij Gołubiew powiedział obywatelom, aby pozostali w domach. Prigożyn twierdził, że siły Wagnera zestrzeliły rosyjski helikopter.

### 24 czerwca

#### Ukraina
Generał wojsk ukraińskich Ołeksandr Tarnawski oświadczył, że Ukraińcy zajęli okolice miejscowości Krasnohoriwka w obwodzie donieckim, która znajdowała się od 2014 roku pod kontrolą separatystów Donieckiej Republiki Ludowej, a co najmniej od 2022 de facto pod kontrolą Rosji; wydarzenie to jest znaczącym sygnałem dla ukraińskiego wojska i społeczeństwa. Wydarzenie miało miejsce już kilka dni wcześniej, jednak Tarnawski stwierdził, że „wiadomość została opóźniona o tydzień z pewnych powodów taktycznych”. Wiceminister obrony Hanna Malar poinformowała o rozpoczęciu ukraińskiej ofensywy w obwodzie donieckim w kilku kierunkach jednocześnie. Ofensywa prowadzona była na kierunkach Orichowo-Wasyliwki, Bachmutu, Bohdaniwki, Jahidnego, Kiliszczijiwki, Kurdiumiwki, dodając, że „postęp był we wszystkich kierunkach”. Przekazała także, że "ciężkie walki trwały we wszystkich kierunkach ofensywy na południu". Ponadto SZ Ukrainy całkowicie przejęły kontrolę nad zachodnim brzegiem Kanału Doniec-Donbas. Armia ukraińska podała, że robiła postępy, głównie na odcinkach Nowodanyliwka–Robotyne i Mała Tokmaczka–Nowofedoriwka, oraz że stawiała opór rosyjskim ofensywom w rejonach Łymanu, Awdijiwki i Marjinki.
Według ukraińskiego Sztabu Rosja koncentrowała się na atakach w kierunkach Kupiańska, Łymanu, Bachmutu i Marjinki, gdzie Ukraińcy odparli do 29 ataków. W kierunkach kupiańskim i łymańskim prowadzono bezskuteczne ataki w kierunku Berestowego i Wesełego. W kierunku bachmuckim Rosjanie przeprowadzili nieudane ataki w okolicy Iwaniwskiego. W kierunku marjińskim prowadzono ataki w rejonie Marjinki, jednak bez sukcesu. W ciągu doby Rosjanie przeprowadzili 53 ataki rakietowe, 15 nalotów i ok. 50 ostrzałów na pozycje ukraińskie i tereny zaludnione. Ukraińskie lotnictwo dokonało 19 nalotów na miejsca koncentracji i kompleks rakiet przeciwlotniczych; artyleria zaatakowała przeciwlotniczy system rakietowy, trzy obszary koncentracji, 12 jednostek artylerii i dwie stacje walki radioelektronicznej. Ponadto siły rosyjskie w celu ukrycia strat wykorzystywały lokalną infrastrukturę do udzielania pomocy medycznej rannym żołnierzom. We wsi Kalanczak w obwodzie chersońskim na terenie szpitala rejonowego urządzono szpital wojskowy, w którym przebywało ok. 100 żołnierzy; zakazane było udzielanie pomocy ludności cywilnej. W obwodzie chersońskim nasilił się proces ewakuacji kolaborantów z rosyjskimi paszportami na okupowany Krym. Pracownicy FSB przeprowadzali działania filtrujące przeciwko każdemu zdrajcy.
W godzinach nocnych Rosja przeprowadziła kolejny masowy ostrzał ukraińskich miast, w tym Kijowa, Dniepru, Charkowa, Krzemieńczuka i Krzywego Rogu. Według ukraińskich sił zbrojnych, rosyjskie lotnictwo wystrzeliło 40 pocisków manewrujących Ch-101/Ch-555 znad Morza Kaspijskiego; wystrzelono również dwa pociski Kalibr i dwa drony Shahed. W atak zaangażowano także bombowce Tu-22M3, które wystrzeliły 9 pocisków Ch-22 z trzech kierunków: północy, wschodu i południa. Jurij Ignat podkreślił, że tych pocisków nie można zestrzelić środkami obrony powietrznej ponieważ rakieta, chociaż jest pociskiem skrzydlatym, leci po trajektorii balistycznej. Według armii ukraińskiej zestrzelono wszystkie 40 pocisków Ch-101/Ch-555, jeden pocisk Kalibr i oba drony. Pięć osób zginęło, a 11 zostało rannych po uderzeniu szczątków w wieżowiec w kijowskiej dzielnicy sołomjanskiej; w wyniku tego uszkodzone zostały cztery piętra 25-piętrowego budynku, a także ok. 40 samochodów. Trafienie rakietą odnotowano również w Dnieprze, gdzie 11 osób zostało rannych, w tym dzieci. Cztery domy zostały doszczętnie zniszczone, a 25 zostało uszkodzonych. Doszło też do ataku rakietowego na Charków, gdzie jeden z pocisków S-300 trafił w rejon chłodnohirski. W miejscu uderzenia znajdowało się zapadlisko o średnicy 17 m, uszkodzone samochody i budynki prywatne. Jedna osoba zginęła w wyniku rosyjskiego ostrzału w Nikopolu; ostrzał uszkodził prywatne budynki mieszkalne, farmę, gazociąg i linie energetyczne.
Brytyjskie MON podało, że w ostatnich dniach Ukraińcy wznowili poważne operacje ofensywne przeciwko siłom rosyjskim na trzech kierunkach w południowej i wschodniej Ukrainie. Wykorzystali doświadczenia z pierwszych dwóch tygodni kontrofensywy, aby udoskonalić taktykę ataku na głęboką, dobrze przygotowaną rosyjską obronę, i czynili stopniowe, ale stałe postępy taktyczne w kluczowych obszarach. Z kolei obwodzie ługańskim oddziały rosyjskie podjęły znaczące wysiłki w celu przeprowadzenia ataku w rezerwacie Serebriańskim w pobliżu Kreminnej. W opinii ISW siły ukraińskie przeprowadziły kontrofensywę na co najmniej dwóch odcinkach frontu i prawdopodobnie poczyniły postępy, z kolei na innych odcinkach trwały regularne walki.

#### Rosja
Dowódca Grupy Wagnera Prigożyn stwierdził w nagraniu audio, że ma do dyspozycji „25 tysięcy” bojowników, w tym żołnierzy, którzy zbiegli z armii rosyjskiej. Następnie prokurator generalny Igor Krasnow wszczął postępowanie karne przeciwko Prigożynowi za „bunt zbrojny”. W międzyczasie droga magistralna M4 między obwodem lipieckim a obwodem woroneskim została zamknięta po tym, jak gubernator Lipiecka Igor Artamonow stwierdził, że wcześniej z autostrady korzystał konwój pojazdów wojskowych. O 7:30 w Rostowie nad Donem Grupa Wagnera opanowała obiekty wojskowe, w tym kwaterę Południowego Okręgu Wojskowego i lotnisko. Prigożyn zażądał, aby do Rostowa przyjechał minister obrony Siergiej Szojgu oraz szef sztabu generalnego Walerij Gierasimow; jego żądanie nie zostało jednak zrealizowane. Następnie kolumna pojazdów z 25 tys. najemników Wagnera ruszyła na północ w kierunku Moskwy. W ciągu dnia minęła Woroneż, gdzie również przejęto kontrolę nad instalacjami wojskowymi, a następnie pojechała dalej na północ. W godzinach popołudniowych znajdowała się kilka godzin drogi od Moskwy. Aby nie dopuścić do przejęcia przez Grupę Wagnera znajdującego się w Woroneżu dużego magazynu paliw, śmigłowce szturmowe FR ostrzelały magazyn, wywołując duży pożar. W regionie odnotowano starcia między Wagnerem a siłami rosyjskimi. Później tego samego najemnicy dotarli do obwodu lipieckiego, dostrzeżono ich m.in. w pobliżu miasta Jelec, 390 km na południe od Moskwy.
Według agencji TASS w Moskwie zwiększono bezpieczeństwo w kluczowych obiektach i ogłoszono „pogotowie antyterrorystyczne”. ISW powiedział o wysiłkach Prigożyna, że jest „mało prawdopodobne, aby się powiodły” z powodu braku poparcia generała Siergieja Surowikina, byłego dowódcy sił rosyjskich na Ukrainie, który nazwał Putina „popularnie wybranym prezydentem Federacji Rosyjskiej”. W porannym przemówieniu telewizyjnym prezydent Władimir Putin powiedział, że „ci, którzy celowo podążają drogą zdrady, przygotowując zbrojną rebelię (...) zostaną ukarani”, lecz nie wspomniał bezpośrednio o Prigożynie. Czeczeński przywódca Ramzan Kadyrow zaoferował swoje siły, aby pomóc „zachować jednostki Rosji i bronić jej państwowości”, nazywając działania Prigożyna „nożem w plecy”. FSB dokonała nalotu na siedzibę Grupy Wagnera w Petersburgu i podobno przejęła kartony zawierające 4 miliardy rubli (47 milionów dolarów) z pojazdów w pobliżu biura. Prigożyn powiedział, że pieniądze były przeznaczone na pensje dla pracowników i inne wydatki firmy.
Wieczorem Prigożyn ogłosił, że po negocjacjach z prezydentem Białorusi Alaksandrem Łukaszenką wstrzymuje marsz swoich oddziałów na Moskwę „aby nie dopuścić do rozlewu krwi”, a następnie jego ludzie wycofają się do obozów wojskowych. Wówczas Grupa Wagnera znajdowała się ok. 200 km od stolicy. W zamian Prigożyn otrzymał pozwolenie na zesłanie na Białoruś oraz miano wycofać wszelkie zarzuty wobec niego i jego zwolenników. Ok. 23:00 (GMT+3) Grupa Wagnera zaczęła wycofywać swoje siły z Rostowa nad Donem.

### 25 czerwca
Siły ukraińskie stwierdziły, że 31 Brygada Zmechanizowana odbiła wieś Riwnopil (na zachód od Makariwki i Storożewe) w obwodzie donieckim, a także tereny wokół Krasnohoriwki w pobliżu Doniecka, które były w posiadaniu prorosyjskich separatystów od 2014 roku. Podano również, że udaremniono próbę wkroczenia rosyjskich sabotażystów do obwodu sumskiego.
Sztab Ukrainy podał, że Rosjanie atakowali w kierunkach Kupiańska, Łymanu, Bachmutu, Marjinki i Szachtarska, gdzie odparto do 36 ataków. W kierunkach kupiańskim i łymańskim siły rosyjskie prowadziły bezskuteczne ataki na zachód od Krywosziwki oraz w okolicach Wesełego i Rozdoliwki. W kierunku bachmuckim prowadzono nieudane ataki w pobliżu Minkiwki, Hryhoriwki i Bohdaniwki. W kierunkach marjińskim i szachtarskim prowadzono ataki w rejonie Marjinki i Nowomychajłiwki. W ciągu doby Rosjanie przeprowadzili jeden atak rakietowy, 33 naloty i ponad 45 ostrzałów (odnotowano rannych wśród cywilów i zniszczoną infrastrukturę). Lotnictwo Ukrainy dokonało ośmiu nalotów na miejsca koncentracji, z kolei artyleria uderzyła w dwa punkty kontrolne, trzy rejony koncentracji, cztery składy amunicji, stację walki radioelektronicznej i 10 jednostek artylerii. Według szefa ukraińskiego wywiadu generała Kyryło Budanowa Rosja zakończyła przygotowania do zniszczenia Zaporoskiej Elektrowni Jądrowej, zaminowywując zbiornik chłodzący elektrowni. Bez chłodzenia reaktory jądrowe mogłyby się stopić w okresie od 10h do 14 dni. Prorosyjscy urzędnicy w obwodzie zaporoskim powiedzieli, że siły rosyjskie zabiły „dwóch proukraińskich terrorystów” po nocnej strzelaninie w Berdiańsku. Biuro Rzecznika Praw Obywatelskich Ukrainy zidentyfikowało później zmarłych jako dwóch nastolatków, którzy byli prześladowani przez Rosjan pod zarzutem planowania sabotażu.
Rzecznik Wschodniego Zgrupowania Ukrainy Serhij Czerewaty stwierdził: „W kierunku Bachmutu siły ukraińskie utrzymywały inicjatywę, kontynuując akcje szturmowe, przytłaczając wroga. W ciągu dnia na południowych i północnych flankach wokół Bachmutu posunięto się od 600 do 1000 m”. Dodał także, że w ciągu doby w walkach zginęło 186 żołnierzy, 224 zostało rannych, a ośmiu wzięto do niewoli. W ocenie brytyjskiego Ministerstwa Obrony działania sił ukraińskich nabrały impetu w okolicach Bachmutu. W ramach wielobrygadowej operacji Ukraińcy poczynili postępy na północnej i południowej flance miasta. Zdaniem Ministerstwa „niewiele było dowodów na to, że Rosja utrzymywała jakiekolwiek znaczące rezerwy sił lądowych na poziomie operacyjnym i mogła je wykorzystać do wzmocnienia obrony przeciwko wielu zagrożeniom, przed którymi stoi w szeroko rozdzielonych sektorach, od Bachmutu do wschodniego brzegu Dniepru”.
W godzinach nocnych Rosjanie przeprowadzili atak rakietowy na przedmieścia Zaporoża za pomocą pocisków rakietowych S-300. Trafienia odnotowano na terenach otwartych, w tym w jednym z lokalnych przedsiębiorstw. Nie było doniesień o poszkodowanych. Znajdujące się w pobliżu ciężarówki i konstrukcje zostały uszkodzone. Jedna osoba zginęła w Wuhłedarrz w wyniku ostrzału. Ostrzelano z artylerii także Wełykę Nowosiłkę. W Torećku w wyniku ostrzału dwie osoby zostały ranne oraz uszkodzono dwa obiekty handlowe i budynek mieszkalny. W obwodach chersońskim, sumskim i czernihowskim odnotowano ostrzał i naloty sił rosyjskich. Gubernator Ołeksandr Prokudin poinformował, że w wyniku rosyjskiego ostrzału dzielnic mieszkalnych w Chersoniu jeden pocisk trafił w pięciopiętrowy budynek. Zginął 44-letni mężczyzna, a kobieta została uwięziona pod gruzami.
Według ISW bunt oddziałów Wagnera nie zmniejszył w istotny sposób zdolności bojowych sił rosyjskich na Ukrainie. Wiceminister obrony Hanna Malar, zaznaczyła, że bezpośrednio w czasie buntu widać było ruchy wojsk rosyjskich na Ukrainie. Rosjanie zaczęli zbierać swoje oddziały ze wschodniego odcinka frontu, aby przerzucić je w stronę Moskwy, ale w związku z rozwojem sytuacji, wojska te wróciły na wschód Ukrainy. Ukraińcy kontynuowali działania kontrofensywne na co najmniej trzech odcinkach frontu. Tymczasem siły rosyjskie kontynuowały ograniczone ataki w pobliżu Swatowego, Bachmutu i wzdłuż linii Awdijiwka–Donieck. Wojska rosyjskie i ukraińskie przeprowadziły ograniczone ataki w zachodnim obwodzie donieckim i zachodnim zaporoskim. Źródła rosyjskie stwierdziły, że Ukraińcy utrzymywali pozycje w pobliżu mostu Antonowskiego w obwodzie chersońskim.
Szef Niemieckiego Centrum Sytuacyjnego na Ukrainie generał brygady Christian Freuding powiedział, że do końca 2023 roku Niemcy dostarczą Ukrainie 45 kolejnych samobieżnych dział przeciwlotniczych Gepard, z których 15 dotrze w nadchodzących tygodniach. Ponadto niemiecki rząd ogłosił, że dostarczy Ukrainie kolejne dwa systemy obrony powietrznej IRIS-T do końca tego roku i cztery kolejne w roku przyszłym.
Gubernator rosyjskiego obwodu woroneskiego Aleksandr Gusiew poinformował, że jednostki Grupy Wagnera kończyły wycofywanie się z obwodu woroneskiego i lipieckiego.

### 26 czerwca
Według źródeł rosyjskich siłom ukraińskim udało się utworzyć przyczółek na lewym brzegu Dniepru w obwodzie chersońskim; nagranie z drona opublikowane na Telegramie pokazało walki na wcześniej kontrolowanym przez Rosję wybrzeżu w pobliżu mostu Antonowskiego. W poprzednich dniach rosyjscy blogerzy wojenni wielokrotnie uskarżali się na brak wsparcia lotniczego na tym odcinku frontu. Prezydent Zełenski złożył wizytę na froncie południowym, wręczając odznaczenia i bratając się z żołnierzami oraz chwaląc postępy armii ukraińskiej. Później w nagraniu wideo powiedział, że: „Obwód doniecki, Zaporoże. (...) Dzisiaj nasi żołnierze poczynili postępy we wszystkich obszarach i to jest szczęśliwy dzień. Życzę chłopakom więcej takich dni”. Wiceminister obrony Hanna Malar powiedziała, że wojska rosyjskie stawiały silny opór, jednocześnie ponosząc duże straty w ludziach i sprzęcie, które „były osiem razy większe niż nasze [ukraińskie]”. Dodała także, że na „wschodzie Ukrainy trwały ciężkie walki wokół Łymanu, Bachmutu, Awdijiwki i Marjinki, gdzie w ostatnim tygodniu doszło do 250 starć” oraz wzrosła liczba rosyjskich ostrzałów, których odnotowano ok. 6,5 tys. Według Malar w ubiegłym tygodniu Ukraińcy odzyskali 17 km² w obwodzie zaporoskim, podczas gdy od początku kontrofensywy wyzwolono łącznie 130 km², oraz posunęli się 1–2 km m.in. w rejonie Orichowo-Wasyliwki, Bachmutu, Jahidnego czy Kurdiumiwki.
SG Ukrainy poinformował, że FR skupiała się w kierunkach Kupiańska, Łymanu, Bachmutu, Awdijiwki i Marjinki, gdzie odparto do 38 ataków. W kierunkach kupiańskim i łymańskim siły rosyjskie prowadziły bezskuteczne ataki w okolicach Stelmachiwki, Biłohoriwki, Wesełego, Spiernego i Rozdoliwki. W kierunku bachmuckim prowadzono nieudane ataki w pobliżu Bohdaniwki. W kierunkach awdijiwskim i marjińskim prowadzono ataki w rejonie Pierwomajskiego i Marjinki. W ciągu doby siły rosyjskie przeprowadziły atak rakietowy m.in. za pomocą trzech pocisków S-300 oraz 33 naloty i ponad 45 ostrzałów. Lotnictwo ukraińskie dokonało sześciu nalotów na miejsca koncentracji, natomiast artyleria zaatakowała punkt kontrolny, 12 jednostek artylerii, obszar koncentracji i dwa składy amunicji. Rzecznik ukraińskiego wojska stwierdził, że Rosjanie użyli „chemiczną amunicję w aerozolu o działaniu duszącym na jedno ze stanowisk” ukraińskich. Do ataku miało dojść w zachodnim obwodzie zaporoskim. Ukraina stwierdziła, że wiatr zdmuchnął „amunicję w aerozolu” z powrotem na pozycje rosyjskie.
W godzinach nocnych siły powietrzne Ukrainy zniszczyły 2 z 3 rakiet Kalibr i 7 z 8 dronów Shahed 136/131 ze wschodniego wybrzeża Morza Azowskiego. Dodatkowo Rosjanie zaatakowali z kierunku północnego czterema dronami nieznanego typu, z których wszystkie zostały zniszczone. Nad ranem wojska rosyjskie zaatakowały dzielnice mieszkalne Chersonia i Antoniwki, w wyniku czego spłonęły budynki mieszkalne oraz uszkodzone zostały rury wodociągowe, gazowe i infrastruktura krytyczna. Gubernator Ołeksandr Prokudin poinformował, że armia rosyjska przeprowadziła w ciągu dnia 55 ostrzałów na obwód chersoński. W kierunku Chersonia wystrzelono 14 pocisków; dwie osoby zostały ranne. Dwie osoby zginęły, a jedna została ranna w wyniku rosyjskiego ostrzału w Nikopolu.
Ministrowie spraw zagranicznych UE zgodzili się na dodatkowe 3,5 mld euro pomocy wojskowej dla Ukrainy. Premier Australii Anthony Albanese ogłosił pakiet wojskowy dla Ukrainy o wartości 73,5 mln dolarów, który obejmował 28 pojazdów opancerzonych M113, 14 pojazdów do zadań specjalnych, 28 średnich ciężarówek i 14 przyczep, a także dodatkową dostawę amunicji artyleryjskiej 105 mm. Przedłużył również bezcłowy dostęp towarów importowanych z Ukrainy na kolejne 12 miesięcy, aby wesprzeć jej odbudowę i możliwości handlowe. Dodatkowe 6,7 miliona dolarów zostało przeznaczone na kierowany przez ONZ Fundusz Humanitarny dla Ukrainy. Bułgarski rząd również zatwierdził nowy pakiet pomocy wojskowej dla Ukrainy.
Brytyjskie MON potwierdziło, że ukraińskie siły powietrznodesantowe zrobiły niewielkie postępy na wschód od w Krasnohoriwki, odbijając terytorium okupowane przez Rosję od 2014 roku; był to jeden z pierwszych takich przypadków od czasu rosyjskiej inwazji w 2022 roku. Ponadto ostatnie wielokrotne, równoczesne ataki Ukraińców w Donbasie prawdopodobnie nadwyrężyły siły DRL i czeczeńskie działające na tym obszarze. Według ISW siły ukraińskie kontynuowały kontrofensywę i posuwały się naprzód na co najmniej dwóch odcinkach frontu. Tymczasem Rosjanie przeprowadzili ograniczone ataki na północny zachód od Swatowego i na południe od Kreminnej oraz wzdłuż linii Awdijiwka–Donieck. Wojska ukraińskie i rosyjskie kontynuowały ataki wokół Bachmutu, gdzie Ukraińcy prawdopodobnie posuwali się naprzód. Siły ukraińskie i rosyjskie kontynuowały także potyczki na granicy obwodu doniecko–zaporoskiego; siły ukraińskie osiągnęły postępy w tym regionie. Źródła rosyjskie stwierdziły, że Ukraińcy kontynuowali ograniczone ataki w zachodnim obwodzie zaporoskim. Ponadto wojska ukraińskie utrzymywały pozycje w pobliżu mostu Antonowskiego na wschodnim brzegu obwodu chersońskiego.
Jewgienij Prigożyn wydał swoje pierwsze oświadczenie od zakończenia buntu przeciwko rosyjskiemu dowództwu wojskowemu, mówiąc w 11-minutowym nagraniu audio, że działał, aby zapobiec zniszczeniu swojego sprzętu i że nie zamierzał obalić rosyjskiego rządu. Tego samego dnia minister obrony Siergiej Szojgu wystąpił publicznie po raz pierwszy od czasu buntu, pokazując film, na którym odwiedza oddziały na Ukrainie. W swoich pierwszych publicznych wystąpieniach po buncie prezydent Putin nadal potępiał działania Prigożyna, jednocześnie oskarżając Ukrainę i Zachód o chęć doprowadzenia do konfliktu domowego w Rosji.

### 27 czerwca

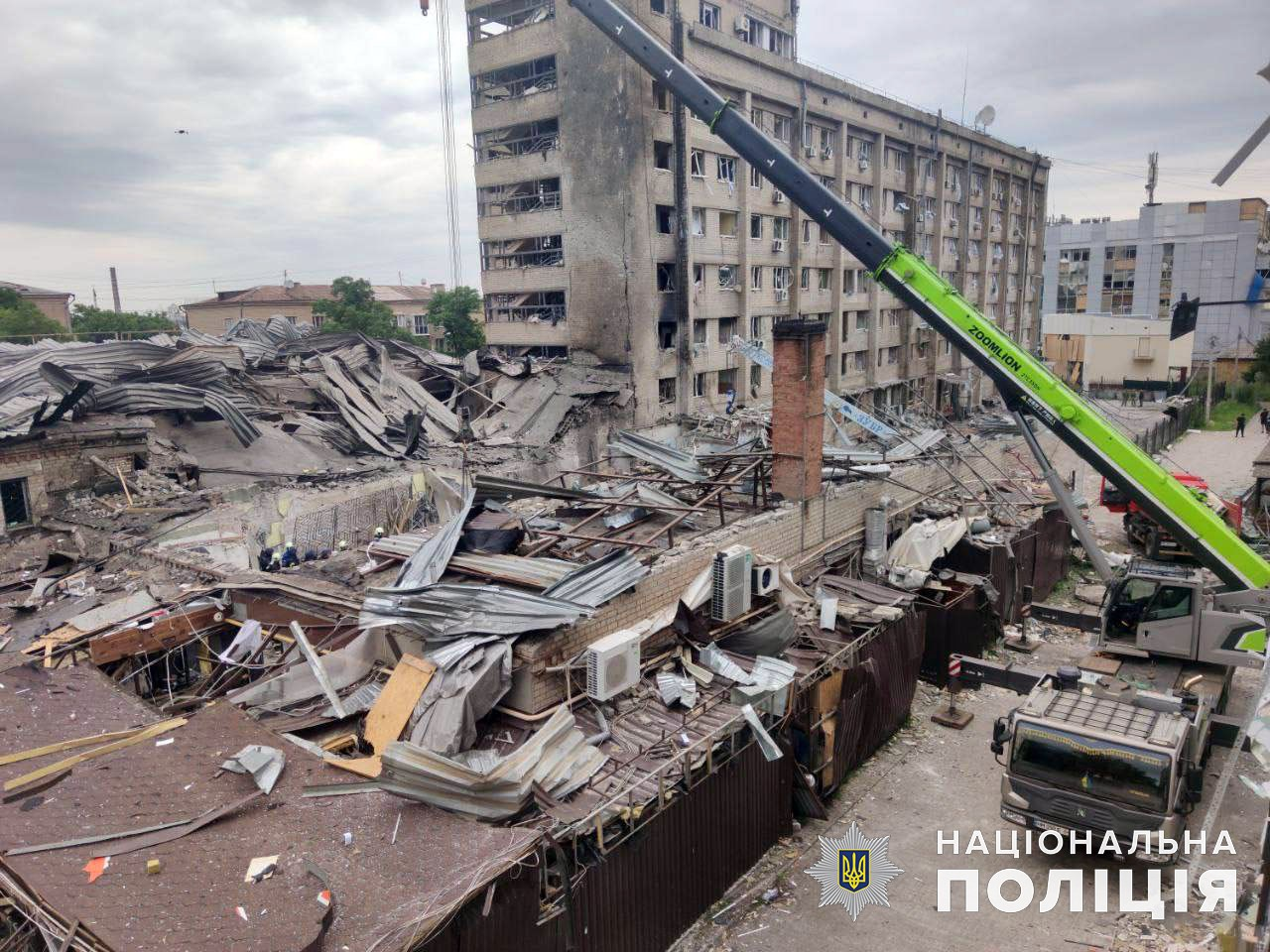
Następstwa wieczornego rosyjskiego ataku rakietowego na restaurację w Kramatorsku.

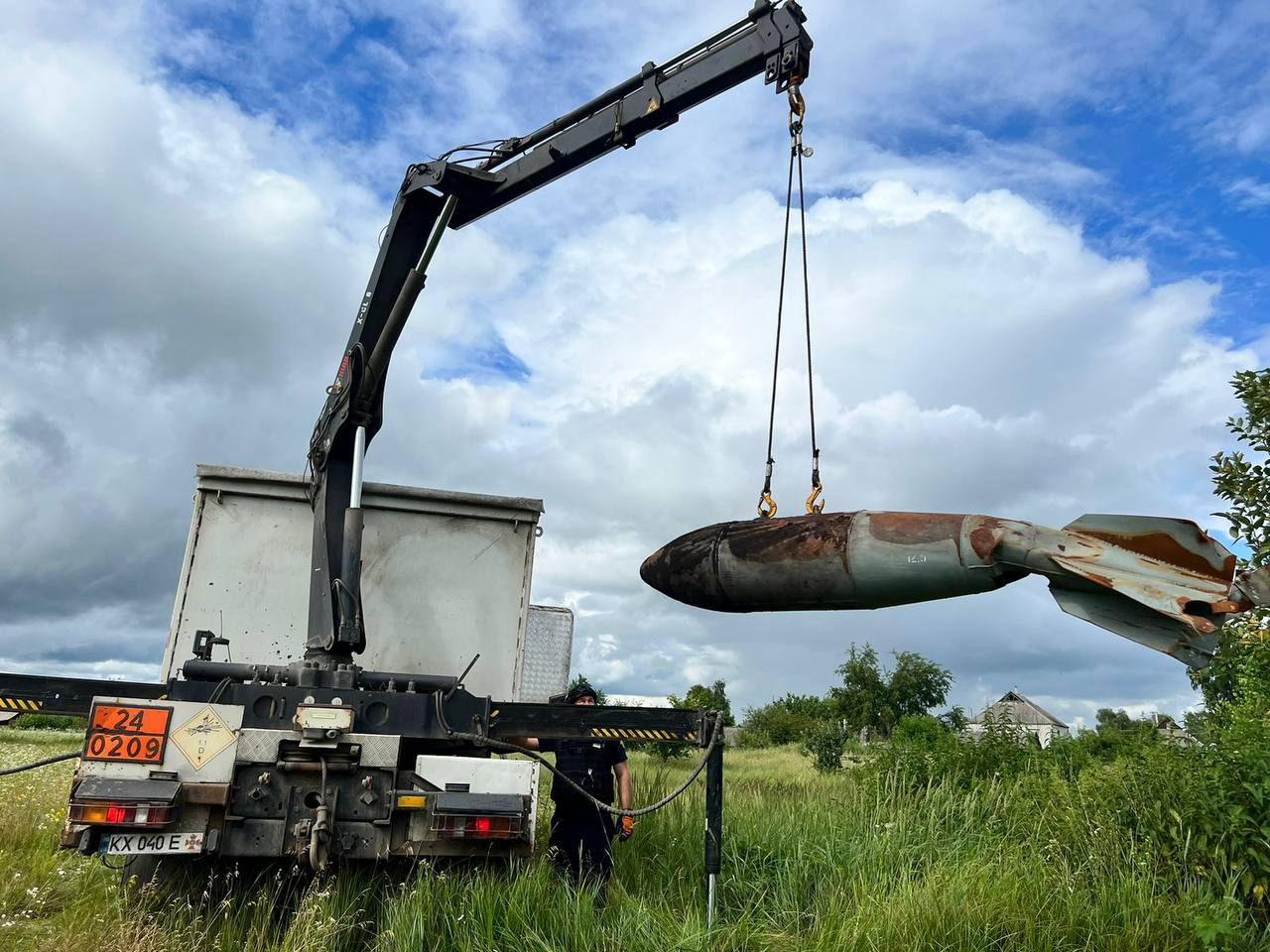
DSNS usuwa niewybuch zrzuconej przez Rosję bomby FAB-500, znalezionej w mieście Wołczańsk.

Rosjanie kilkukrotnie próbowali odzyskać swoje pozycję w pobliżu wsi Riwnopil. Ukraiński Sztab oświadczył, że wojska rosyjskie atakowały w kierunkach Łymanu, Bachmutu, Awdijiwki, Marjinki i Szachtarska, gdzie odparto ponad 30 ataków. W kierunku łymańskim Rosjanie prowadzili bezskuteczne ataki w okolicach Biłohoriwki. W kierunku bachmuckim prowadzono nieudane ataki w pobliżu Orichowo-Wasyliwki. W kierunkach awdijiwskim, marjińskim i szachtarskim prowadzono ataki w rejonie Awdijiwki, Marjinki, Pobiedy i Riwnopil. W ciągu 24h Rosjanie przeprowadzili siedem ataków rakietowych przy użyciu pięciu pocisków manewrujących Ch-22 i dwóch pocisków S-300, oraz 24 naloty i ponad 42 ostrzały (odnotowano zabitych i rannych wśród cywilów oraz zniszczoną infrastrukturę). Lotnictwo ukraińskie dokonało sześciu nalotów na miejsca koncentracji, natomiast artyleria zaatakowała punkt kontrolny, 12 jednostek artylerii, obszar koncentracji i dwa składy amunicji. Ukraińskie lotnictwo dokonało 18 nalotów na miejsca koncentracji i sześć na przeciwlotnicze systemy rakietowe; artyleria uderzyła w punkt kontrolny, dwa przeciwlotnicze kompleksy rakietowe Buk i cztery rejony koncentracji. Ponadto w Hornostajiwce Rosjanie przejmowali mieszkania Ukraińców, którzy wyjechali na kontrolowane terytorium Ukrainy lub zginęli w wyniku działań wojennych. Skradzione mieszkania były oznaczone znakami „własność Federacji Rosyjskiej”.
Ok. 19:50 czasu lokalnego Rosjanie wystrzelili dwie rakiety Iskander na Kramatorsk. Jedna z nich trafiła w pizzerię „RIA” w centrum miasta, zabijając co najmniej 11 osób i raniąc 61 kolejnych, w tym dzieci. Wśród rannych było też trzech obywateli Kolumbii. W tym czasie w restauracji znajdowało się ok. 80 osób, z większą liczbą potencjalnie uwięzionych. Następnie jedna osoba została aresztowana przez SBU pod zarzutem nakierowania rosyjskiego ognia na restaurację w ramach pracy dla GRU. Z kolei w pobliską miejscowość Bilenke trafiła druga rakieta, która zraniła 15 osób oraz zniszczyła domy prywatne.
Trzy osoby zginęły, a 12 zostało rannych w wyniku rosyjskich ostrzałów w obwodach zaporoskim i donieckim. Pociski wystrzelono również w Krzemieńczuk, co zbiegło się z pierwszą rocznicą ataku rakietowego na centrum handlowe, w którym zginęło 20 cywilów. W ciągu dnia obszary mieszkalne Chersonia znalazły pod ostrzałem artyleryjskim; kobieta i 36-letni mężczyzna zostali ranni. Rosjanie ostrzeliwali także frontowe i graniczne miejscowości w rejonach bogoduchowskim, charkowskim i kupianskim, lecz nie odnotowano zniszczeń na dużą skalę. Według raportu Kijowskiej Szkoły Ekonomiki Rosja od początku inwazji zniszczyła lub uszkodziła na Ukrainie 163 tys. budynków mieszkalnych o szacunkowej wartości 54 mld dolarów; 18 tys. stanowiły wielopiętrowe bloki, a 5 tys. zostało całkowicie zniszczonych. Najwięcej szkód wyrządziły rakiety i drony w obwodach donieckim, ługańskim i charkowskim.
Brytyjskie Ministerstwo Obrony podało, że uszkodzenie przez Ukraińców mostu czonharskiego, łączącego Krym z obwodem chersońskim, znacząco skomplikowało zaopatrzenie sił rosyjskich na Ukrainie. Tymczasowe zamknięcie trasy spowodowało, że rosyjska logistyka potrzebowała co najmniej 50% więcej czasu, aby dotrzeć na front innymi drogami. Zdaniem Ministerstwa Rosjanie „prawie na pewno zbudowali w ciągu 24h od ataku most pontonowy jako przeprawę zastępczą”. W opinii ISW siły ukraińskie przeprowadziły kontrofensywę na co najmniej czterech odcinkach frontu i prawdopodobnie odnotowały postępy. Wojska rosyjskie i ukraińskie kontynuowały ograniczone ataki na północny zachód od Swatowego i na południe od Kreminnej. Ukraińscy urzędnicy sygnalizowali, że wykorzystano zbrojny bunt w Rosji i zintensyfikowano operacje kontrofensywne w rejonie Bachmutu. Siły ukraińskie kontynuowały kontrofensywę na pograniczu obwodu donieckiego i zaporoskiego.
W podsumowaniu OSW Ukraińcy kontynuowali ofensywy w obwodzie zaporoskim i donieckim. 24 czerwca na południe od Orichiwu odepchnięto Rosjan od drogi Zaporoże–Mariupol i zbliżono się do pierwszych rosyjskich umocnień we wsi Robotyne. 25 czerwca zintensyfikowano atak na południowy zachód od Wełykiej Nowosiłki, atakując w kierunku Pryjutnego i Riwnopila. Dowództwo ukraińskie podało, że Ukraińcom udało się przesunąć w tym rejonie na 1,5 km w głąb ugrupowania rosyjskiego, a kontratak Rosjan w stronę Nowodariwki został odparty. Bez większych rezultatów zakończyły się próby ukraińskiego ataku w rejonie Pjatychatek. Rosjanie ponawiali ataki na pozycje ukraińskie na północno-wschodnich obrzeżach Kupiańska oraz na południowy wschód od miasta oraz na granicy obwodów charkowskiego i ługańskiego. Na północny zachód od Kreminnej uzyskali nieznaczne powodzenie, wyrównując front w kierunku rzeki Żerebeć. Bez większych zmian zakończyły się walki w pasie leśnym pomiędzy Kreminną a rzeką Doniec. 26 czerwca generał Ołeksandr Syrski podał, że całkowicie oczyszczono tereny na zachodnim brzegu kanału Doniec–Donbas. SG Ukrainy poinformował, że Rosjanie zaatakowali w kierunku kanału na północny zachód od miasta. Podejmowane przez obie strony działania w rejonie Bachmutu nie przyniosły dużych zmian, podobnie jak walki na południowy wschód od Siewierska oraz w okolicy Awdijiwki i Marjinki. Ukraińcom udało się utworzyć przyczółek na lewym brzegu Dniepru u wylotu mostu Antonowskiego, a podejmowane przez Rosjan próby wyparcia Ukraińców nie przyniosły rezultatu. Doszło także do starć w obwodzie sumskim.
Stany Zjednoczone zapowiedziały kolejny pakiet pomocy wojskowej dla Ukrainy o wartości 500 milionów dolarów, który będzie obejmował m.in. dodatkowe uzbrojenie do systemów MIM-104 Patriot, systemy przeciwlotnicze FIM-92 Stinger, amunicję dla M142 HIMARS, pociski artyleryjskie 155 mm i 105 mm, 30 bojowych wozów piechoty M2 Bradley, 25 transporterów Stryker oraz broń przeciwpancerną Javelin i AT-4.
Prezydent Łukaszenka potwierdził przybycie Jewgienija Prigożyna z Grupy Wagnera na Białoruś, mówiąc, że może zostać „przez jakiś czas”. Zapewnił mu gwarancję bezpieczeństwa oraz zezwolił na pobyt członków Wagnera w kraju. Według doniesień w obwodzie mohylewskim rozpoczęła się budowa obozów dla najemników, jednakże Państwowa Służba Graniczna Ukrainy stwierdziła, że nie było dowodów na to, że takie obozy były budowane.

### 28 czerwca
28 Oddzielna Brygada Zmechanizowana opublikowała film przedstawiający wznoszenie ukraińskiej flagi na zaporze kanału Doniec–Donbas na zachód od Kurdiumiwki. Dowódca SZ Ukrainy generał Wałerij Załużny podczas rozmowy z amerykańskim generałem Markiem Milleyem stwierdził, że: „Udało się nam przechwycić inicjatywę strategiczną. Siły bezpieczeństwa i obrony Ukrainy kontynuują prowadzenie działań ofensywnych i czynimy postępy”, dodając, że Rosjanie „próbują utrzymać pozycje dokonując zwartego minowania terenu”. Minister obrony Ołeksij Reznikow w rozmowie z Financial Times stwierdził, że „wyzwolenie kilku miejscowości spod rosyjskiej okupacji w ostatnich tygodniach nie było najważniejszym wydarzeniem kontrofensywy. Kiedy to się stanie, zobaczycie. Wszyscy to zobaczą”. Potwierdził także, że nie rzucono do walki jeszcze głównych rezerw, w tym nowo sformowanych brygad wyposażonych w zachodni sprzęt (9 z 12 sformowanych na potrzeby kontrofensywy) oraz dodał, że Rosjanie ponosili ciężkie straty w czasie ofensywy ukraińskiej, a „niszczenie [rosyjskich jednostek] było narzędziem wyzwalania ukraińskiej ziemi”. Według Reznikowa wojska ukraińskie uzyskiwały „określone zdobycze”, o których nie informowano, aby nie ujawniać pozycji jednostek. Z kolei brytyjskie MON szacowało, że Ukraina wyzwoliła do tej pory w ramach kontrofensywy 300 km² terytorium, czyli dwa razy więcej, niż oficjalnie podawała.
Według Sztabu Ukrainy siły rosyjskie atakowały w kierunkach Łymanu, Bachmutu, Awdijiwki, Marjinki i Szachtarska, gdzie odparto do 40 ataków. W kierunku łymańskim Rosja prowadziła bezskuteczne ataki w okolicach Rozdoliwki. W kierunku bachmuckim prowadzono nieudane ataki w pobliżu Orichowo-Wasyliwki, Bohdaniwki i Biłej Hory. W kierunkach awdijiwskim, marjińskim i szachtarskim prowadzono ataki w rejonie Awdijiwki, Siewiernego, Marjinki i Nowomychajliwki. W ciągu doby Rosjanie przeprowadzili dwa ataki rakietowe, 50 nalotów i 52 ostrzały na pozycje ukraińskie i tereny zaludnione. Lotnictwo Ukrainy dokonało 11 nalotów na miejsca koncentracji, pięć na kompleksy rakiet przeciwlotniczych i jeden na punkt kontrolny, z kolei artyleria ostrzelała magazyn amunicji, 11 jednostek artylerii, trzy jednostki obrony przeciwlotniczej i dwie stacje walki radioelektronicznej. Ponadto siły rosyjskie uderzyły z kierunku południowo-wschodniego dronami Szahed 136/131, z których wszystkie zostały zniszczone przez ukraińską obronę przeciwlotniczą. Ok. 13:00 czasu lokalnego trzy osoby zginęły w wyniku rosyjskiego ostrzału Wołczańska. W okupowanym przez Rosję Melitopolu odnotowano sześć eksplozji.
W ocenie ISW Ukraińcy prowadzili działania kontrofensywne na co najmniej czterech odcinkach frontu. Siły rosyjskie i ukraińskie przeprowadziły ataki w pobliżu Kreminnej, Bachmutu i w zachodnim obwodzie donieckim. Źródła rosyjskie donosiły, że wojska ukraińskie kontynuowały kontrofensywę w zachodnim obwodzie zaporoskim i przeprowadziły ograniczone ataki zwiadowcze na wschodnim brzegu Dniepru w pobliżu mostu Antonowskiego w obwodzie chersońskim.
Prezydent Litwy Gitanas Nausėda poinformował, że jego kraj pozyskał dwie wyrzutnie systemu obrony powietrznej NASAMS i planuje przekazać je Ukrainie, z kolei minister obrony Arvydas Anušauskas zapowiedział również dostawę 10 wozów opancerzonych M113 i tysięcy przeciwpancernych pocisków do granatników. Wprowadzono również czasowy zakaz transportu lądowego 57 rodzajów towarów podwójnego zastosowania, głównie mikroelektroniki i komponentów półprzewodnikowych, które mogłyby trafić do Rosji lub na Białoruś i zostać użyte w wojnie z Ukrainą. Szwajcaria zablokowała eksport 96 czołgów Leopard 1 do Niemiec, gdzie miały zostać zmodernizowane i dostarczone na Ukrainę, powołując się na swoją wieloletnią politykę neutralności.
W Rosji The Moscow Times i jeden z blogerów wojennych poinformowali, że generał Siergiej Surowikin, były dowódca sił rosyjskich na Ukrainie od października 2022 do stycznia 2023, został aresztowany i był przetrzymywany w więzieniu Lefortowo w Moskwie za rzekome wspieranie rebelii Grupy Wagnera.

### 29 czerwca
Wiceminister obrony Hanna Malar poinformowała o ruchach SZ Ukrainy w kierunku Bachmutu, gdzie „walki toczyły się na flankach miasta”. W kierunku Kurdiumiwki postęp wynosił 1500 m, a w kierunku Kliszczijiwki ok. 1200 m. Na tym odcinku frontu siły ukraińskie przejęły inicjatywę operacyjną. W pobliżu Riwnopola Ukraińcy skonsolidowali się na niedawno odbitych pozycjach i zadali Rosjanom straty oraz atakowali w kierunku Wołodyne. Na kierunku Berdiańska odnotowano postęp o 1300 m. Rosjanie przerzucali wszystkie dostępne posiłki na odcinek Bachmutu i Zaporoża, w tym brygadę piechoty morskiej z kierunku Chersonia. Rzecznik SG Ukrainy Andrij Kowalew potwierdził, że Ukraińcy zyskali inicjatywę na kierunku bachmuckim. Dodał, że „na flankach Bachmutu wojska ukraińskie naciskały na przeciwnika, wypierając go z wcześniej zajętych pozycji. Mieli powodzenie, umacniali się na zajętych rubieżach” oraz odnotowano częściowy sukces w rejonie Riwnopil–Wołodyne.
SG Ukrainy poinformował, że Rosjanie atakowali w kierunkach Łymanu, Bachmutu, Awdijiwki, Marjinki i Szachtarska, gdzie Ukraińcy odparli do 31 ataków. W kierunku łymańskim prowadzono bezskuteczne ataki w okolicach Rozdoliwki i Biłohoriwki. W kierunku bachmuckim prowadzono nieudane ataki w regionie Bachmutu. W kierunkach awdijiwskim, marjińskim i szachtarskim prowadzono ataki w rejonie Awdijiwki (przy wsparciu lotnictwa), Marjinki, Pobiedy i Nowomychajliwki. W ciągu 24h siły rosyjskie przeprowadziły atak rakietowy za pomocą S-300 na infrastrukturę cywilną w Zaporożu i Czuhujewie, oraz 29 nalotów i 60 ostrzałów na pozycje ukraińskie i tereny zaludnione. Ukraińskie lotnictwo dokonało 11 nalotów na miejsca koncentracji, natomiast artyleria uderzyła w trzy punkty kontrolne, dwa rejony koncentracji, stację radiolokacyjną i 13 jednostek artylerii. Generał Serhij Najew stwierdził, że „tereny obwodu sumskiego były stale ostrzeliwane przez siły rosyjskie, to najbardziej niebezpieczny region na północy Ukrainy”, jednocześnie apelując do mieszkańców obwodu o jak najszybszą ewakuację z zagrożonych miejscowości. Doradca prezydenta Ukrainy Mychajło Podolak ocenił, że zagrożenia atakiem na Ukrainę z terytorium Białorusi na razie nie ma; na terytorium tego kraju miała przenieść się tylko część Grupy Wagnera, a sama formacja przestała istnieć w dotychczasowej formie
Rosyjska armia zaatakowała dzielnice mieszkalne Chersonia. Pod ostrzałem znalazły się budynki mieszkalne i dwa obiekty infrastruktury cywilnej – placówka medyczna i szkoła, w których znajdował się „punkt niezwyciężoności”, czyli centrum dystrybucji pomocy humanitarnej. W wyniku ataku zginęły dwie osoby, a dwie zostały ranne. Obwód chersoński został ostrzelany w ciągu dnia 72 razy, w rezultacie czego zginęły trzy osoby, a cztery zostały ranne. W godzinach porannych jedna osoba zginęła przez rosyjski ostrzał w pobliskiej Biłozerce, podczas gdy trzy kolejne zginęły w oddzielnych atakach w całym obwodzie zaporoskim.
Według ISW Ukraińcy przeprowadzili operacje kontrofensywne w co najmniej dwóch sektorach frontu, osiągając pewne postępy. Siły rosyjskie i ukraińskie kontynuowały ograniczone ataki na południe od Kreminnej. Wojska ukraińskie zintensyfikowały działania kontrofensywne w rejonie Bachmutu i odnotowały postępy. Siły rosyjskie kontynuowały ograniczone ataki wzdłuż linii Awdijiwka–Donieck. Rosyjskie źródło stwierdziło, że Rosjanie przemieszczali sprzęt wojskowy do nieokreślonych obszarów na wschodnim brzegu Dniepru. Krymska grupa partyzancka Atesh oświadczyła, że siły rosyjskie zwiększały swoją obecność w Armiańsku w celu obrony kluczowej infrastruktury na północy Krymu.
Stany Zjednoczone oświadczyły, że rozważają przekazanie Ukrainie amunicji kasetowej DPICM (ang. Dual Purpose Improved Conventional Munition). Wcześniejsze sprzeciwy zgłaszano w związku z podpisaniem przez Wielką Brytanię, Niemcy i Francję traktatu zakazującego takiej amunicji. Broń miała być używana zarówno w pociskach do M142 HIMARS, jak i artylerii 155 mm. Bank Światowy zatwierdził pożyczkę w wysokości 1,5 miliarda dolarów na pomoc i odbudowę Ukrainy, gwarantowaną przez rząd japoński, w celu zapewnienia i sfinansowania pomocy gospodarstwom domowym, reform zapewniających przejrzystość zasobów publicznych i wsparcia rynków na Ukrainie.
Według Financial Times, powołującego się na trzy osoby zaznajomione ze sprawą, aresztowano rosyjskiego generała Siergieja Surowikina. Natomiast inni korespondenci wojenni twierdzili, że Surowikin i inni wyżsi oficerowie byli sprawdzani pod kątem lojalności przez FSB. Generał pułkownik Andriej Judin, zastępca generała Surowikina, został odwołany z armii rosyjskiej.

### 30 czerwca
Wiceminister obrony Hanna Malar podała, że Ukraina przejęła inicjatywę i posuwała się naprzód w pobliżu Bachmutu, z kolei na południu siły ukraińskie posuwały się z „różnymi sukcesami”; armia ukraińska „pewnie poruszała się po flankach wokół Bachmutu, jednak okupanci sprowadzili w ten rejon dużą liczbę sił. (...) Nie weszliśmy do samego miasta, ale nadal kontrolujemy południowo-zachodnie obrzeża Bachmutu. Główne bitwy toczyły się teraz wokół. Można powiedzieć, że ofensywa przebiega w kilku kierunkach. Nie chodzi tylko o flanki, ale znacznie szerszy front”. Dodała także, że na południu Ukrainy linia frontu była wyrównywana w celu zajęcia i zabezpieczenia granic w niezbędnym zakresie, twierdząc, że: „Czasami są dni, kiedy jest więcej niż jeden kilometr, czasami mniej, na różne sposoby”. Rzecznik SG Ukrainy Andrij Kowalew podał, że Ukraińcy kontynuowali ofensywy na kierunkach melitopolskim i berdiańskim, z kolei w walkach o Bachmut odnosili sukcesy i umacniali się na zdobytych pozycjach. Postępy odnotowano w kierunku miejscowości Liewadne–Prijutne i Mała Tokmaczka–Oczeretuwate oraz częściowy sukces w rejonie miejscowości Prywilla i Zaliznianskie. Prezydent Wołodymyr Zełenski zarządził wzmocnienie obrony wzdłuż granicy Ukrainy z Białorusią po przesunięciu tam Grupy Wagnera.
Ukraiński Sztab poinformował, że FR koncentrowała się na atakach w kierunkach Kupiańska, Łymanu, Bachmutu, Awdijiwki i Marjinki, gdzie odparto do 22 ataków. W kierunkach kupiańskim i łymańskim prowadzono nieudane ataki w okolicach Nowoselewskiego i w leśnictwie Serebriańsk. W kierunku bachmuckim prowadzono bezskuteczne ataki w pobliżu Bohdaniwki i Chromowego. W kierunkach awdijiwskim i marjińskim prowadzono ataki w rejonie Awdijiwki, Pierwomajskiego i Marjinki, gdzie odparto wszystkie ataki. W ciągu doby Rosja przeprowadziła osiem ataków rakietowych, 58 nalotów i ponad 50 ostrzałów na pozycje ukraińskie oraz obiekty infrastruktury wojskowej i cywilnej w obwodzie ługańskim, donieckim, zaporoskim i chersońskim. Ukraińskie lotnictwo dokonało 12 nalotów na miejsca koncentracji i jeden na kompleks rakiet przeciwlotniczych; artyleria ostrzelała stanowisko dowodzenia, sześć rejonów koncentracji, trzy składy amunicji, 24 jednostki artyleryjskie i stację walki radioelektronicznej. W związku ze znacznymi stratami w sile roboczej, odnotowano zwiększenie liczby dezercji w rosyjskich jednostkach, które coraz częściej opuszczają pozycje bojowe; m.in. 50 etnicznych dagestańskich żołnierzy z Flotylli Kaspijskiej w rejonie Dorożnianki odmówiło udziału w walkach, a broń została uszkodzona przez buntowników. Jednocześnie Rosjanie nadal wykorzystywali ludność cywilną jako „żywe tarcze”, np. we wsi Topoliwka w obwodzie chersońskim rosyjskie dowództwo wojskowe umieszczało żołnierzy w prywatnych domach ludności cywilnej.
W godzinach nocnych Rosjanie zaatakowali Ukrainę dronami kamikadze Shahed 136 i pociskami S-300; siedem ataków odnotowano w Zaporożu. Ukraińskie wojsko stwierdziło, że siły rosyjskie zaatakowały od południowego wschodu, wystrzeliwując 13 dronów Shahed 136 z Primorsko-Achtarska (wschodnie wybrzeże Morza Azowskiego), a także cztery rakiety z systemu S-300. Ukraińska obrona powietrzna zniszczyła 10 z 13 dronów. W wyniku zestrzelenia bezzałogowców niektóre budynki uległy zniszczeniu. W obwodzie donieckim zginęły dwie osoby, sześć zostało rannych w rosyjskim ataku za pomocą Iskander-K na szkołę w Serhijiwce, a jedna osoba zginęła w wyniku ostrzału w Mykołajiwce. W wyniku ostrzału budynku mieszkalnego w Antoniwce ranna została rodzina z dzieckiem oraz zostało uszkodzonych ok. 30 cywilnych budynków mieszkalnych.
Ukraińskie wojsko podało, że uderzono w rosyjską kwaterę główną oraz magazyn paliwa i smarów na lotnisku na przedmieściach Berdiańska za pomocą 10 pocisków Storm Shadow. W tym czasie z lotniska korzystały rosyjskie śmigłowce broniące się przed kontrofensywą ukraińską. Siły rosyjskie stwierdziły, że zestrzelono co najmniej jeden pocisk. Ukraiński wywiad wojskowy poinformował o zmniejszeniu liczby rosyjskiego personelu wojskowego stacjonującego w Zaporoskiej Elektrowni Jądrowej i pobliskim Enerhodarze, a także zalecono pracownikom opuszczenie obiektu przed 5 lipca i obwinianie Ukrainy za wszelkie nieprzewidziane incydenty w elektrowni. Według doniesień Rosjanie stopniowo opuszczali teren elektrowni. Jako pierwsi byli trzej pracownicy Rosatomu, którzy kierowali działaniami Rosjan. Do ewakuacji zachęcano również ukraińskich pracowników, którzy podpisali kontrakt z Rosatomem.
Ministerstwo Obrony Wielkiej Brytanii podało, że ok. 23 czerwca Ukraińcy wznowili rozmieszczanie żołnierzy na wschodnim brzegu Dniepru, w pobliżu zniszczonego mostu Antonowskiego, a od 27 czerwca nasiliły się walki między siłami ukraińskimi i rosyjskimi, choć utrudniały je skutki zniszczenia tamy w Kachowce. W ocenie ISW rosyjscy blogerzy wojenni informowali, że Rosjanie nie byli w stanie wyprzeć ok. 70 ukraińskich żołnierzy z ufortyfikowanych pozycji pod wschodnim przęsłem mostu Antonowskiego. Siły ukraińskie przeprowadziły operacje kontrofensywne na co najmniej trzech odcinkach linii frontu, natomiast generał Wałerij Załużny oświadczył, że armia ukraińska nadal posuwała się naprzód we wschodniej i południowej Ukrainie, pomimo braku niezbędnych zasobów. Tymczasem siły rosyjskie i ukraińskie nadal walczyły na linii Kupiańsk–Swatowe–Kreminna oraz kontynuowały potyczki na linii Awdijiwka–Donieck, gdzie Ukraińcy posuwali się naprzód. Wojska ukraińskie kontynuowały kontrataki i prawdopodobnie osiągnęły postępy w rejonie Bachmutu oraz kontynuowali działania kontrofensywne w zachodnim obwodzie zaporoskim oraz na granicy obwodów donieckiego i zaporoskiego.
Według OSW siły ukraińskie wyparły Rosjan z okolic Riwnopila, wyrównując linię frontu na południowy zachód od Wełykiej Nowosiłki. Bez większych zmian zakończyły się ukraińskie ataki w okolicach Orichiwa oraz ataki podejmowane przez obie strony w rejonie Bachmutu, choć według SG UKrainy siły rosyjskie ponownie zaatakowały po zachodniej stronie kanału Doniec–Donbas. Istotnych postępów nie przyniosły rosyjskie ataki na południe i zachód od Kreminnej, w okolicach Awdijiwki i Marjinki, a także w rejonie mostu Antonowskiego na lewym brzegu Dniepru, gdzie Ukraińcom udało się utrzymać utworzony przyczółek. W dniach 27–30 czerwca głównym celem ataków rakietowych było zaplecze sił ukraińskich. Celem ukraińskich ataków rakietowych było zaplecze rosyjskie w Melitopolu i Berdiańsku.
Dania ogłosiła, że przekaże Ukrainie pakiet pomocy wojskowej w wysokości 190 milionów dolarów, który obejmował pociski przeciwlotnicze i środki na zakup amunicji artyleryjskiej. Z kolei premier Węgier Viktor Orbán zapowiedział swój sprzeciw wobec planowanego pakietu pomocowego Unii Europejskiej o wartości 50 mld euro dla Ukrainy, chyba że uwzględni on dystrybucję wcześniejszej pomocy. Przewodniczący Kolegium Połączonych Szefów Sztabów generał Mark Milley poinformowal, że Stany Zjednoczone rozważały wysłanie pocisków ATACMS na Ukrainę, mówiąc na konferencji prasowej: „ATACMS, F-16 czy cokolwiek innego... to ciągły proces przeglądu”.
Organizacja Human Rights Watch oskarżyła Ukrainę o użycie zakazanych min przeciwpiechotnych. Organizacja udokumentowała użycie przez Ukrainę rakiet rozsiewających miny przeciwpiechotne PFM-1 i PFM-1S, mimo że Ukraina ratyfikowała traktat ottawski zakazujący takiej broni w 2005 roku.